# Fortificazioni di Rodi

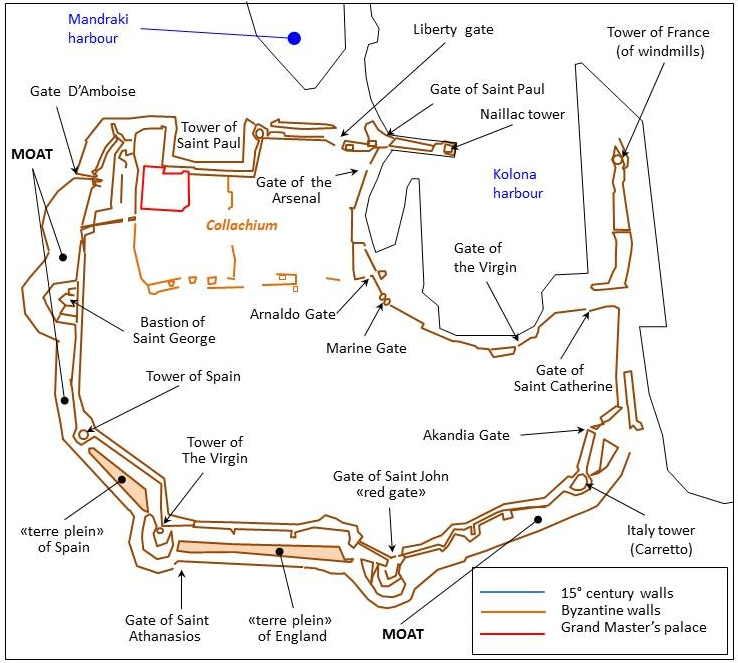
Schizzo delle fortificazioni di Rodi

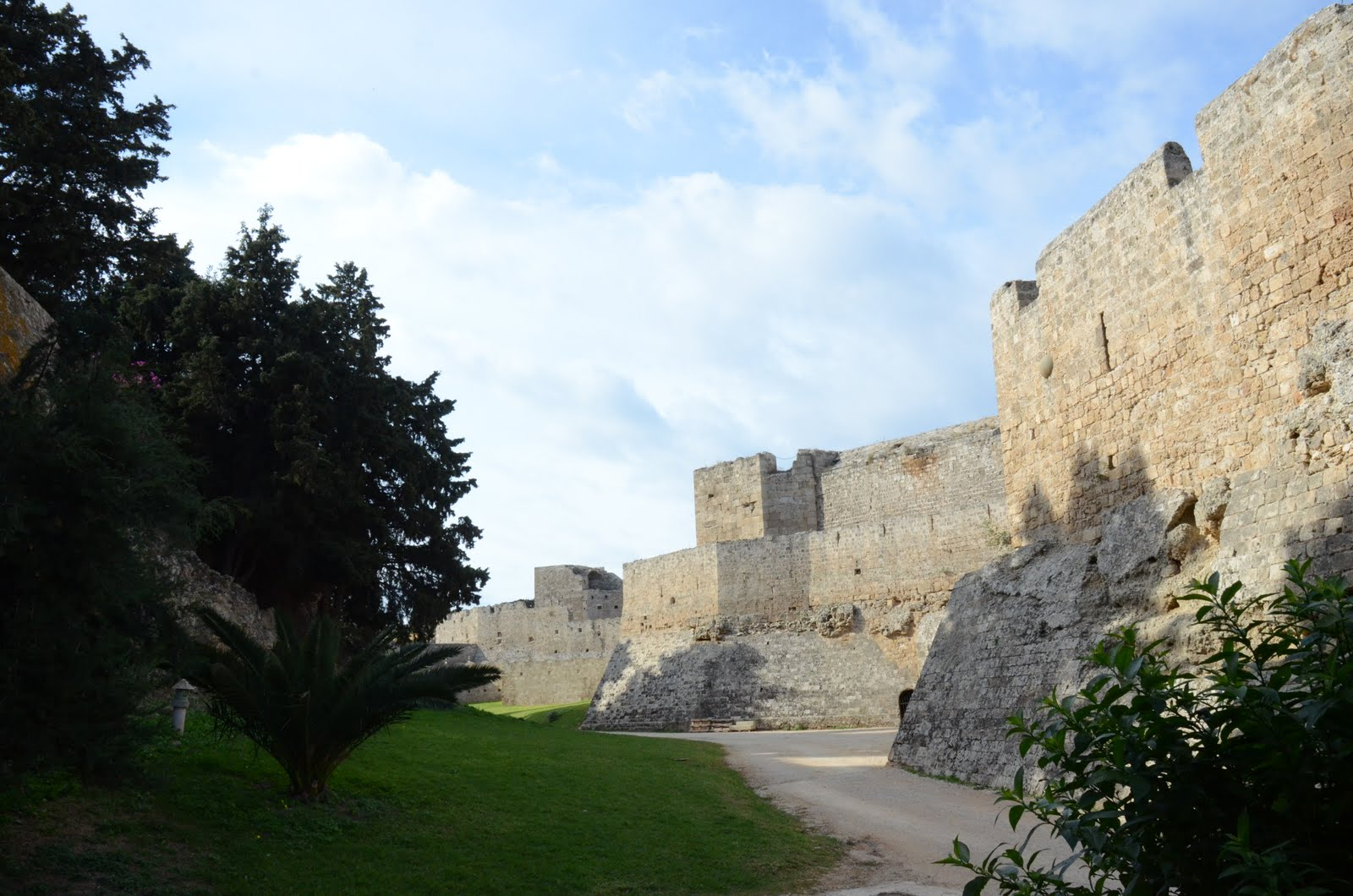
Le mura ed i bastioni visiti dal fossato d'Italia

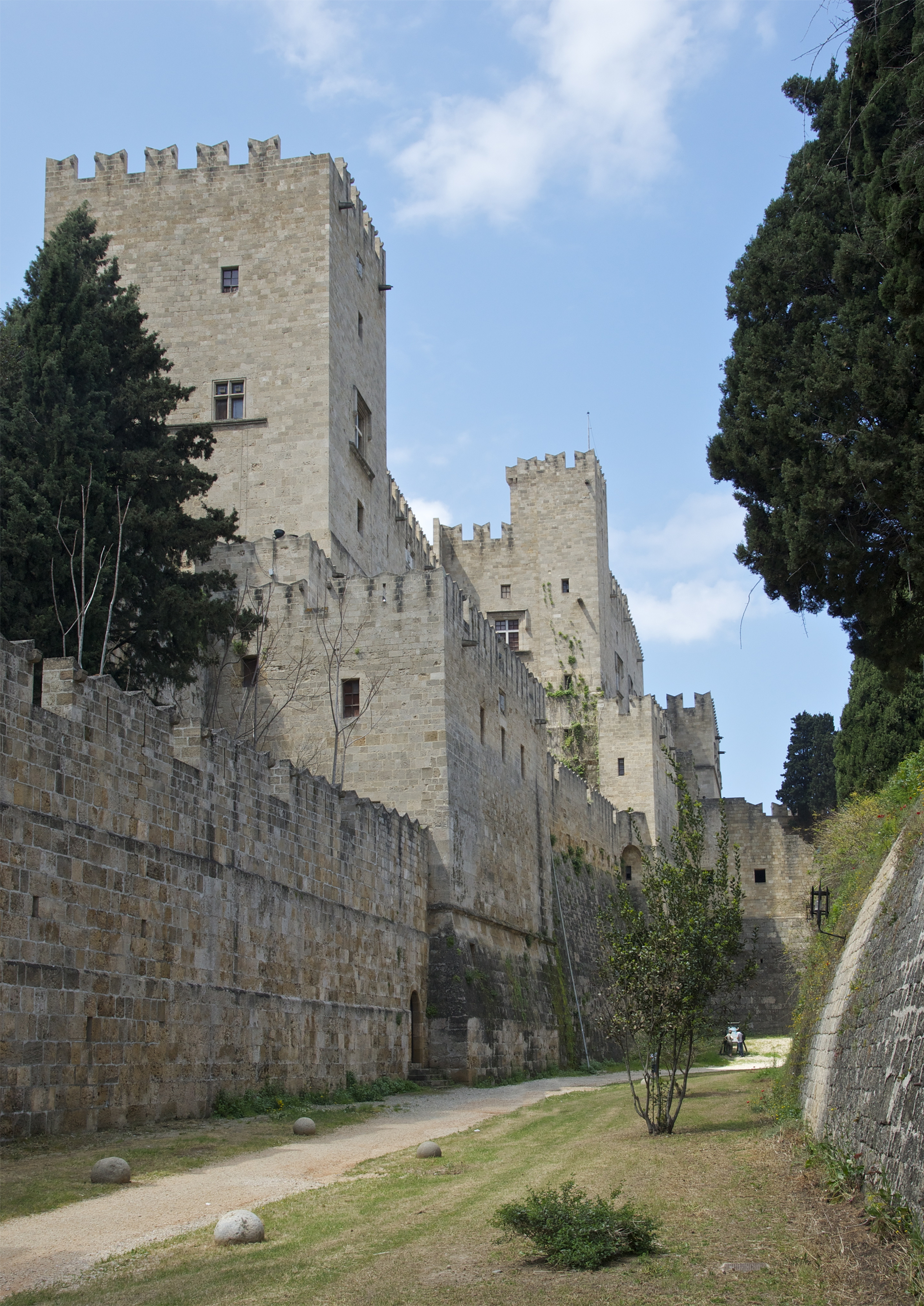
Mura di Rodi

Le fortificazioni della città di Rodi consistono in una cintura difensiva attorno alla città vecchia composta per lo più da una fortificazione alla moderna cioè composta da un terrapieno rivestito in pietra con bastioni, fossato, controscarpa e spalto. La parte di fortificazione che si affaccia sul porto è invece costituita da un semplice muraglione merlato, mentre sui moli sono poste torri e forti di difesa.
Esse furono costruite dai Cavalieri Ospitalieri di San Giovanni ampliando le preesistenti mura bizantine a partire dal 1309, anno in cui essi presero possesso dell'Isola dopo tre anni di azioni militari per conquistare l'isola.
Come la maggior parte delle mura difensive furono realizzate con la tecnica della muratura a sacco che consente di disporre di una grande massa capace di resistere al cannone e mura esterne lisce per impedirne la scalata.

## Storia
Grazie alla sua posizione geografica di porta dell'Egeo, Rodi ebbe sempre una posizione vantaggiosa sulle rotte del commercio tra Oriente ed Occidente e fu uno scalo importante grazie ai suoi porti ben protetti. In epoca ellenistica, nel tardo IV secolo a.C., la città di Rodi era già dotata di mura difensive che furono capaci di sostenere nel 305 a.C. l'assedio di Demetrio I Poliorcete re di Macedonia. 
Filone di Bisanzio, autore del trattato "Paraskeuastica" sulle opere di difesa, soggiornò a Rodi nel III secolo a.C. ed ebbe parole di ammirazione per le sue mura.
Il terremoto del 226 a.C. causò gravi danni alle fortificazioni, ma esse furono rapidamente ricostruite. I Bizantini costruirono una fortezza nella parte più elevata della città. 

Con l'arrivo dei Cavalieri Ospitalieri la città commerciale, benestante ma un po' in declino, vide una rinascita economica grazie all'apporto delle ricchezza dell'Ordine ed all'eredità dei beni dei Templari, ceduti agli Ospitalieri dopo l'abolizione dell'ordine templare nel 1312 per decreto del re di Francia Filippo il Bello. A causa di ciò la minaccia ottomana dalla vicina Turchia (la costa dista solo 18 km ed è ben visibile dalla città) si fece costante e comportò un aggiornamento continuo delle fortificazioni, sia per includere i nuovi insediamenti a sud del nucleo storico bizantino sia dal punto di dell'adeguamento alle nuove tecniche di difesa militare dopo l'avvento dell'artiglieria.

I Cavalieri di San Giovanni avevano maturato un'ottima esperienza nella costruzione di fortezze e fortificazioni nei quasi 3 secoli passati in Terrasanta, tuttavia il modello di riferimento per la costruzione della cinta muraria fu quello teodosiano delle mura di Costantinopoli che avevano dimostrato una grande capacità di resistere agli assedi nel corso dei secoli.
L'espansione delle mura fu intrapresa dal Gran Maestro Antonio Fluvian de Riviere che consentì alla città (medioevale) di Rodi di raggiungere l'attuale estensione di circa 42 ettari. Il completamento della cinta muraria fu terminato tra il 1457 ed il 1465. Le fortificazioni bizantine furono abbattute lasciando solo in piedi quelle del vecchio forte noto all'epoca dei Cavalieri come "Collachio".
Nel 1440 il sultano d'Egitto tentò senza successo di prendere la città assediandola per 40 giorni.
Nel 1480 Rodi venne assediata dalla truppe di Maometto II ma il possente esercito del conquistatore di Costantinopoli forte di 100.000 uomini e 170 navi fu respinto dal valore dei cavalieri e dalle ottime fortificazioni, nonostante l'enorme superiorità numerica dell'esercito assediante. Nel 1481 un violento terremoto colpì l'isola provocando gravissimi danni alle abitazioni ed alle mura e causando circa 30.000 morti. Un nuovo assedio Ottomano non sarebbe stato sostenibile, pertanto i Cavalieri misero a disposizione le loro ingenti risorse finanziarie portando a termine in breve tempo non solo la ricostruzione dei principali palazzi della città di Rodi ma anche delle fortificazioni. I Grandi Maestri Pierre d'Aubusson, Emery d'Amboise, Fabrizio del Carretto e Philippe de Villiers de L'Isle-Adam fecero adattare le mura all'uso del cannone chiamando a Rodi i migliori architetti militari italiani. 
Tra questi Matteo Gioeni, Basilio della Scuola, Gerolamo Bartolucci e Gabriele Tadino da Martinengo. Questi ultimi due erano presenti sull'isola durante l'assedio del 1522.

Il Bastione d'Italia (o Posta d'Italia) nel quale gli Ottomani avevano aperto una breccia, venne ricostruito dotandolo di una possente rondella per il fuoco rovescio sul tratto di mura adiacente. Tale bastione prese nome di "Bastione del Carretto". Chiusa la porta di San Giorgio venne eretto il bastione pentagonale con lo stesso nome sul lato ovest a copertura della porta d'Amboise. 
Grazie al fatto che i conquistatori ottomani non demolirono le mura, anzi le ripararono e le tennero in manutenzione durante i circa quattro secoli della loro dominazione le fortificazioni di Rodi vennero congelate al 1522 facendo della città medioevale di Rodi la sola città europea che conserva intatta la transizione tra le mura antiche e le "fortificazioni alla moderna".
Le fortificazioni, che cingono ancora oggi la città vecchia, facendone di fatto una zona separata dalla città moderna attuale, furono oggetto di restauro durante l'amministrazione italiana dell'isola e sono attualmente (2011) in fase di studio, restauro e manutenzione.

## Le porte della città vecchia di Rodi
Sono 11 le porte di accesso alla città vecchia. Alcune sono antiche, altre moderne. L'antica Porta di San Giorgio fu chiusa dal Gran Maestro d'Aubusson dopo l'assedio del 1480 e trasformata in un bastione.
Partendo dal palazzo del Gran Maestro cioè da nord ovest verso sud, si susseguono le seguenti porte.

### Porta d'Amboise

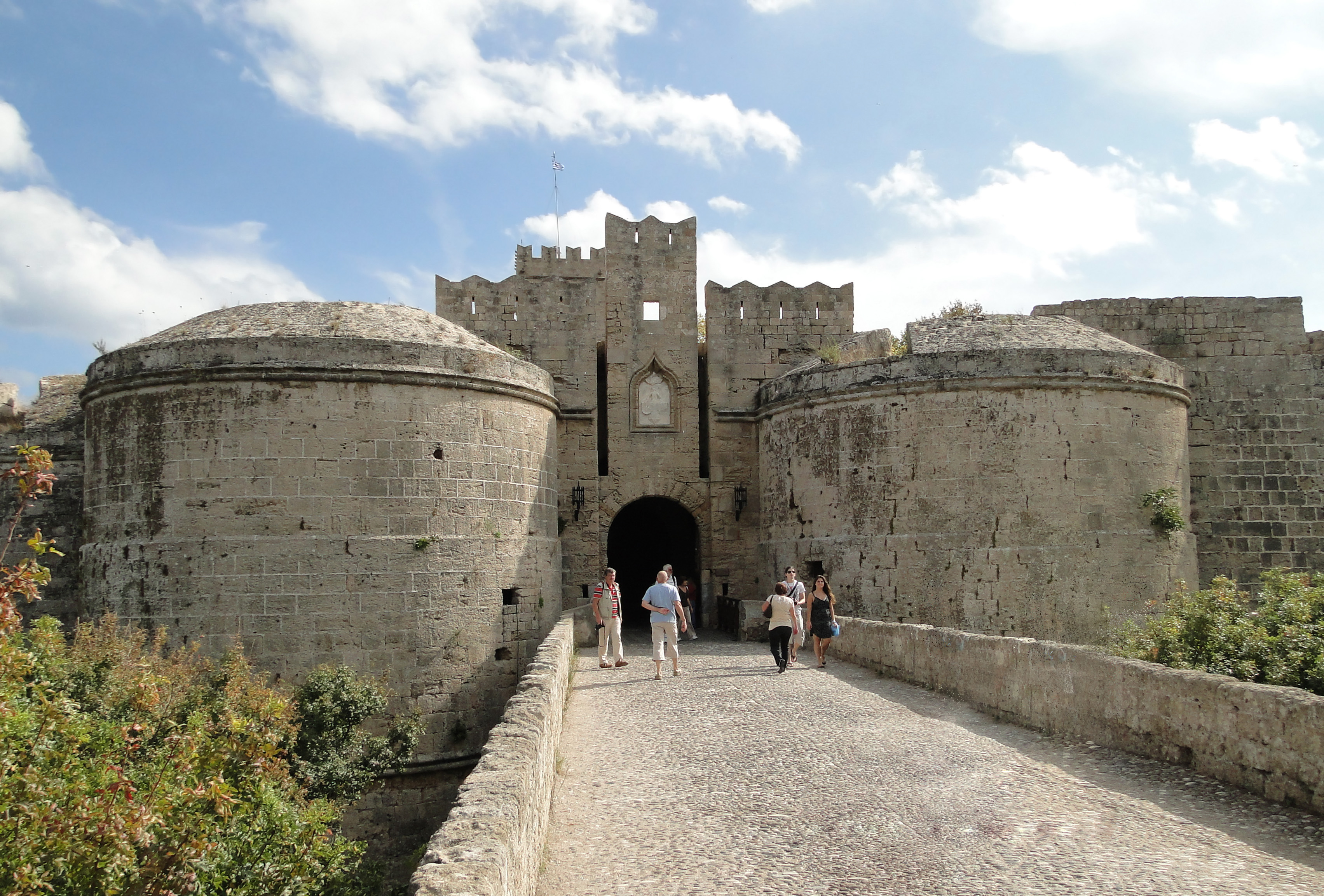
La porta d'Amboise

La porta d'Amboise (in greco: Πύλη ντ'Αμπουάζ – Pyli d'Aambuas) è una grandiosa porta dominata dal palazzo del Gran Maestro. È dotata di una tripla cinta difensiva con cammini di ronda, due torrette rotonde ed accesso coperto. Sono in sito i resti di antiche porte in legno borchiato. Fu completata nel 1512. Sulla porta esterna un rilievo di angelo e gli stemmi del gran maestro Emery d'Amboise.
Il bastione di San Giorgio di forma pentagonale copriva con i suoi cannoni l'accesso alla Porta d'Amboise.

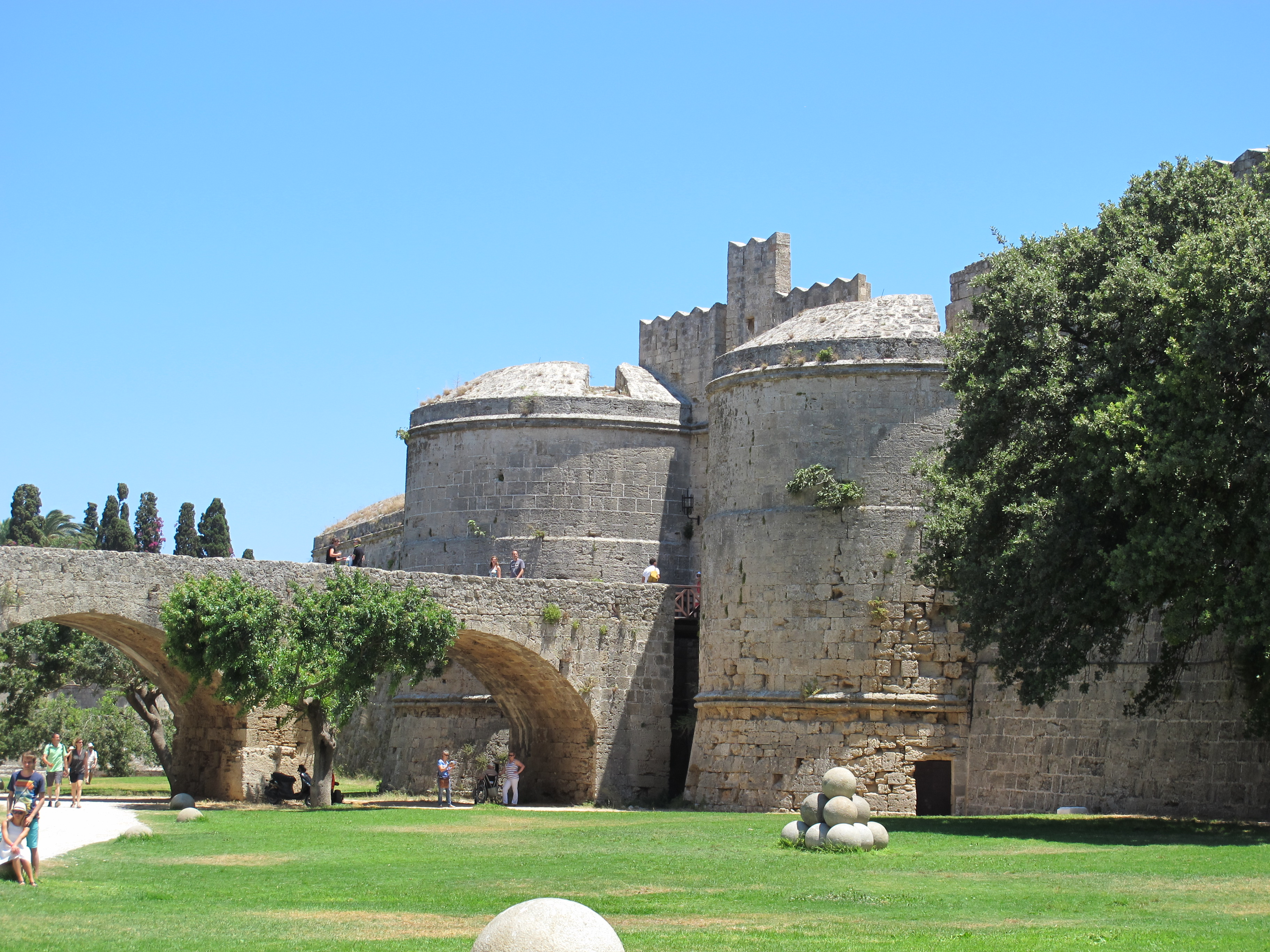
Veduta dal fossato
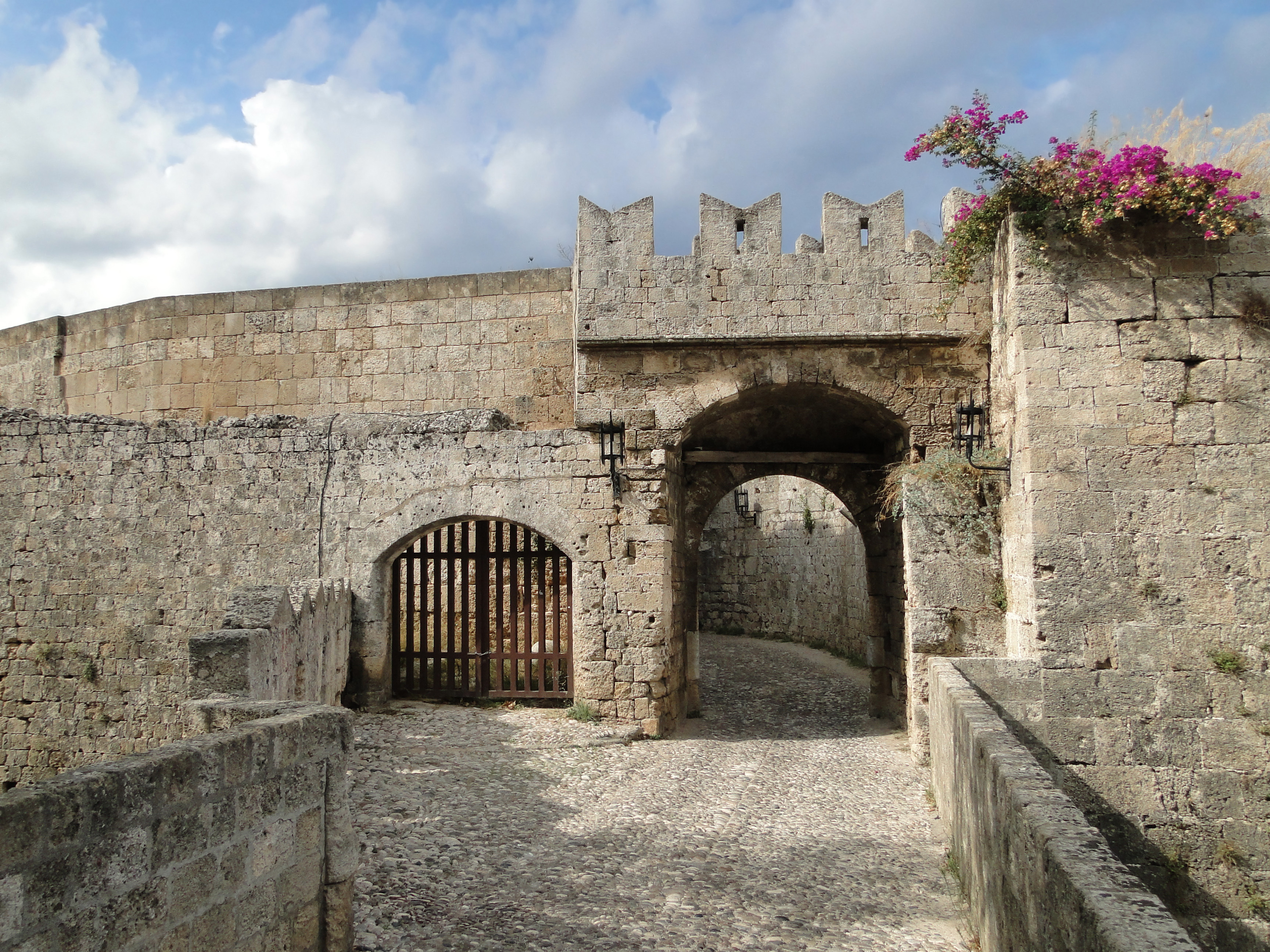
Porta interna
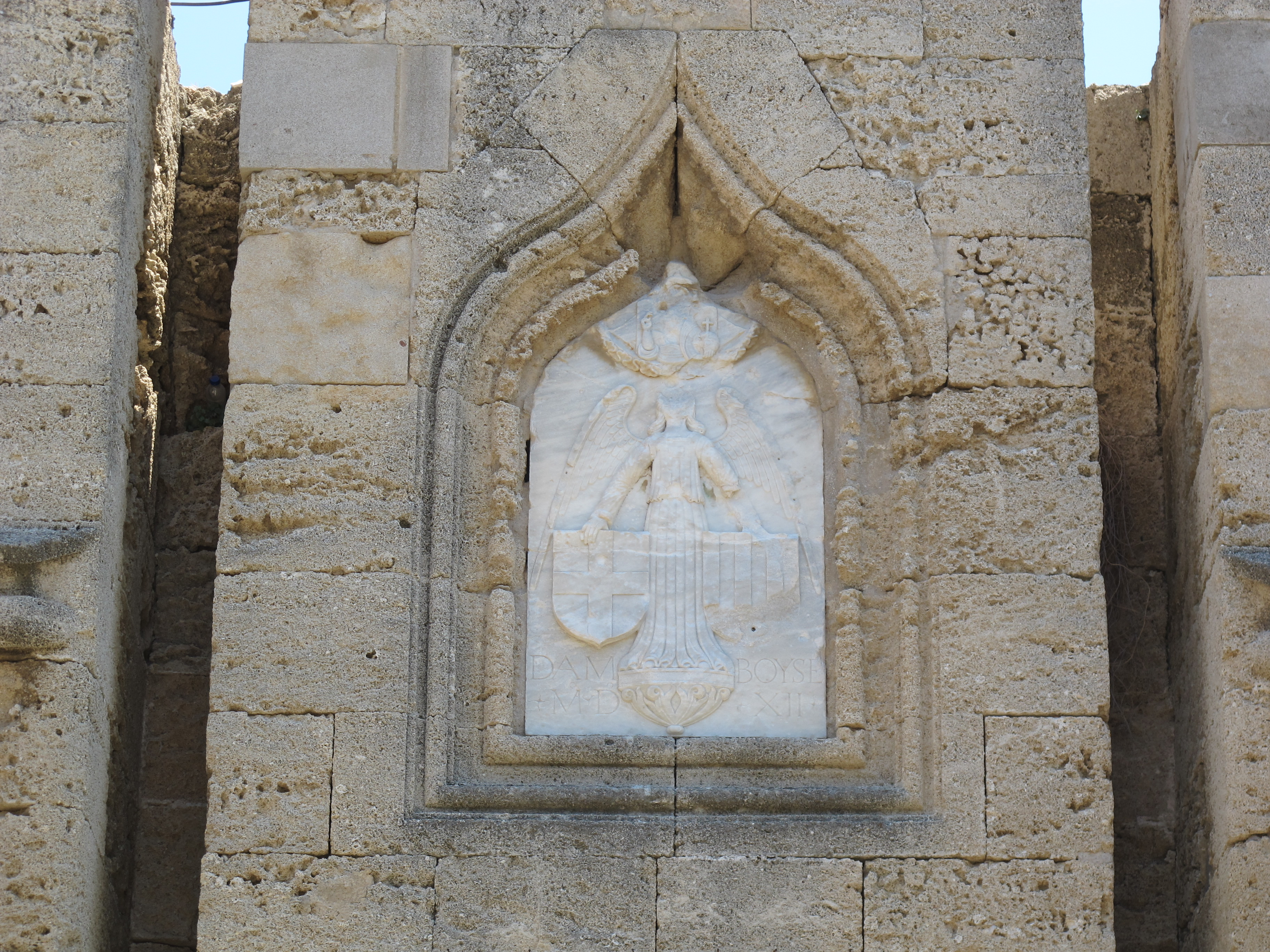
Il rilievo

### Porta di Sant'Atanasio

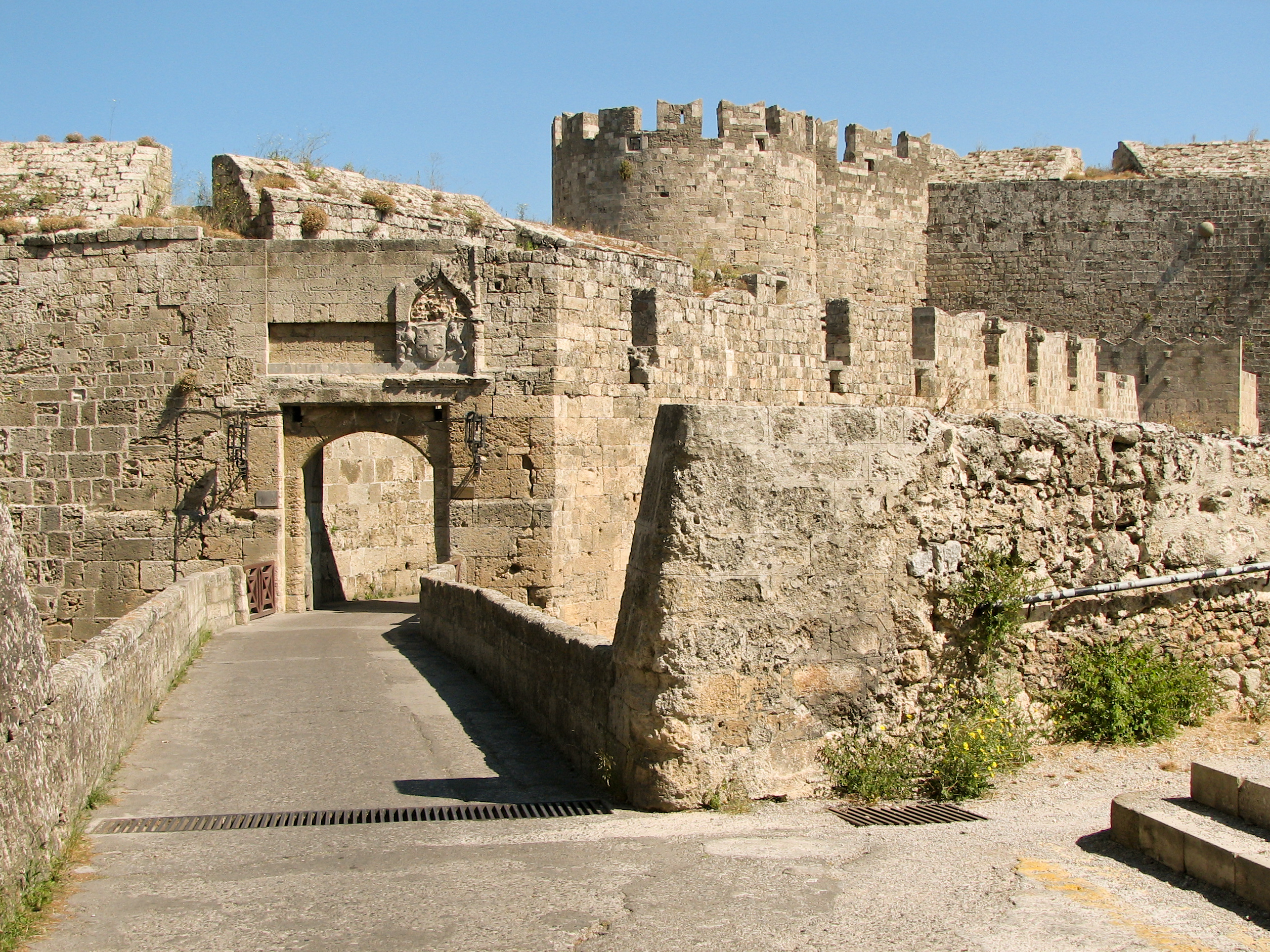
Il cavalcavia di accesso alla Porta di Sant'Attanasio

La porta di Sant'Atanasio (in greco: Πύλη Αγίου Αθανασίου – Pyli Ayou Athanassiou) fu costruita tra il 1441 ed il 1442. È nota oggi ai locali come porta di San Francesco, per il fatto che la chiesa di San Francesco di Assisi, costruita dagli italiani sta appena fuori della porta stessa. La torre rotonda di Santa Maria che controllava l'accesso alla porta fu costruita nel 1441 dal gran maestro Jean de Lastic.
Secondo la tradizione turca da questa porta erano entrate le truppe conquistartici di Solimano e, sempre secondo la tradizione, la porta fu chiusa per ordine del sultano stesso che voleva impedire che ogni altro conquistatore passasse dopo di lui, probabilmente la porta era stata murata dagli stessi ospitalieri per motivi di sicurezza. Venne riaperta dagli italiani nel 1922 in occasione del quattrocentesimo anniversario della presa di Rodi da parte degli ottomani.

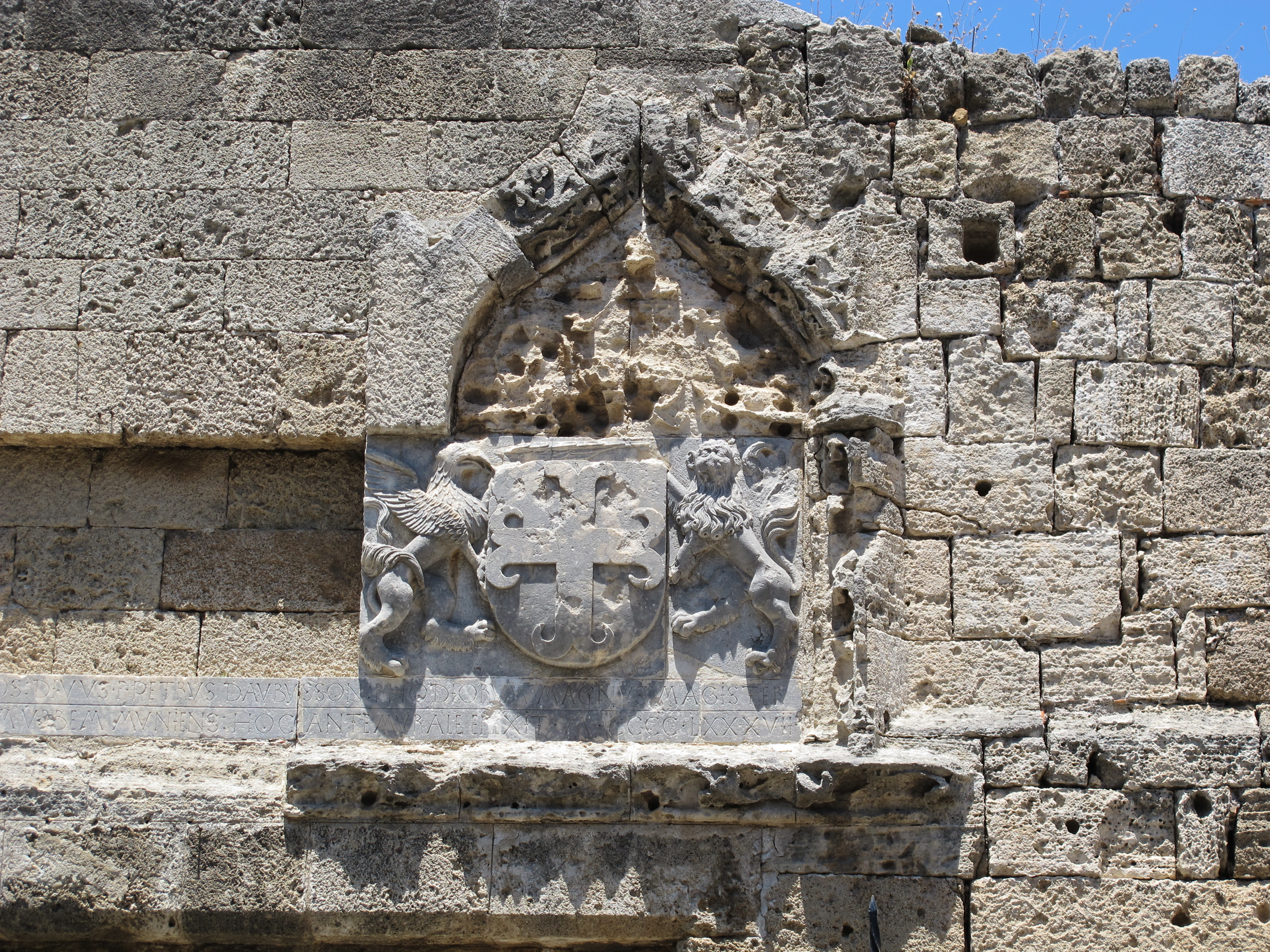
Stemma di Jean de Lastic
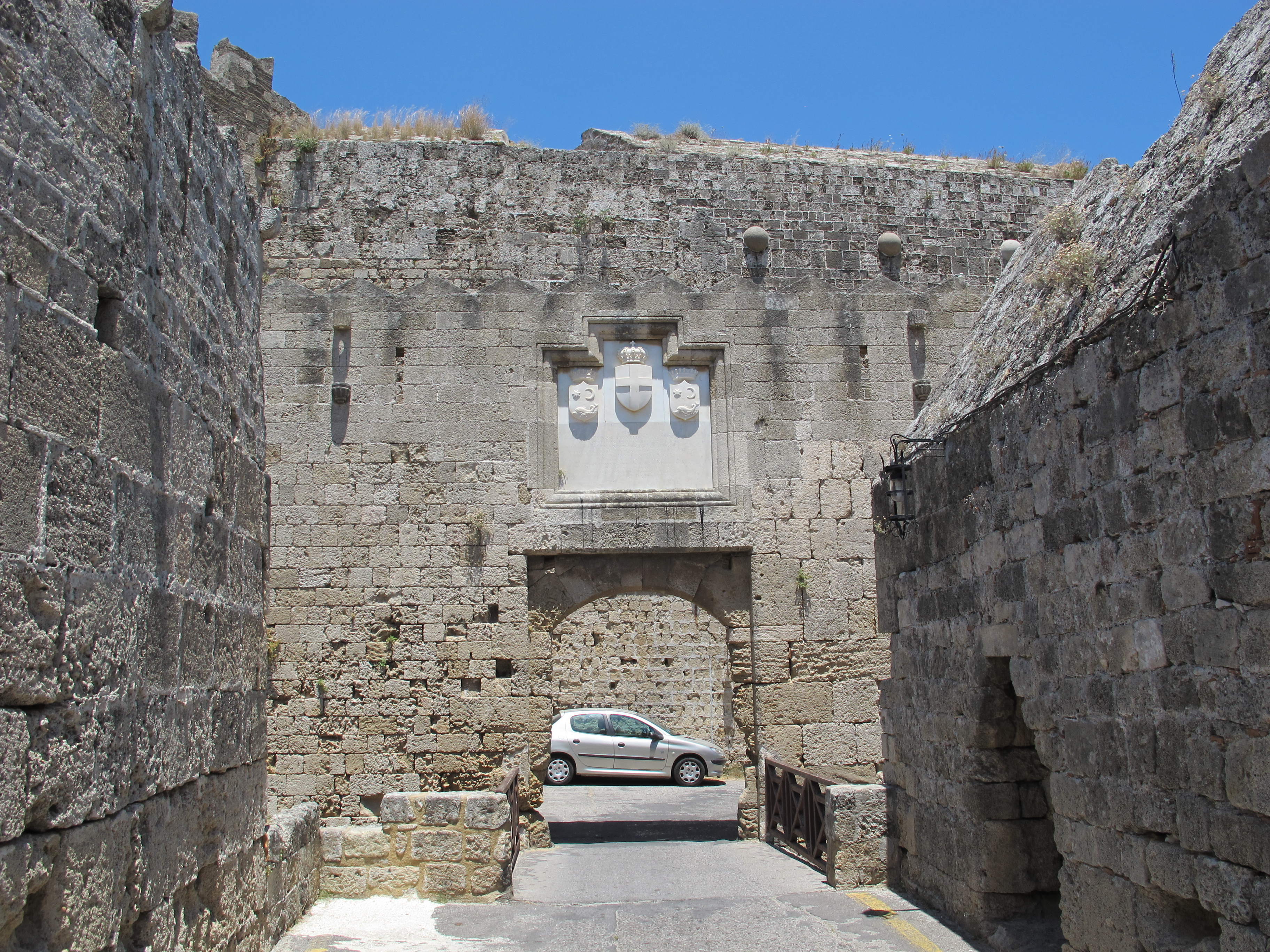
La porta esterna
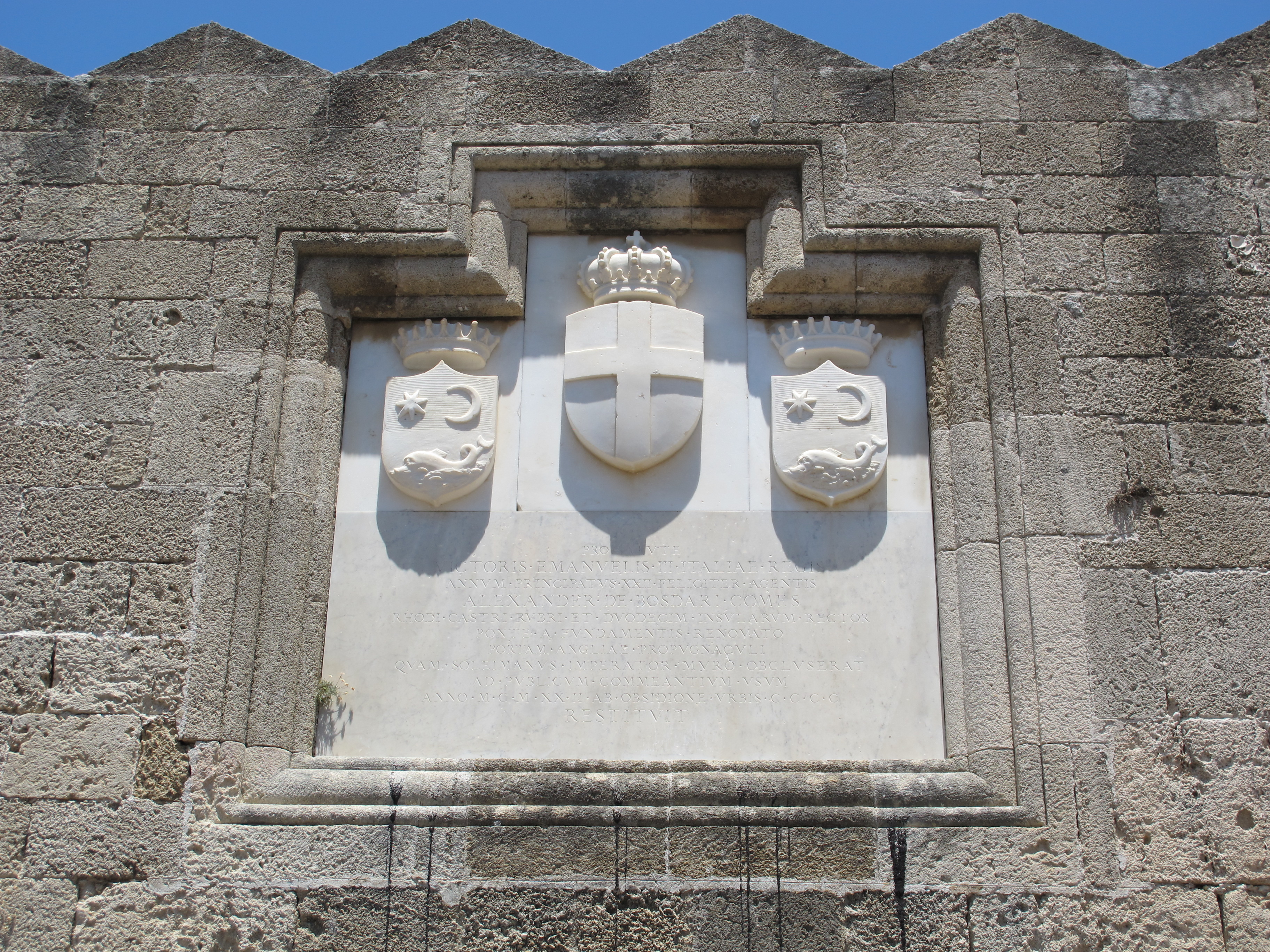
Stemma dei Savoia e del governatore Alessandro De Bosdari

### Porta di San Giovanni

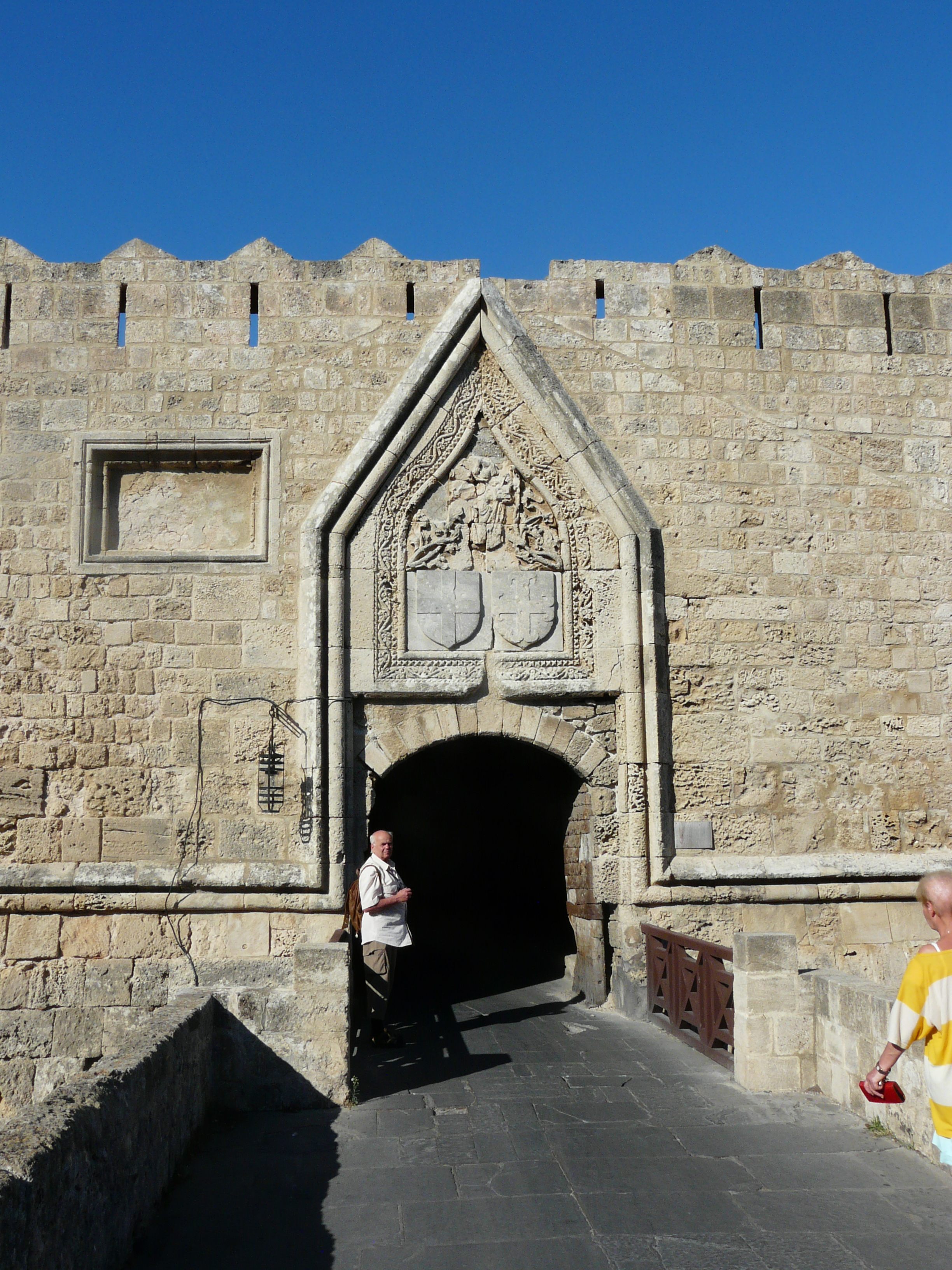
Porta di San Giovanni (porta esterna)

La porta di San Giovanni (in greco: Πύλη Αγίου Ιωάννου – Pyli Ayou Ioannou) è comunemente nota come Porta Koshkinou o Porta Kokkini che significa "rossa". Secondo la tradizione nell'assedio del 1522 furono così tanti i caduti davanti a questa porta che ne tinsero di rosso le pietre.
La fortificazione esterna della porta di San Giovanni fu costruita dal Gran maestro d'Aubusson per proteggere le precedenti fortificazioni costruite dai Grandi Maestri Fluvian, Jacques de Milly e Pietro Raimondo Zacosta. 
 Nel 1912 le truppe italiane entrarono in città da questa porta. Una cornice oggi vuota, conteneva una lapide commemorativa dell'evento.

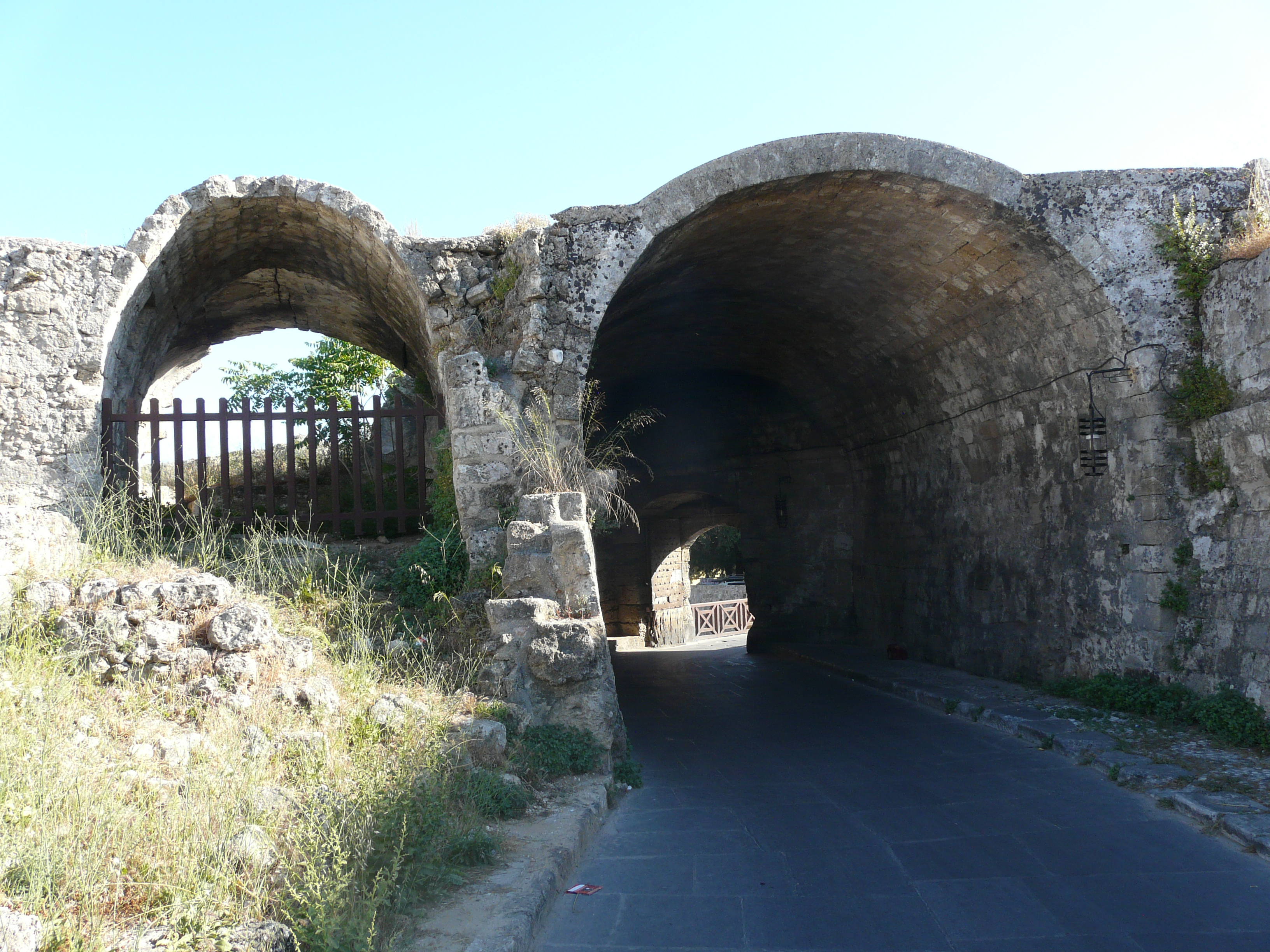
Passaggio mediano
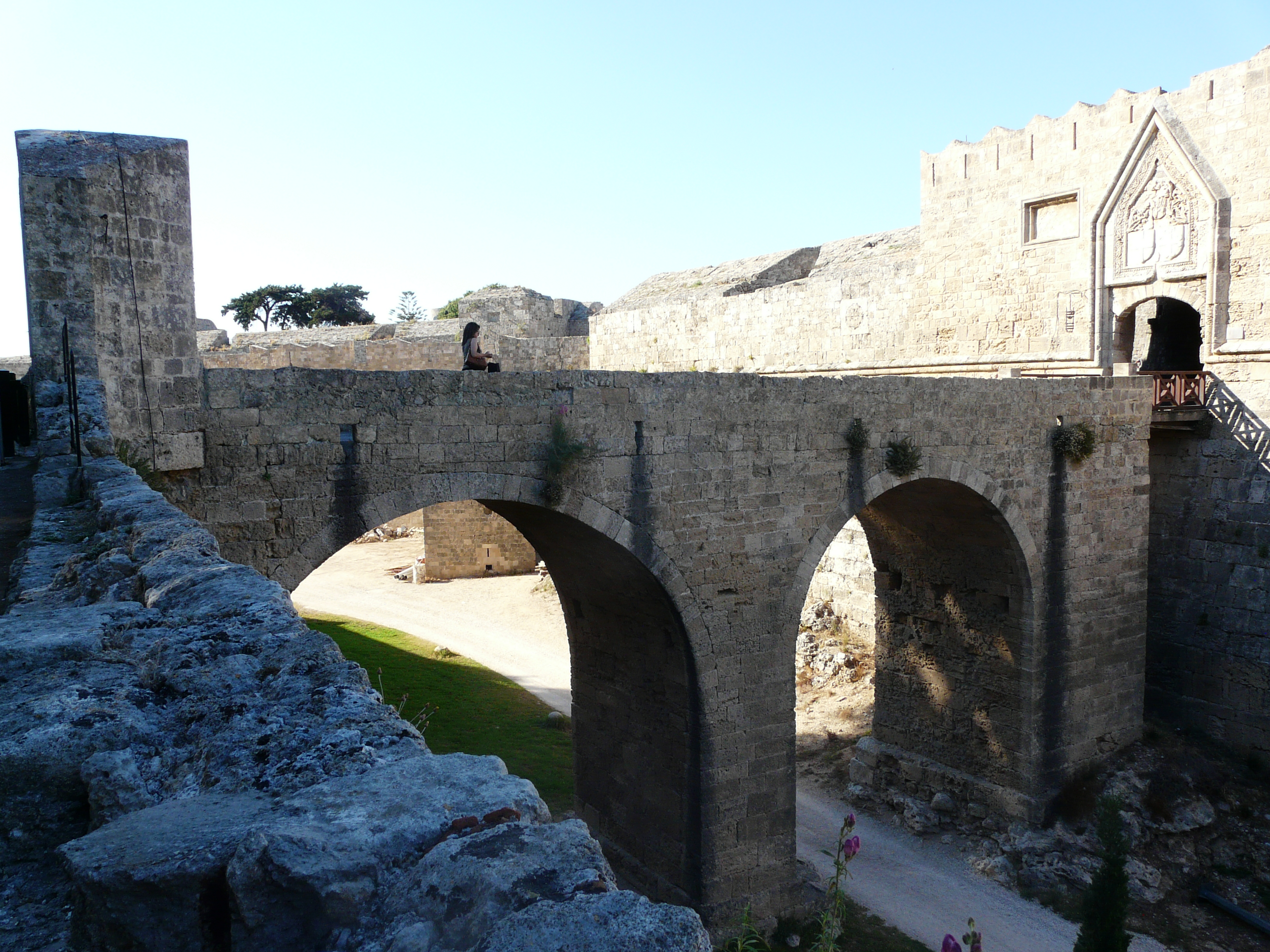
Cavalcavia
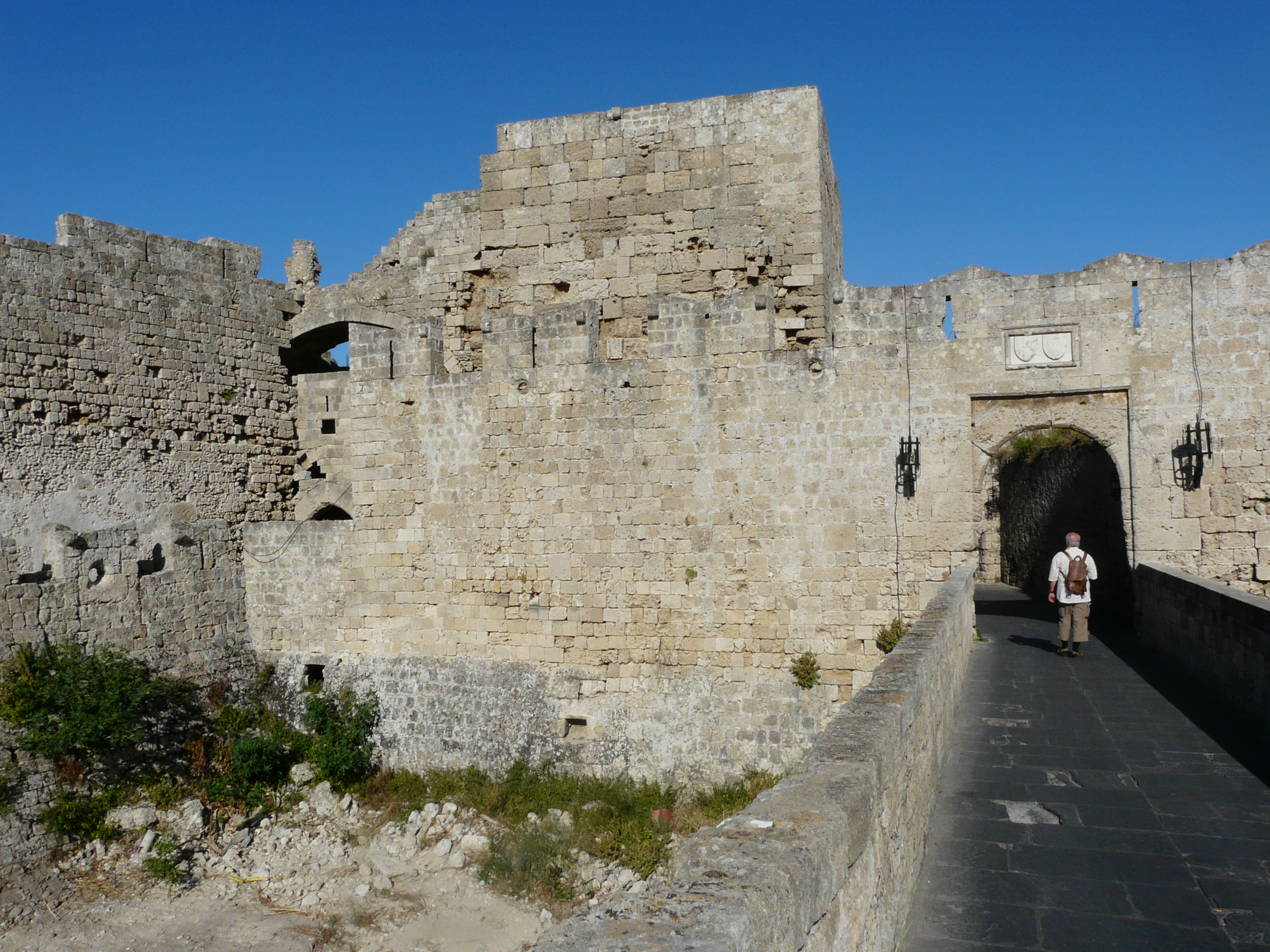
porta mediana

### Porta Acandia

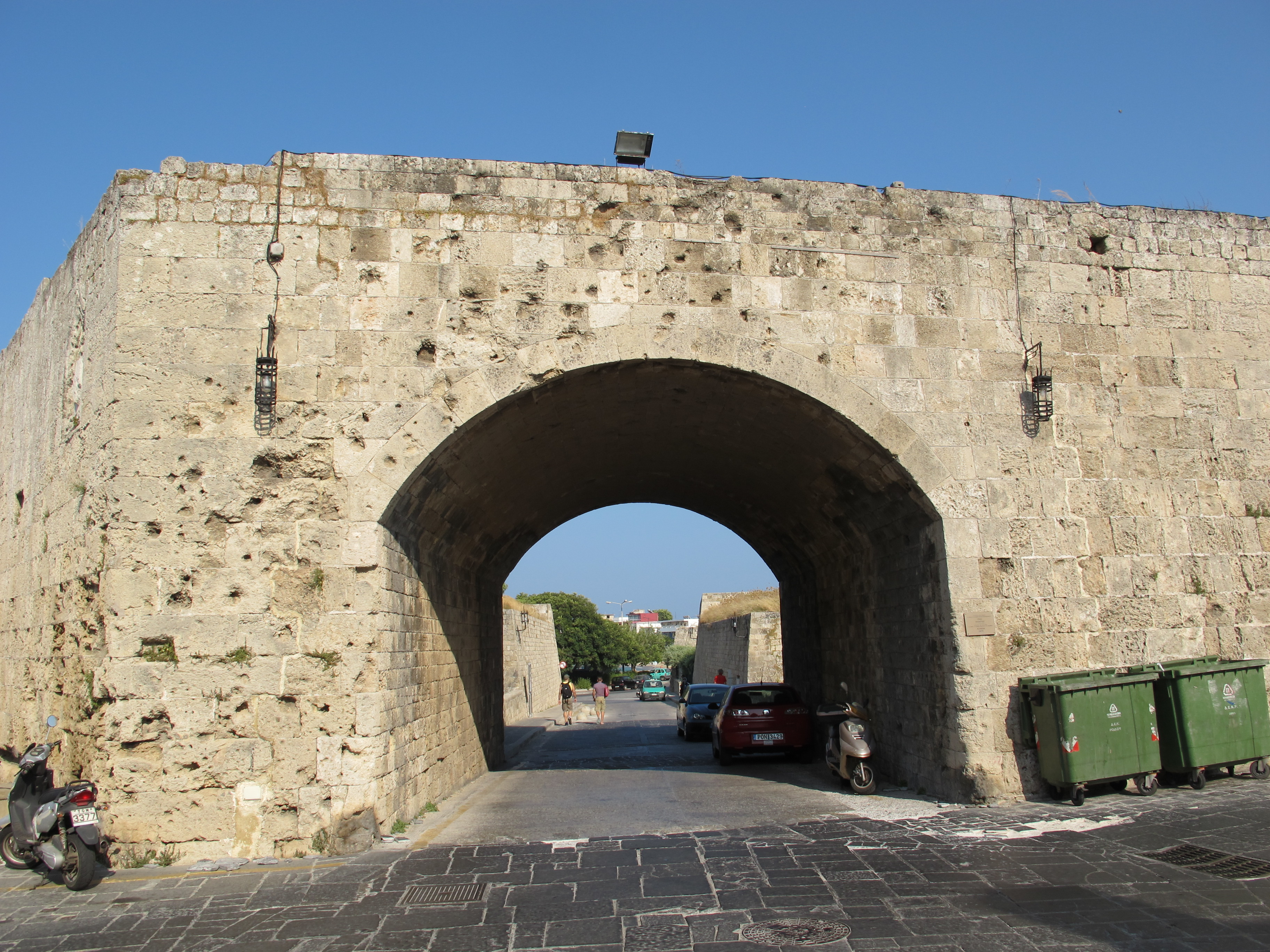
Porta di Acandia

La porta di Acandia (in greco: Πύλη Ακαντιάς – Pyli Akandias) venne aperta nel 1935 dall'amministrazione italiana nella parte di fortificazione a nordest del Bastione del Carretto per collegare il porto commerciale alla zona sudest di Rodi oltre la città medievale. Fu tracciata per l'occasione la nuova Via del Carretto (oggi Alhadef) che congiunge Porta Acandia con Porta della Vergine.

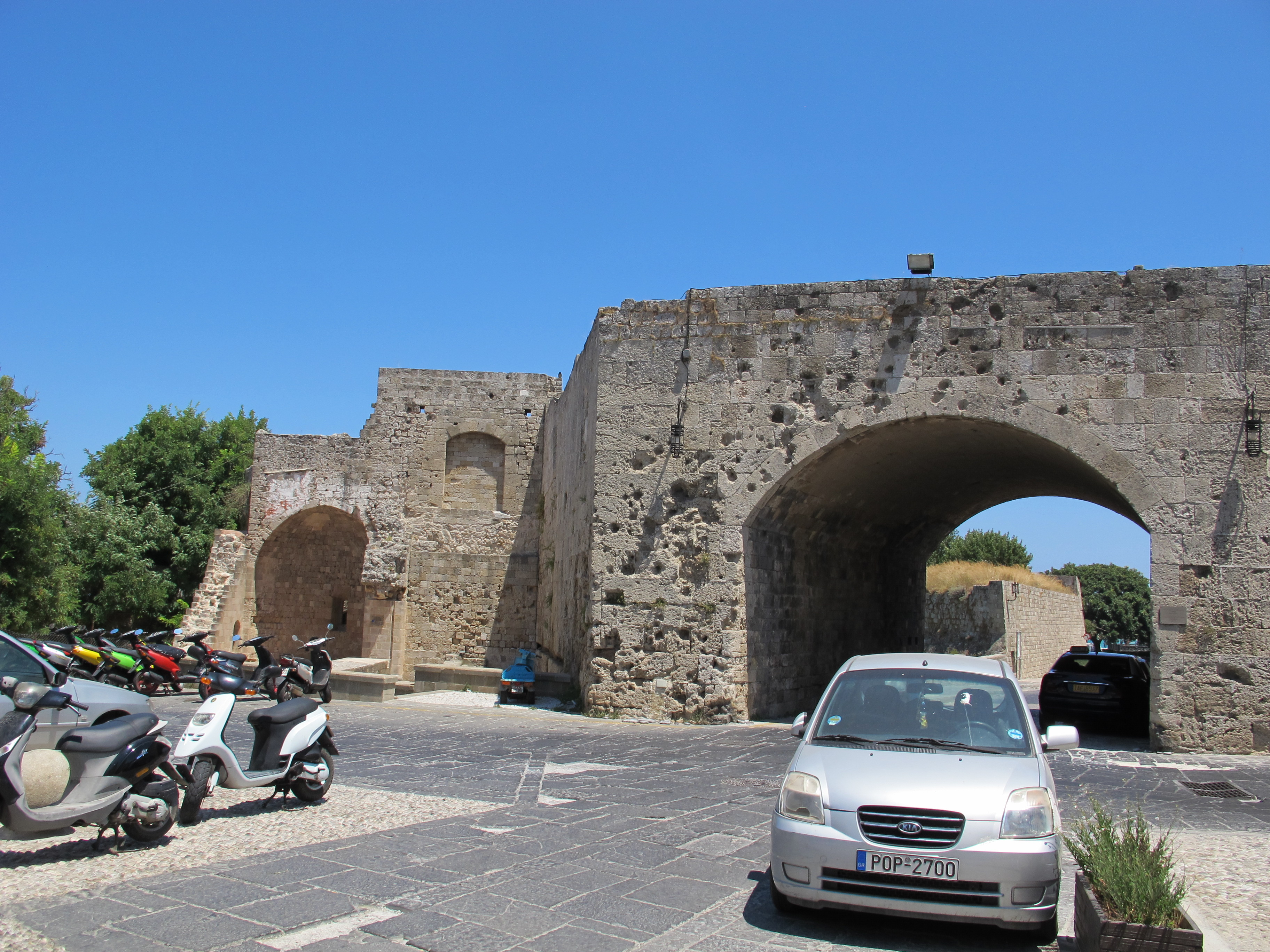
Porta interna
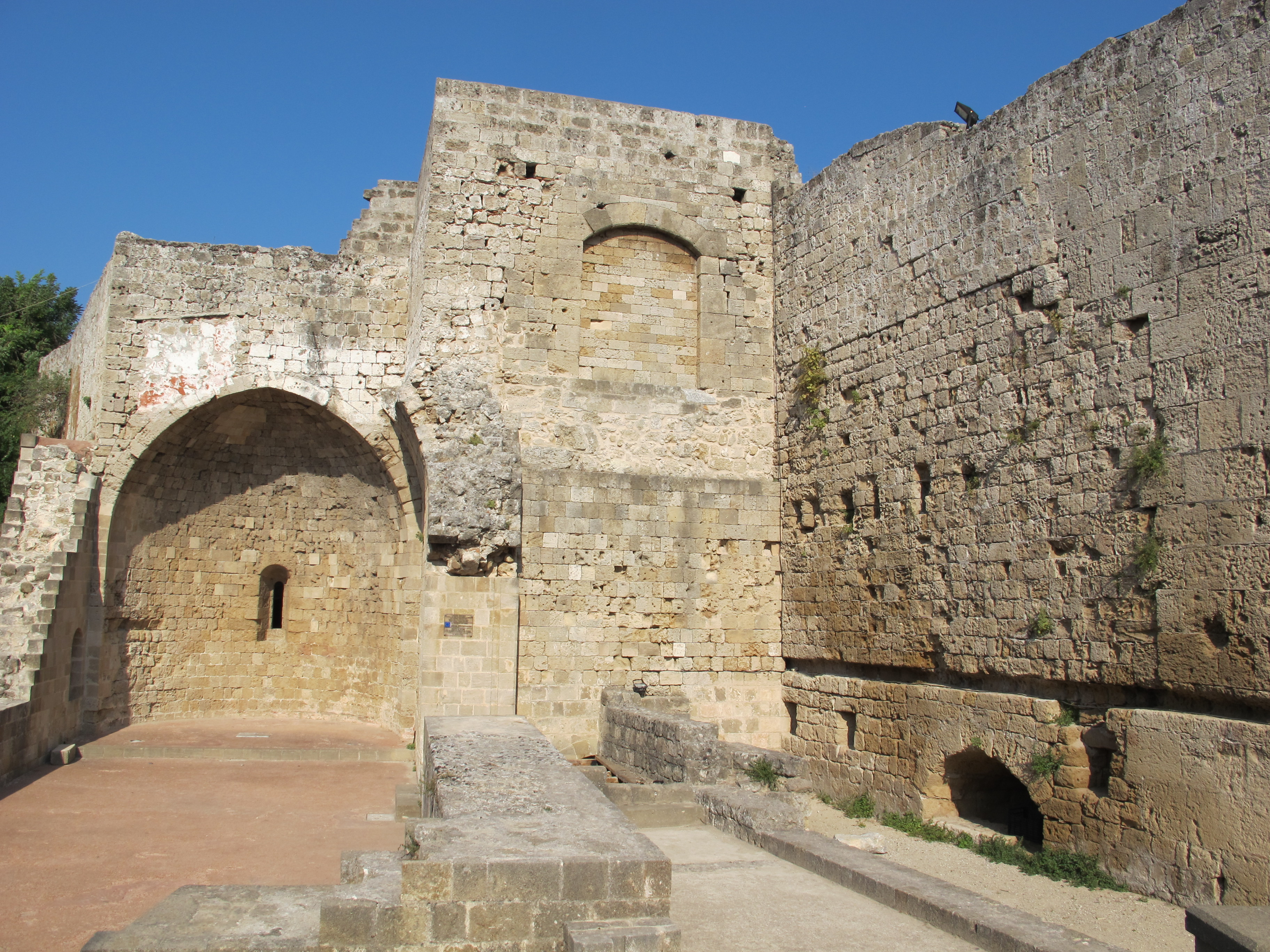
Rovine vicino alla porta di Acandia
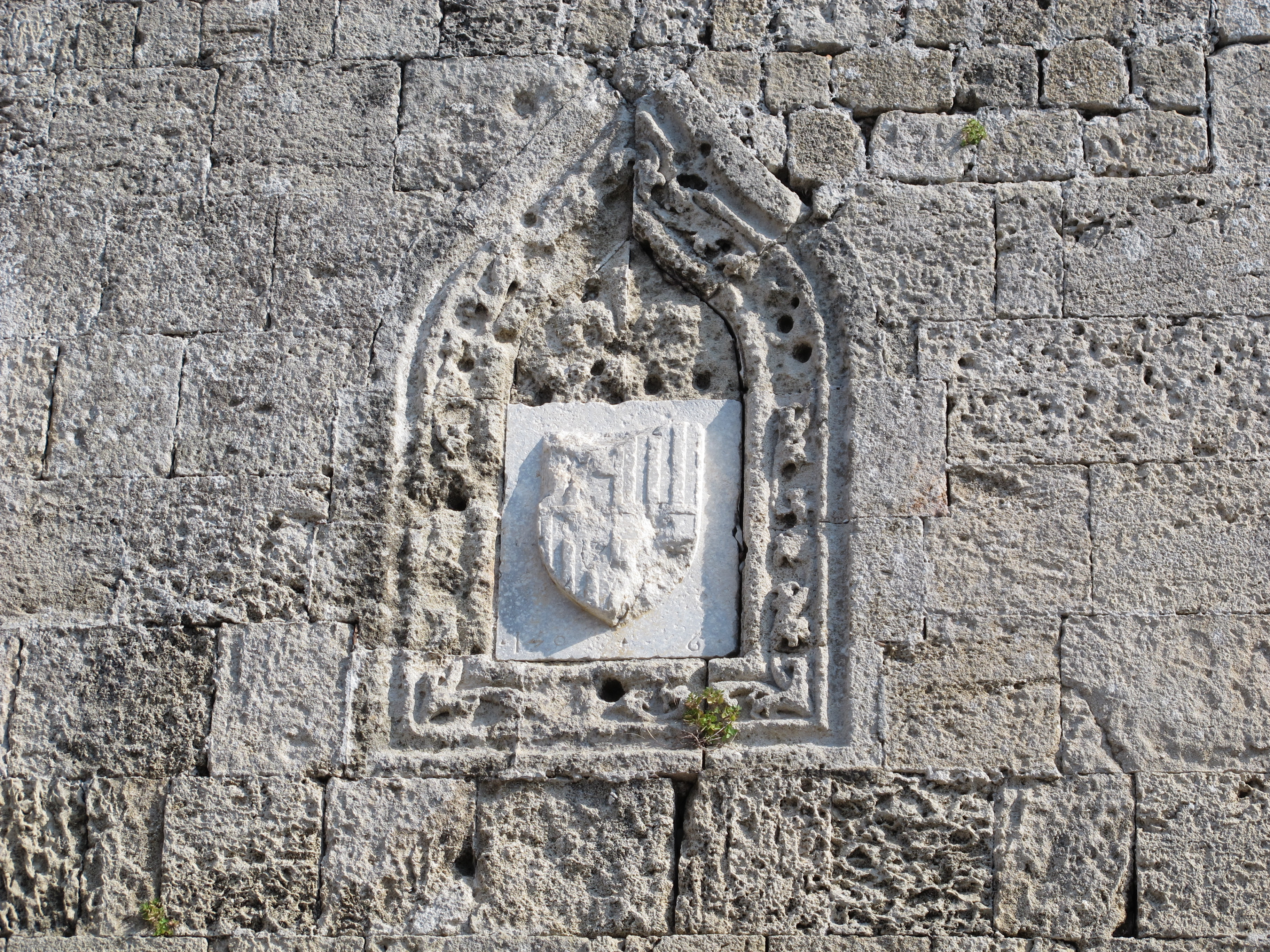
Stemma di Emery d'Amboise nelle vicinanze

### Porta di Santa Caterina

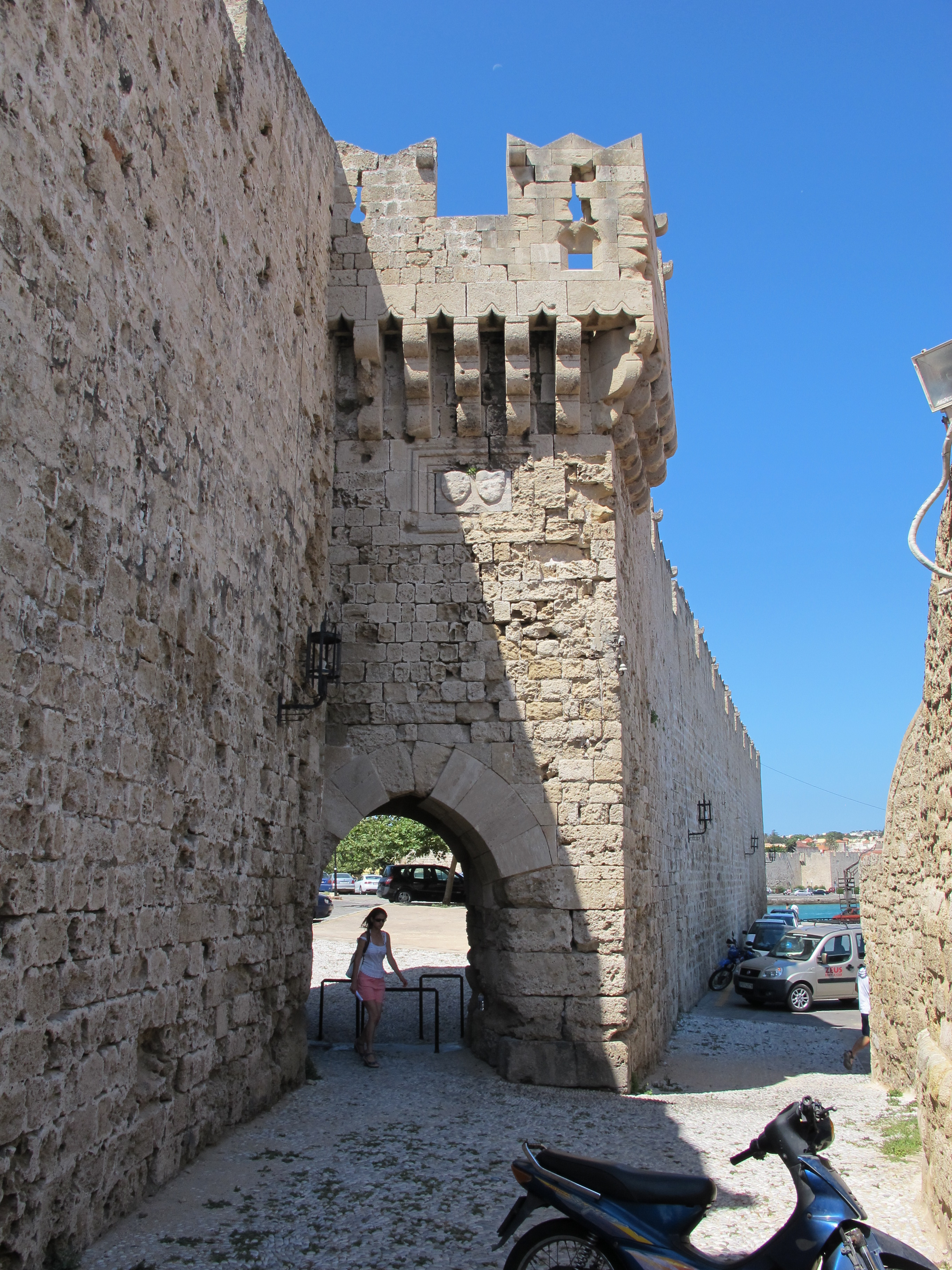
Porta di Santa Caterina

La porta di Santa Caterina (in greco: Πύλη της Αγίας Αικατερίνης – Pyli tes ayas Ekaterinis), nota anche come porta dei Mulini, consentiva il passaggio dalla zona commerciale della città ai mulini da grano sul molo del porto.

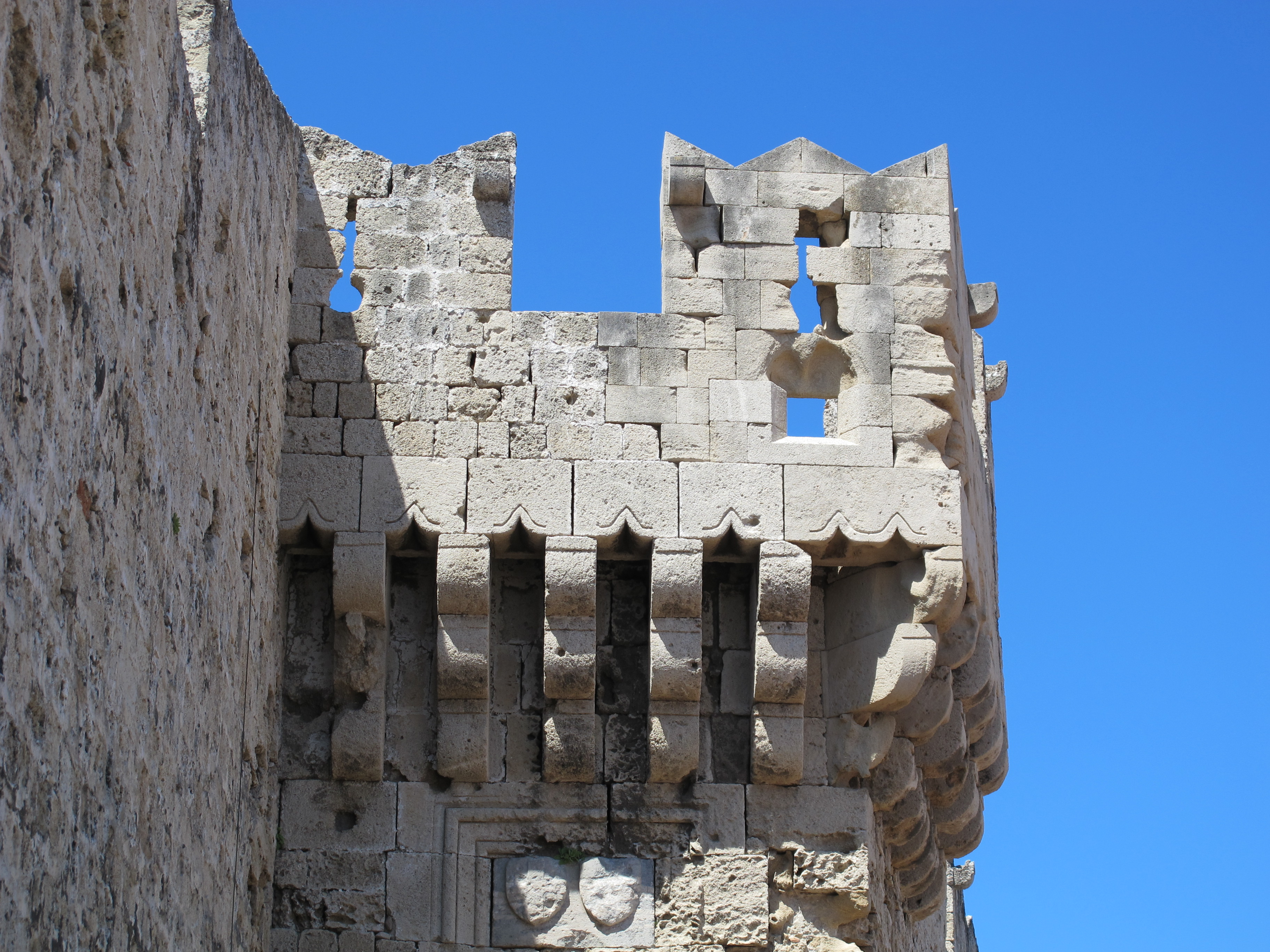
Merli
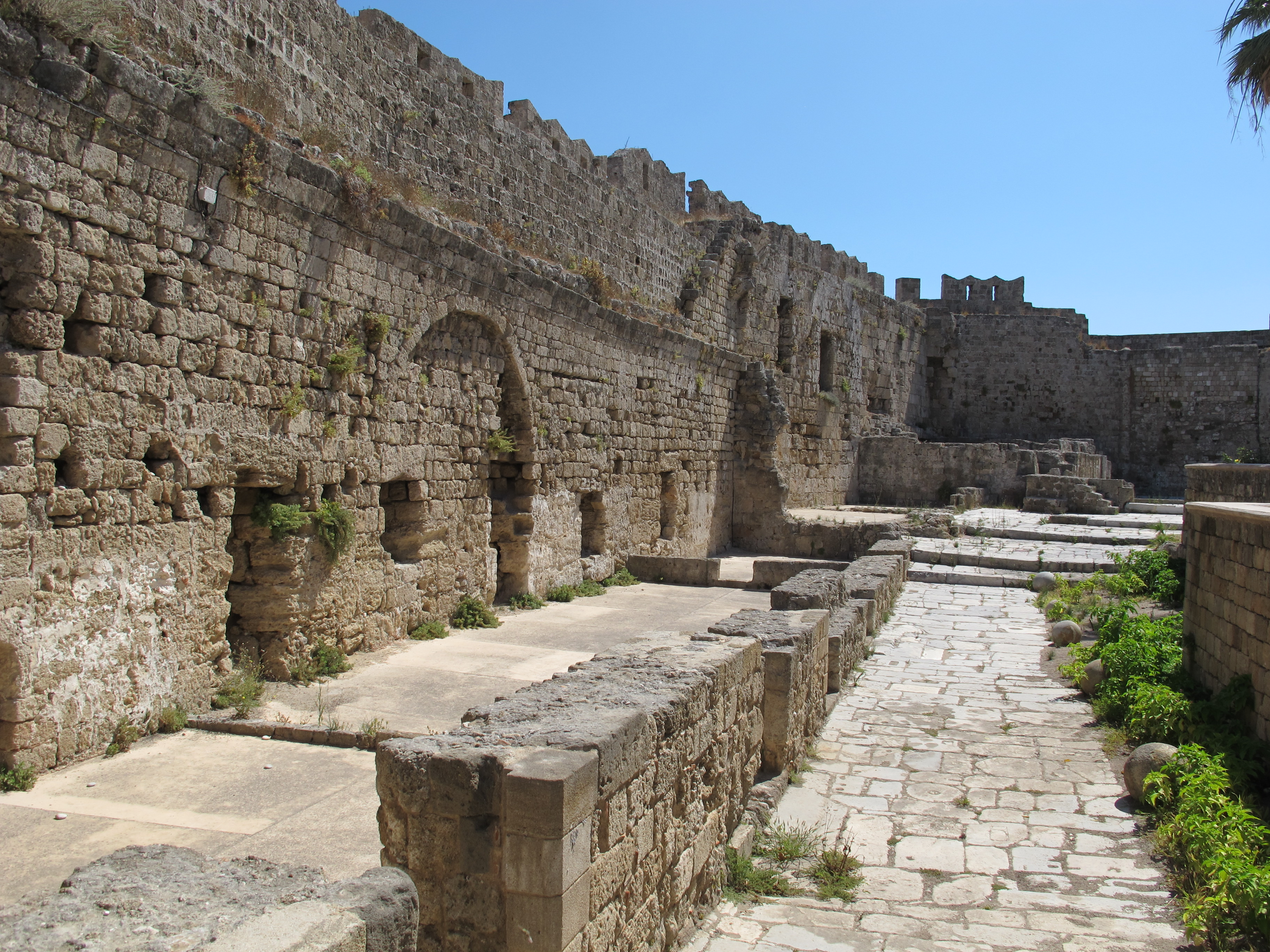
Nostra Signora della Vittoria, accanto alla porta di Santa Caterina
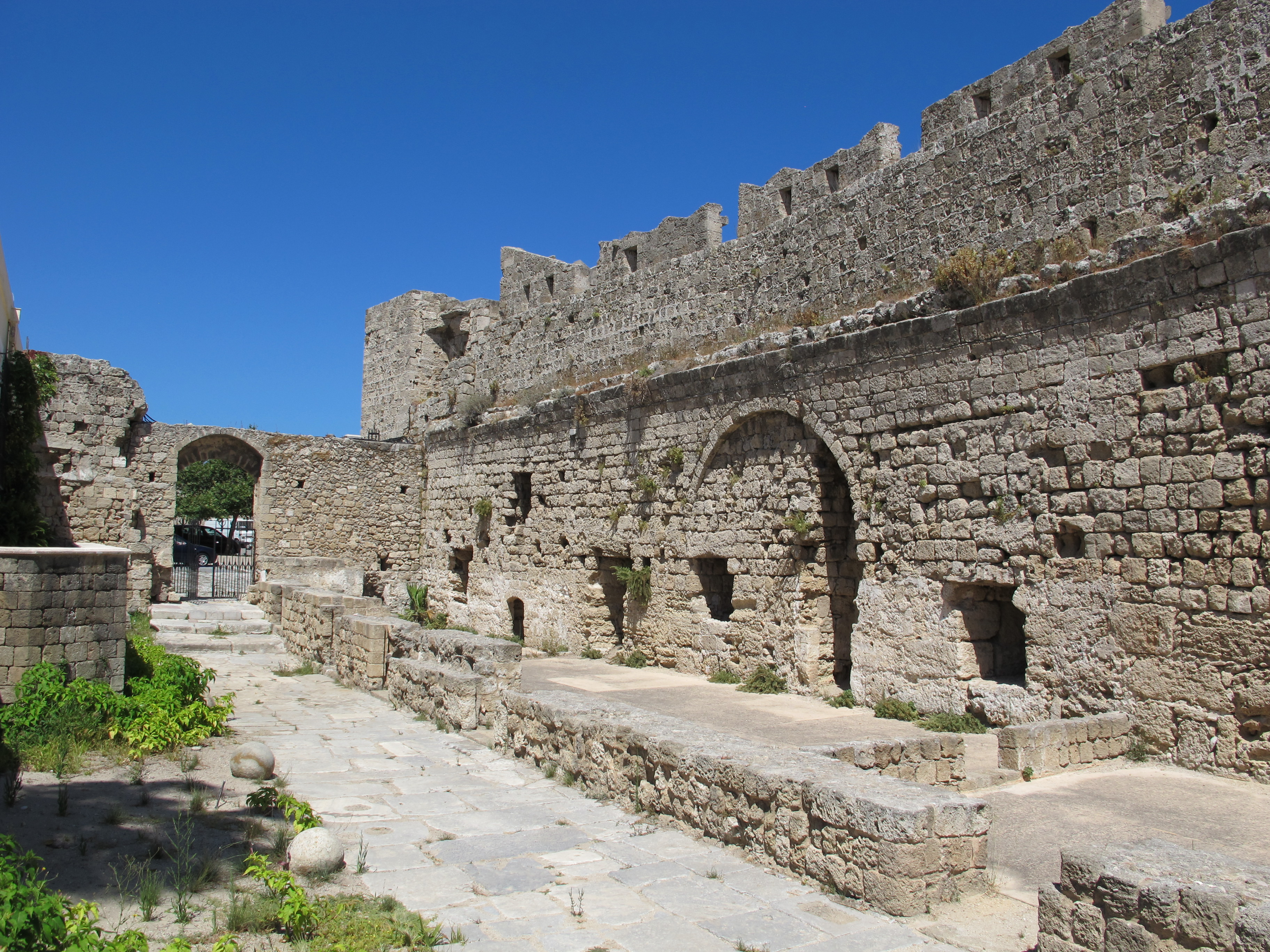
Mura vicino alla porta di Santa Caterina

### Porta della Vergine

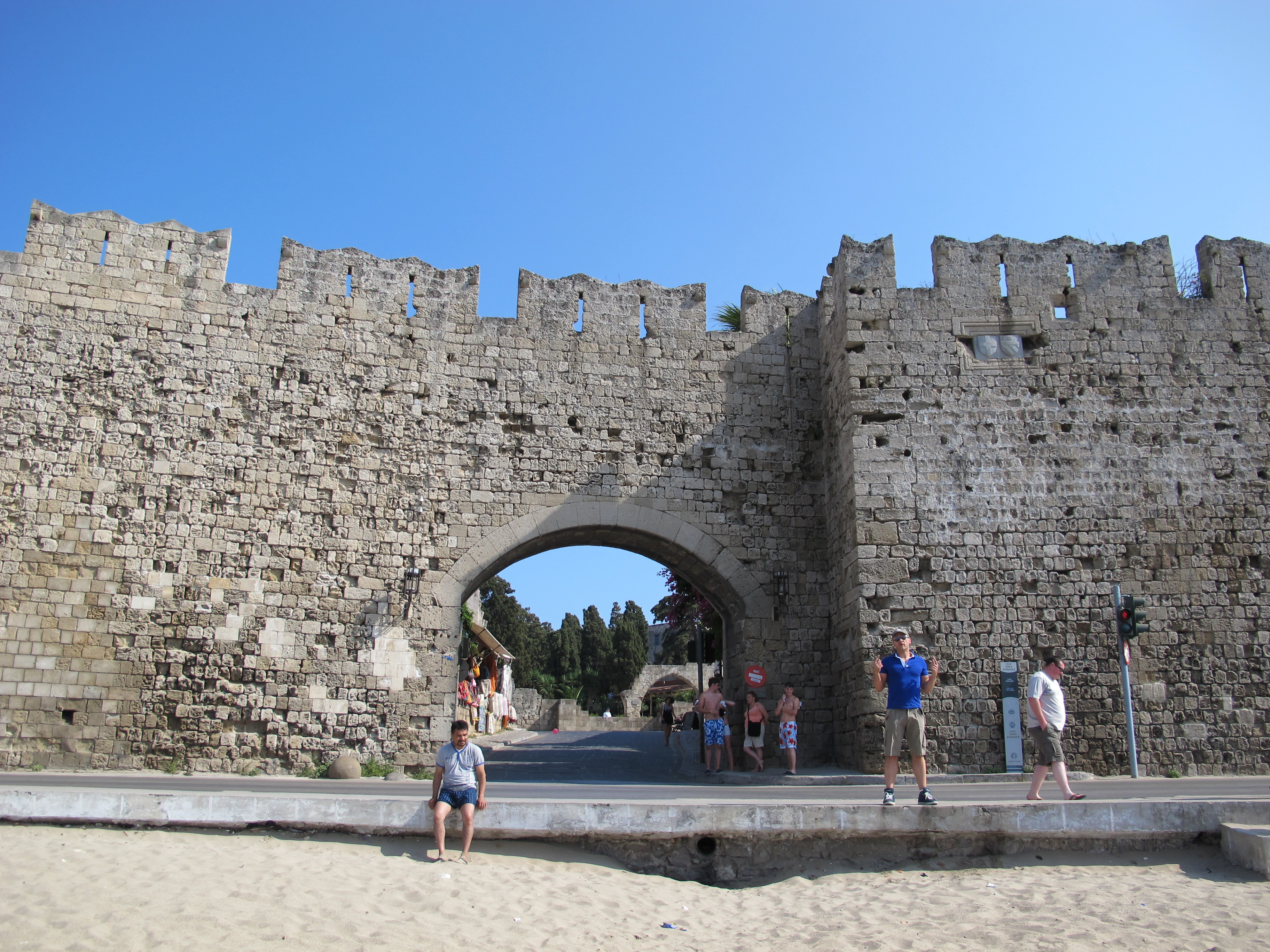
La Porta della Vergine vista dall'esterno

La porta della Vergine (in greco: Πύλη Παναγίας – Pyli Panayas) è una porta moderna prevista nel piano regolatore della città di Rodi dell'amministrazione italiana per favorire il traffico veicolare, ma fu aperta solo nel 1955 dall'amministrazione greca. Prende nome dalla chiesa della Madonna del Borgo (o Madonna di Chora, cioè del villaggio) nome assegnato alla zona della città abitata dai borghesi (intesi come i non cavalieri).

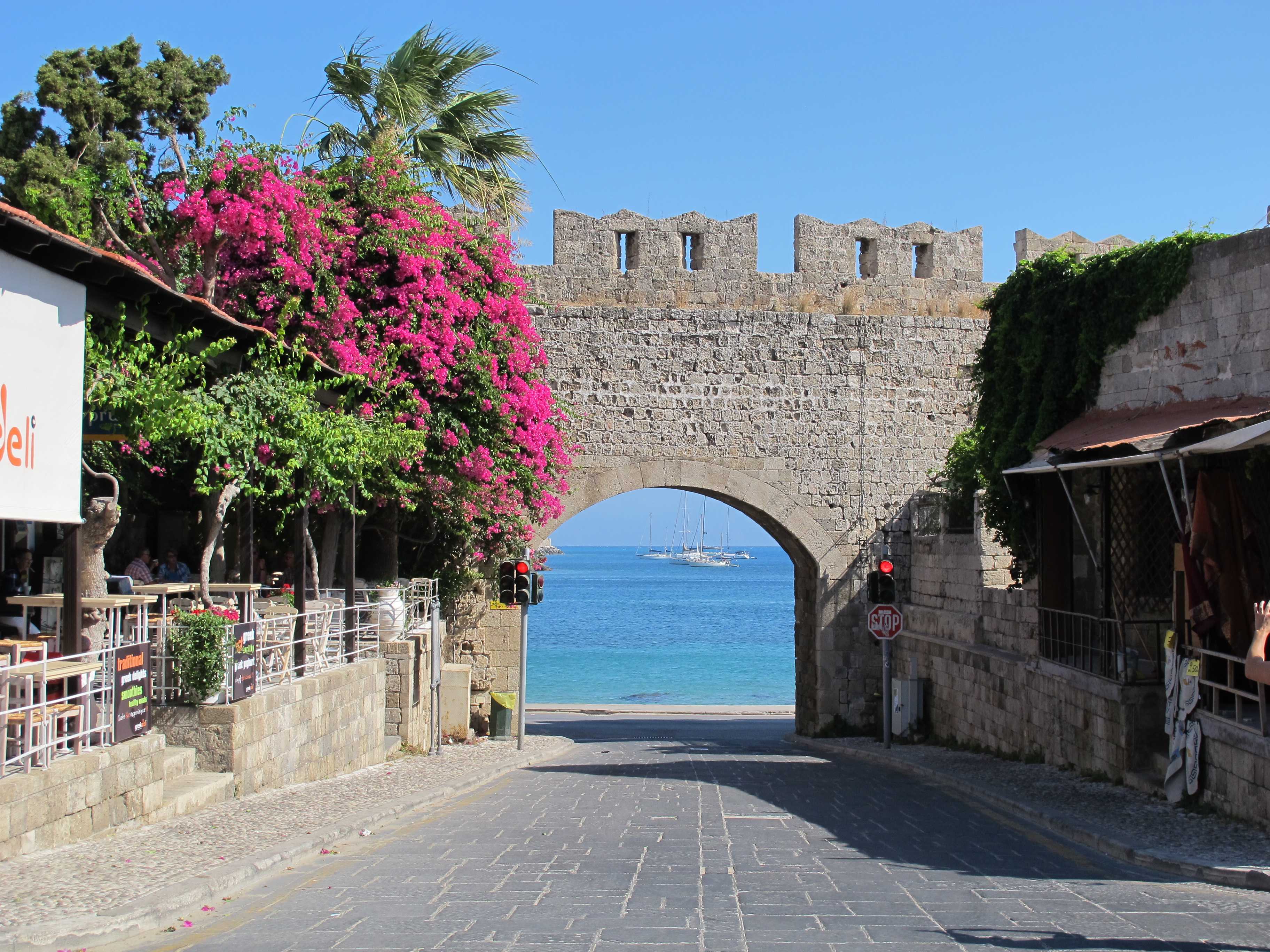
Veduta interna
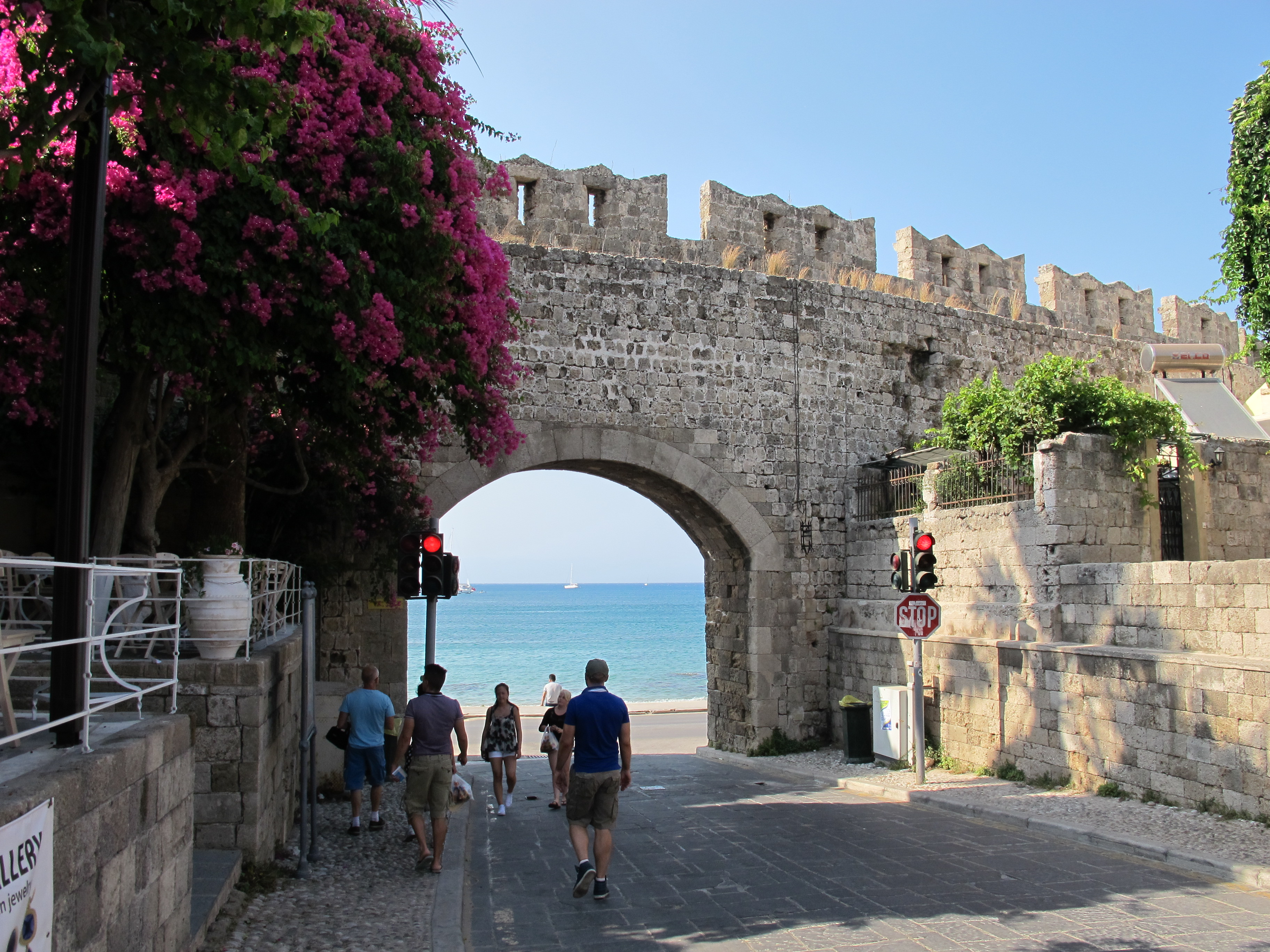
Veduta interna
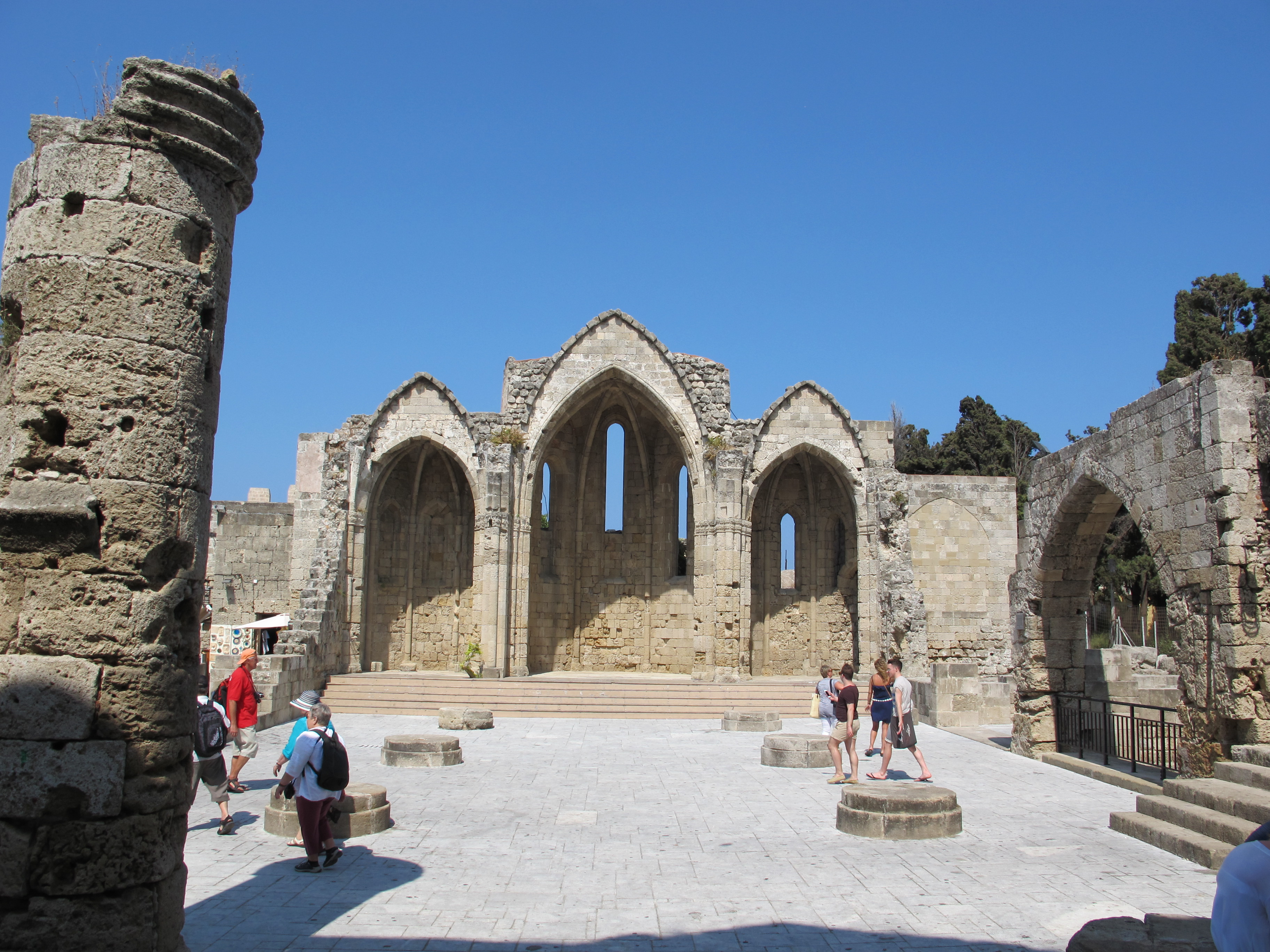
Rovine della chiesa della Vergine del Borgo

### Porta Marina

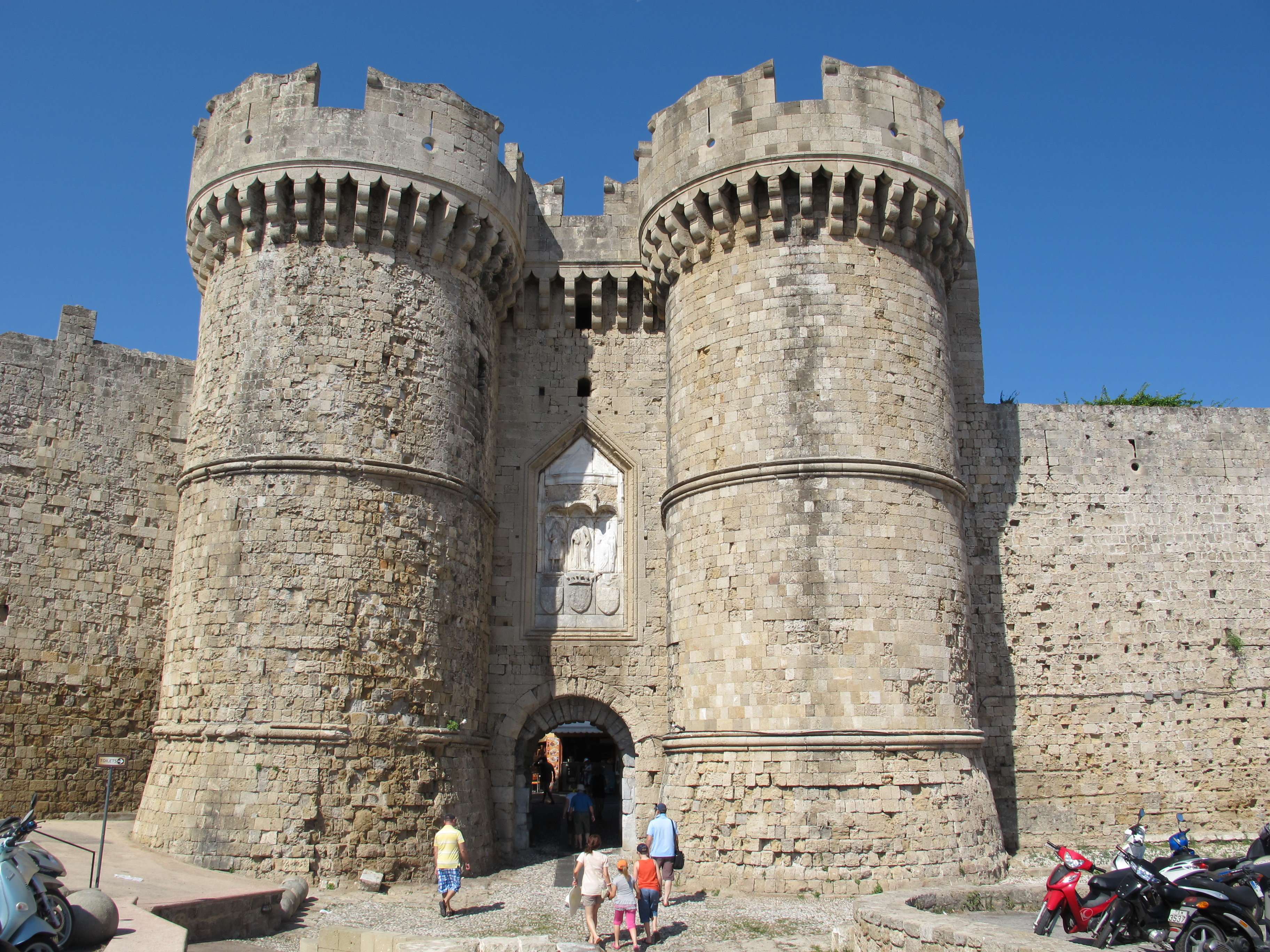
Porta Marina

La porta Marina (in greco: Πύλη Θαλασσινή –Pyli Thalassini) costituiva l'accesso principale alla città dal porto. Le sue torri difensive hanno un compito più di rappresentanza che di difesa, visto l'esiguo spazio tra lo specchio d'acqua ed il porto nessun esercito sarebbe mai riuscito a sferrare un attacco da questo lato delle mura. Nella seconda guerra mondiale i bombardamenti alleati distrusse la parte superiore della torre nord. Fu restaurata dall'amministrazione greca assieme alla Porta di San Paolo nel 1951.

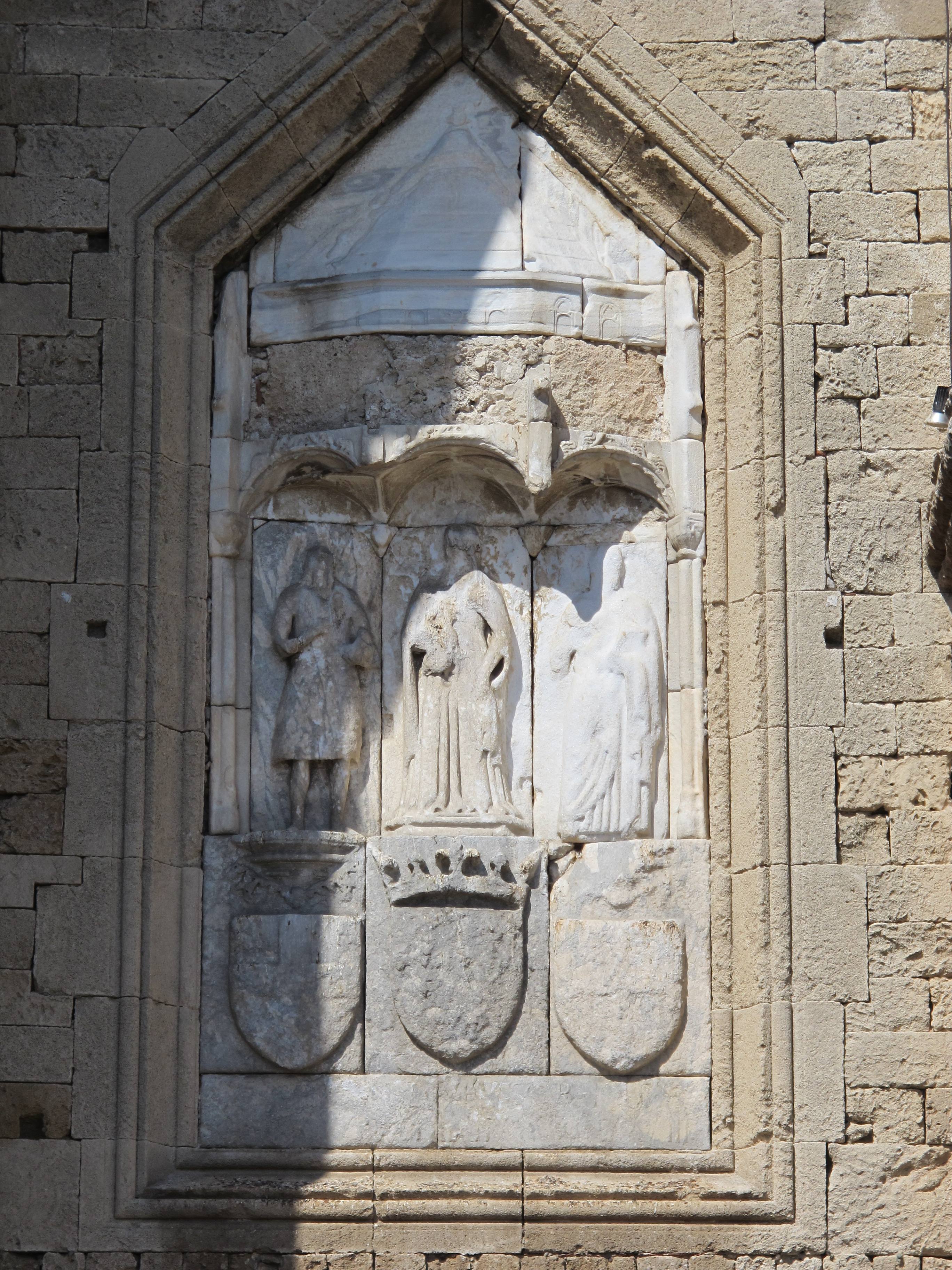
Bassorilievo esterno con stemma di Pierre d'Aubusson
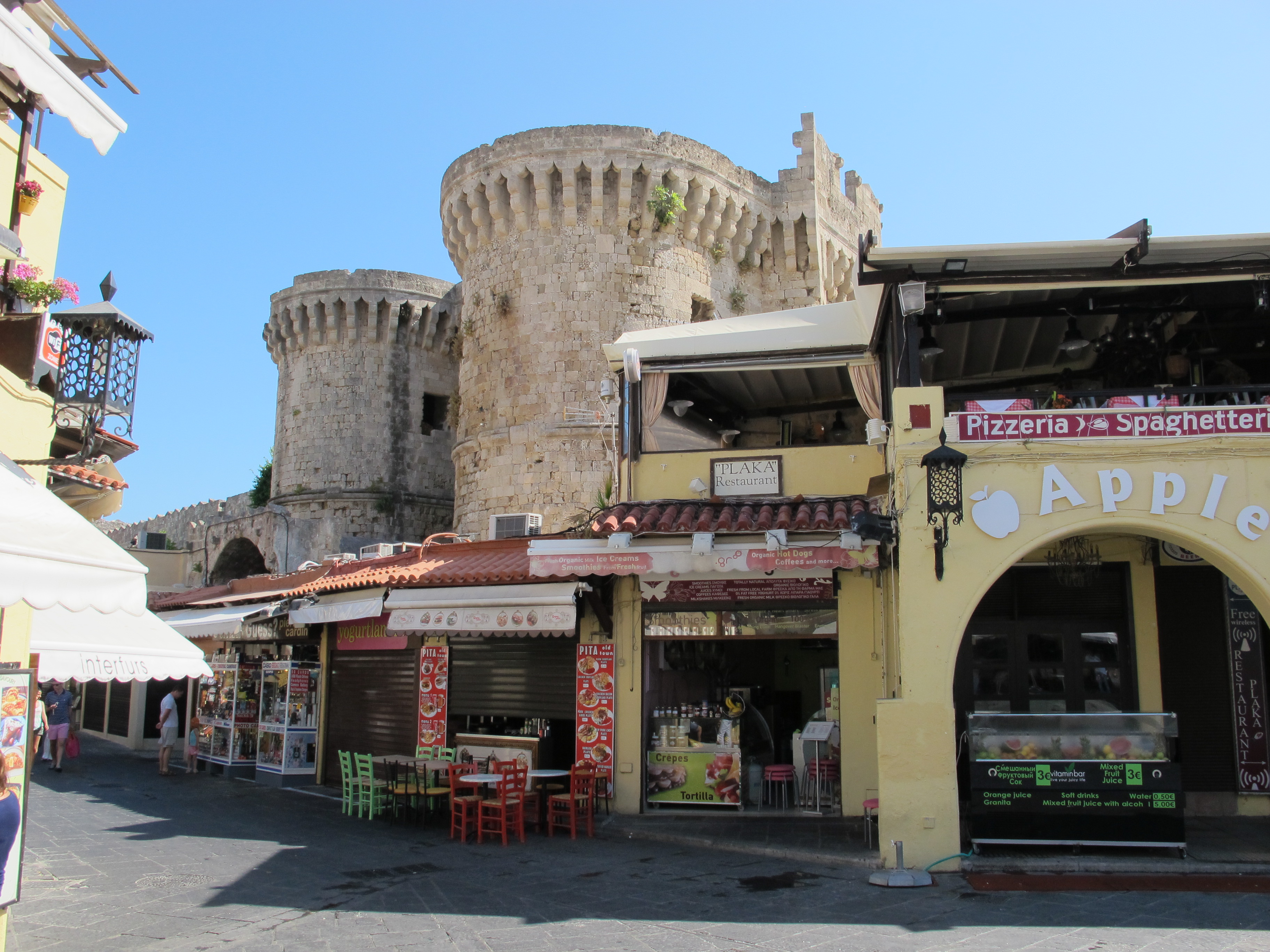
Veduta interna
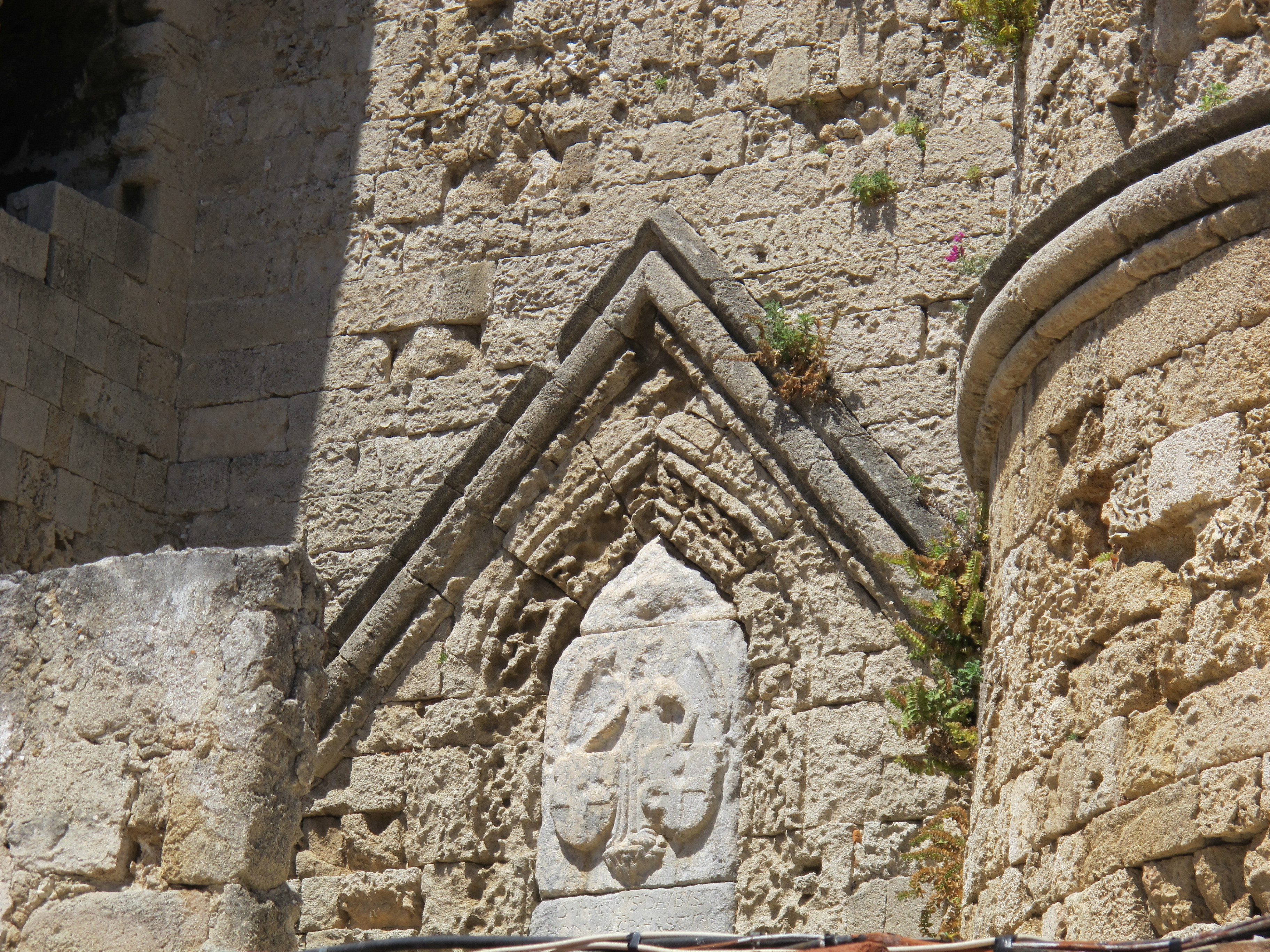
Stemmi interni

### Porta di Arnaldo

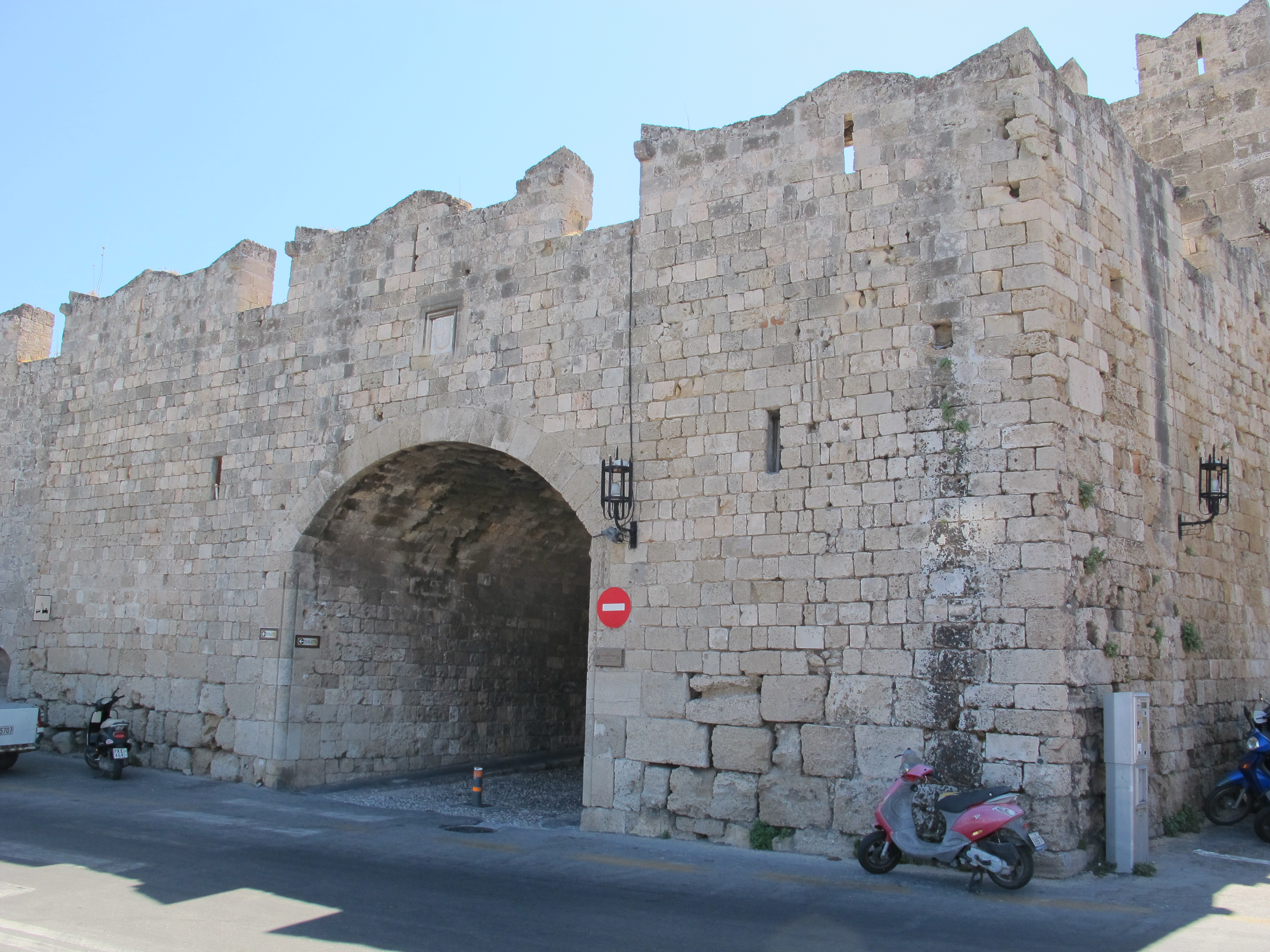
Porta di Arnaldo, esterno

La porta di Arnaldo (in greco: Πύλη Αρνάλδου – Pyli Arnaldou) è una piccola e doppia porta che dà accesso all'ospedale di San Giovanni, oggi Museo archeologico di Rodi. Secondo i riferimenti di un documento risalente al 1391 questa porta era tradizionalmente usata dai novizi Cavalieri Ospitalieri di Rodi per entrare in città . La porta dava accesso diretto al vecchio ospedale dei Cavalieri, oggi Museo Archeologico. I novizi erano denominati Filii Arnaldi in onore del Gran Maestro Arnaldo Zamperetti da Cornedo, che fu tra i fondatori dell'Ordine dei Cavalieri Ospitalieri nel 1120 d.C.  I Cavalieri trasferirono il loro potere da Gerusalemme a Cipro, quindi a Rodi per due secoli ed infine, a Malta.

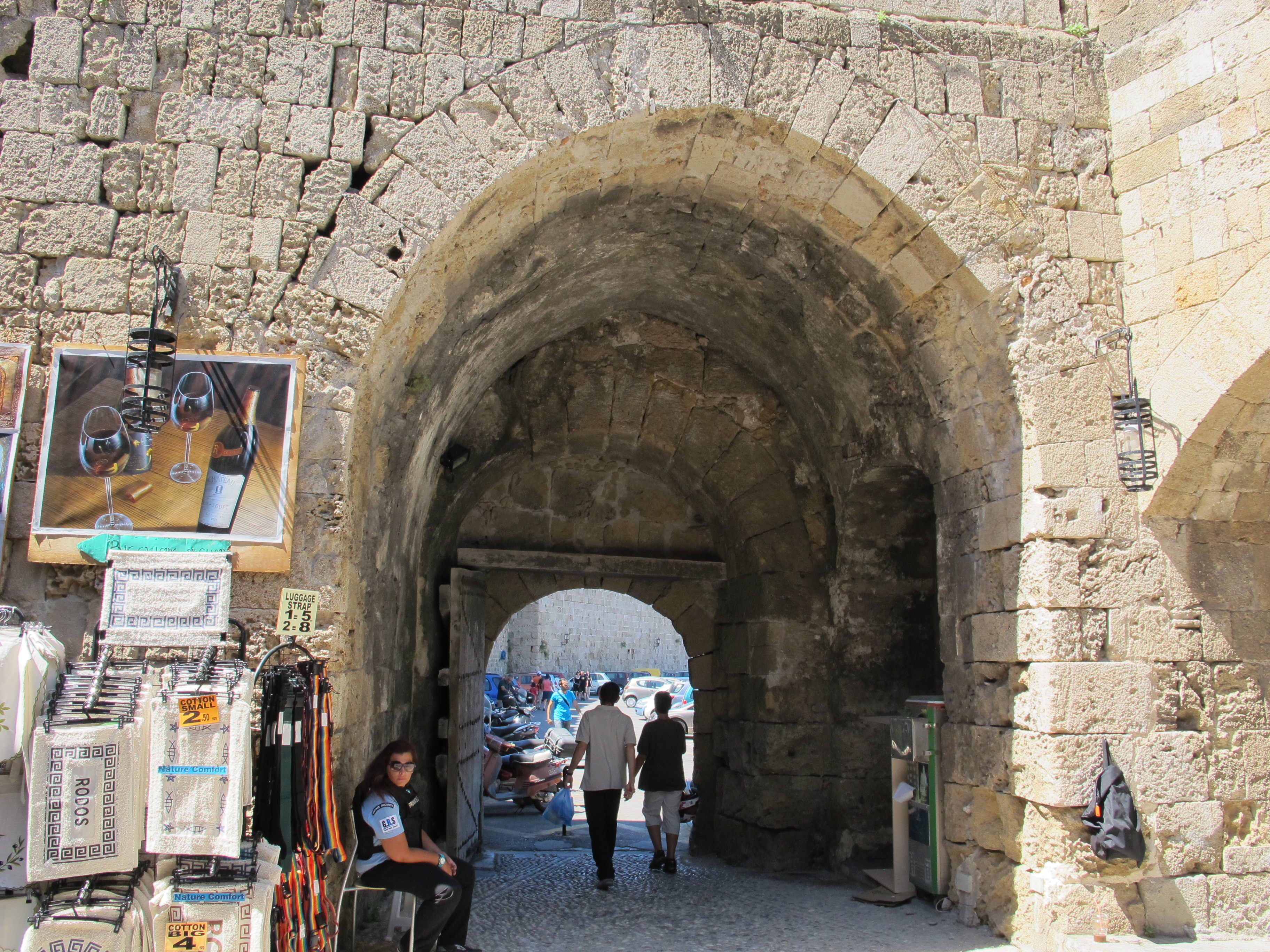
Veduta interna
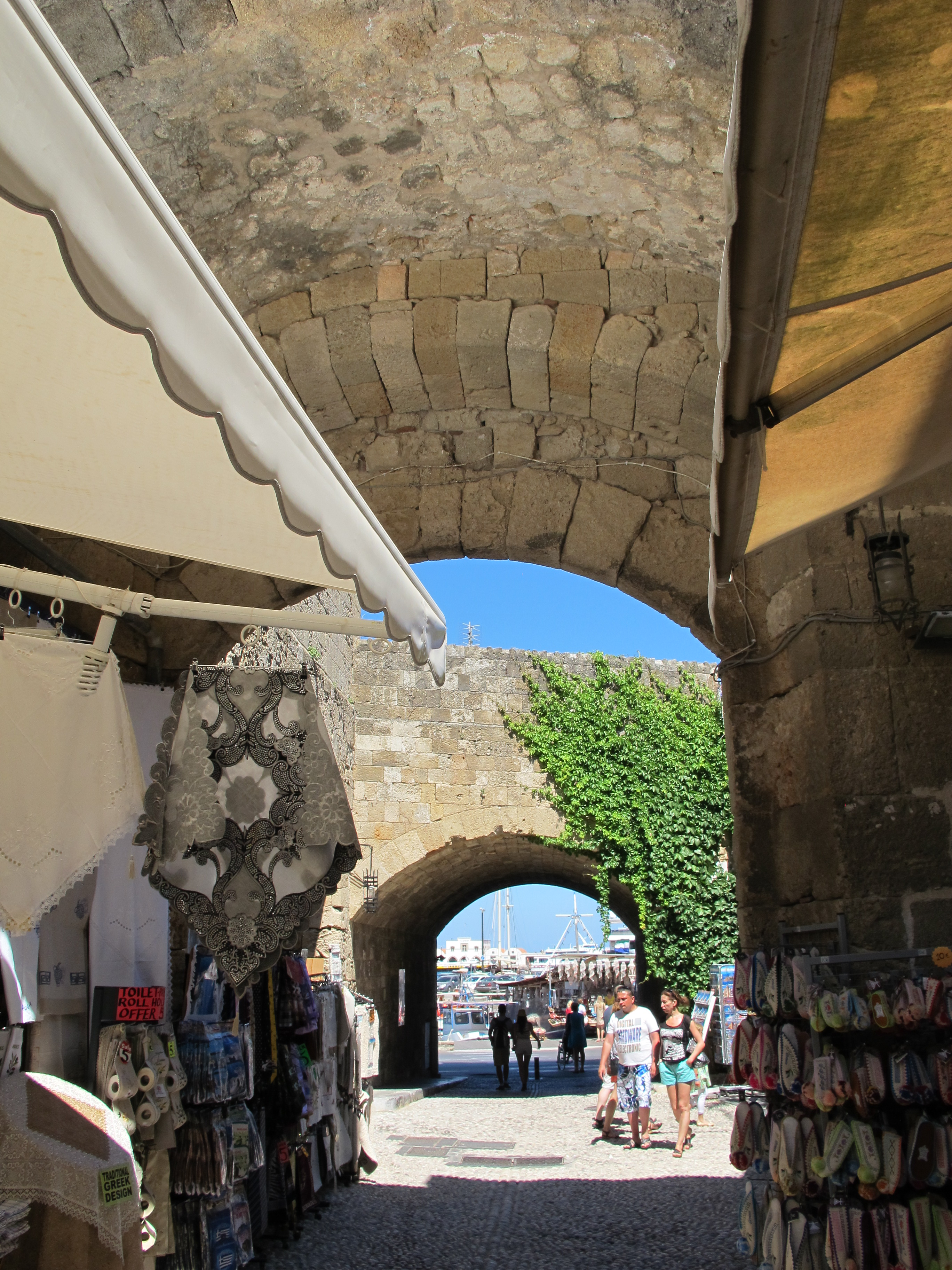
Veduta interna
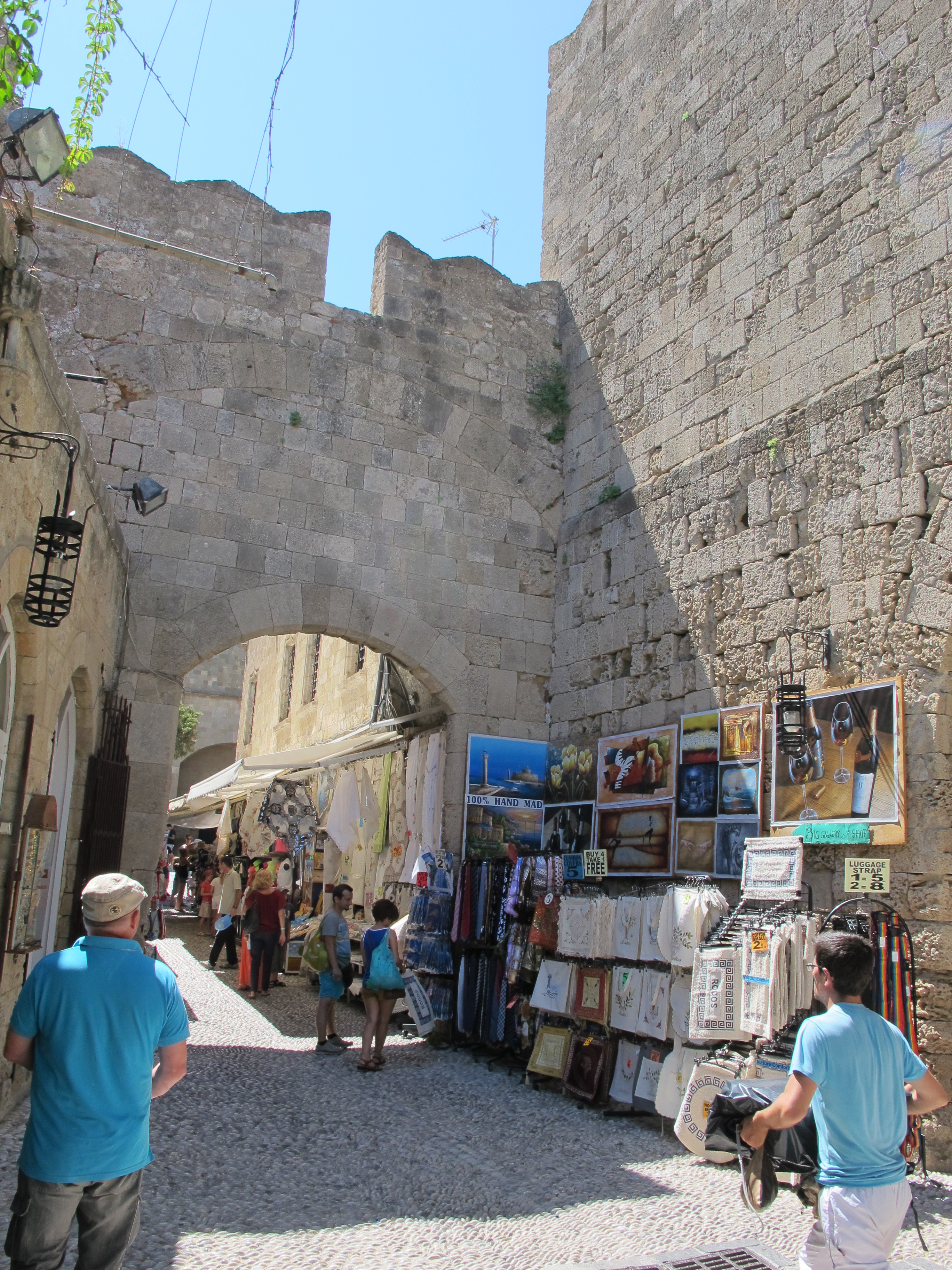
Porta interna

### Porta dell'Arsenale

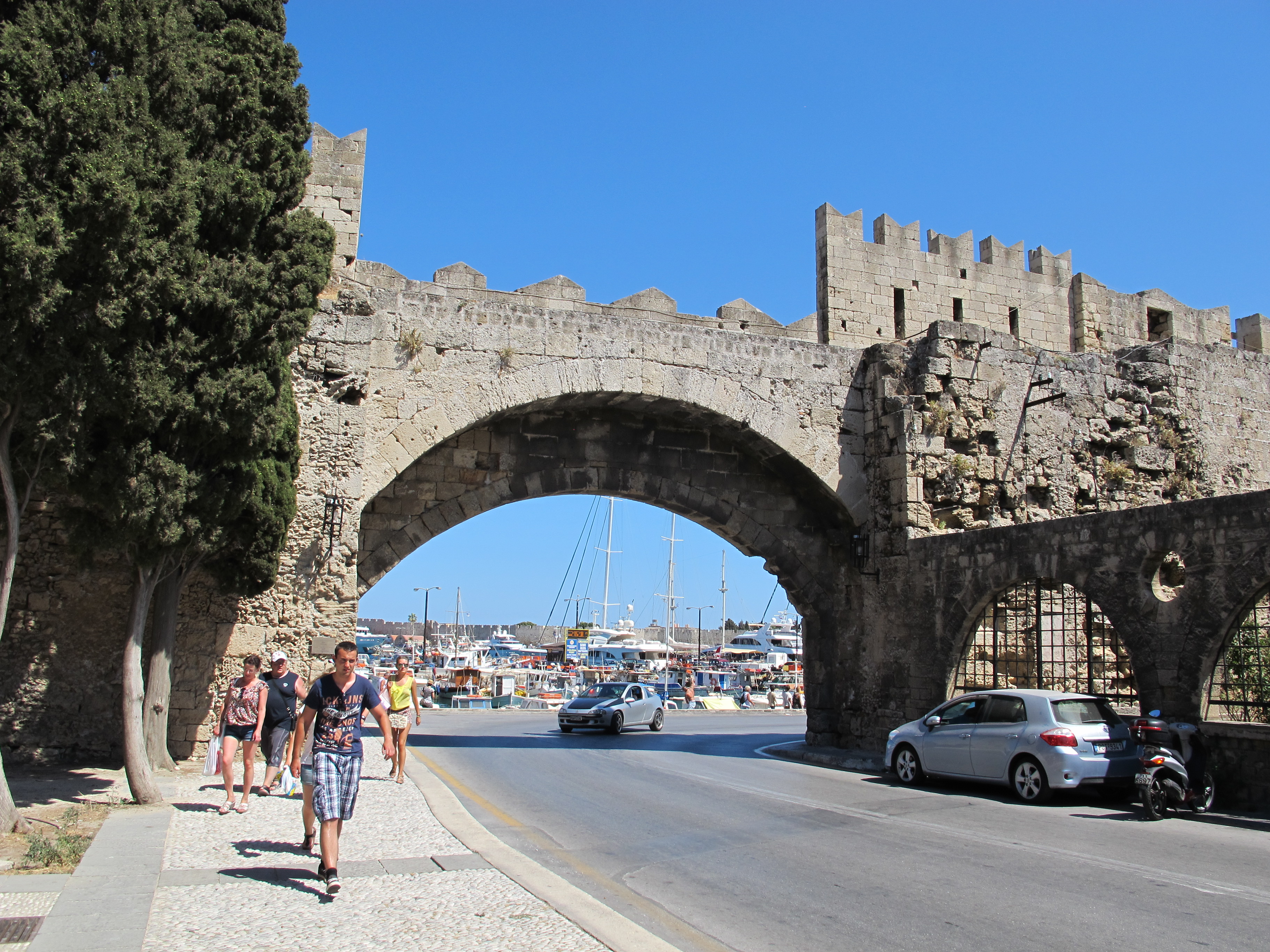
Veduta interna

La porta dell'Arsenale (in greco: Πύλη Ταρσανά – Pyli Tarsanà) venne costruita nel 14 secolo dal Gran Maestro Juan Fernández de Heredia come testimonia lo stemma sopra di essa. Nel 1908 l'amministrazione ottomana fece abbattere le due torri laterali per allargare la strada di accesso al porto di Kolona. Oggi grazie al collegamento diretto con la Porta della libertà consente anche il rapido transito degli autoveicoli tra il porto di Kolona e la città nuova.

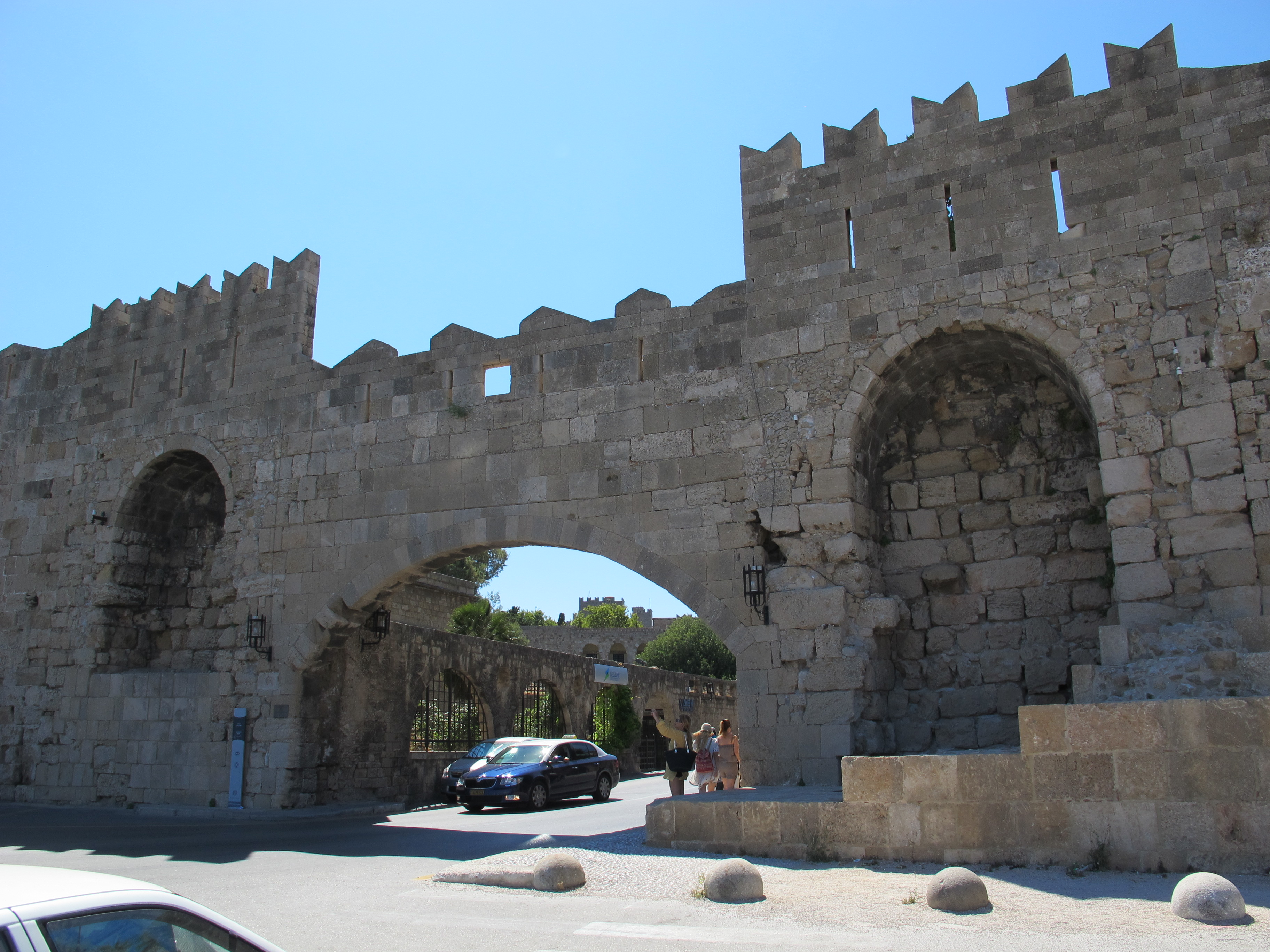
Veduta esterna
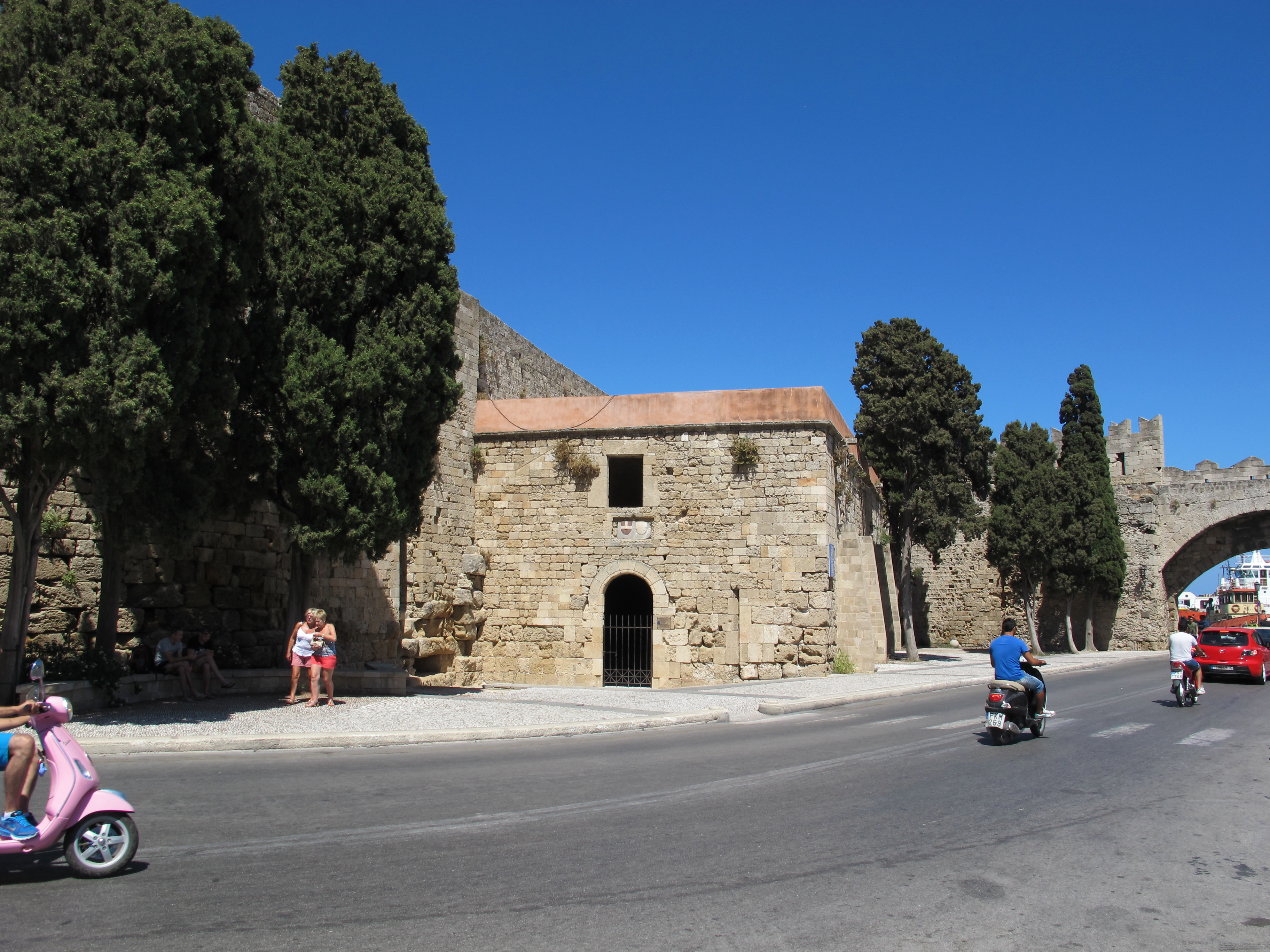
L'Arsenale de Milly
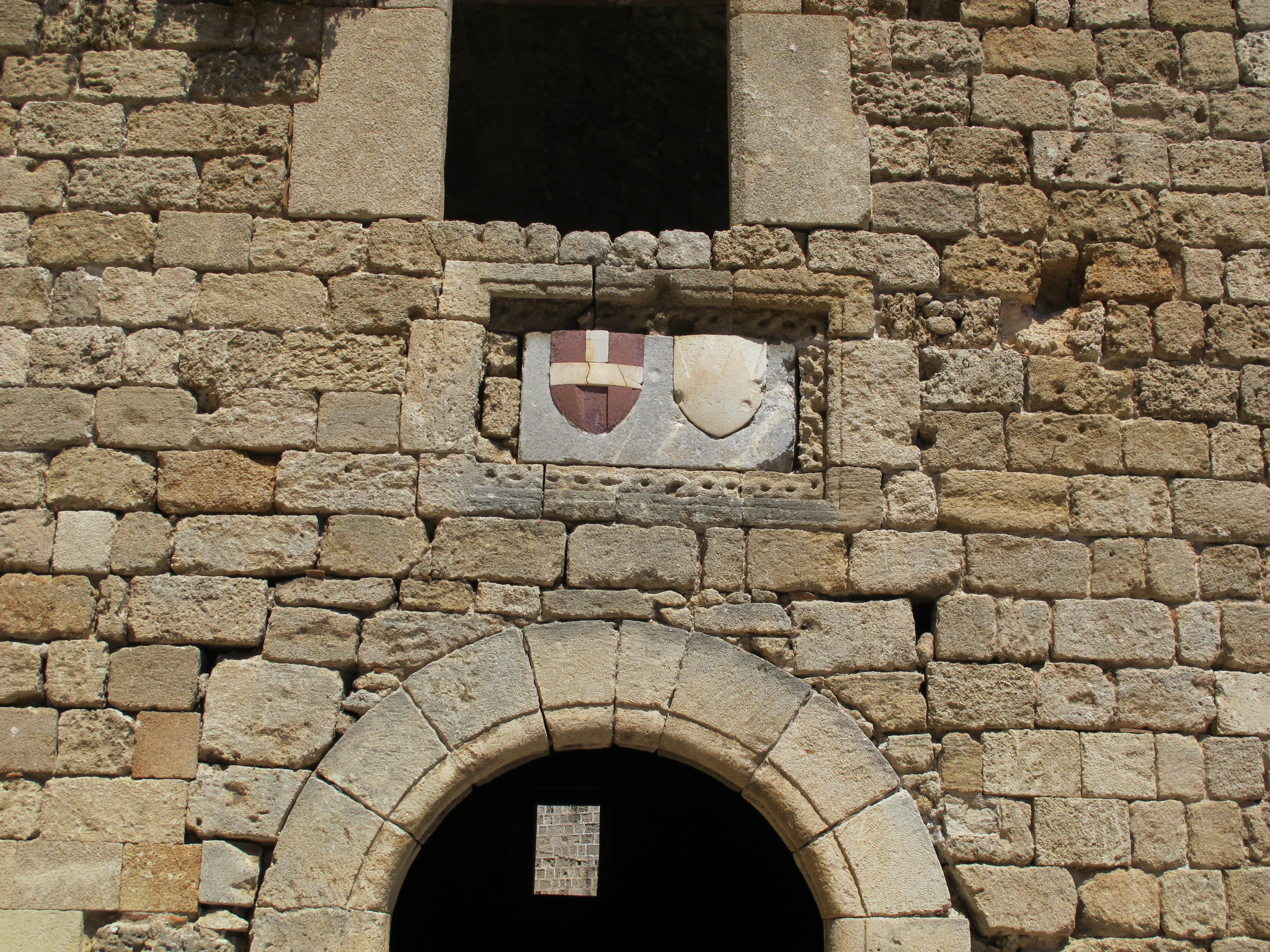
Stemma di Jean de Lastic

### Porta di San Paolo

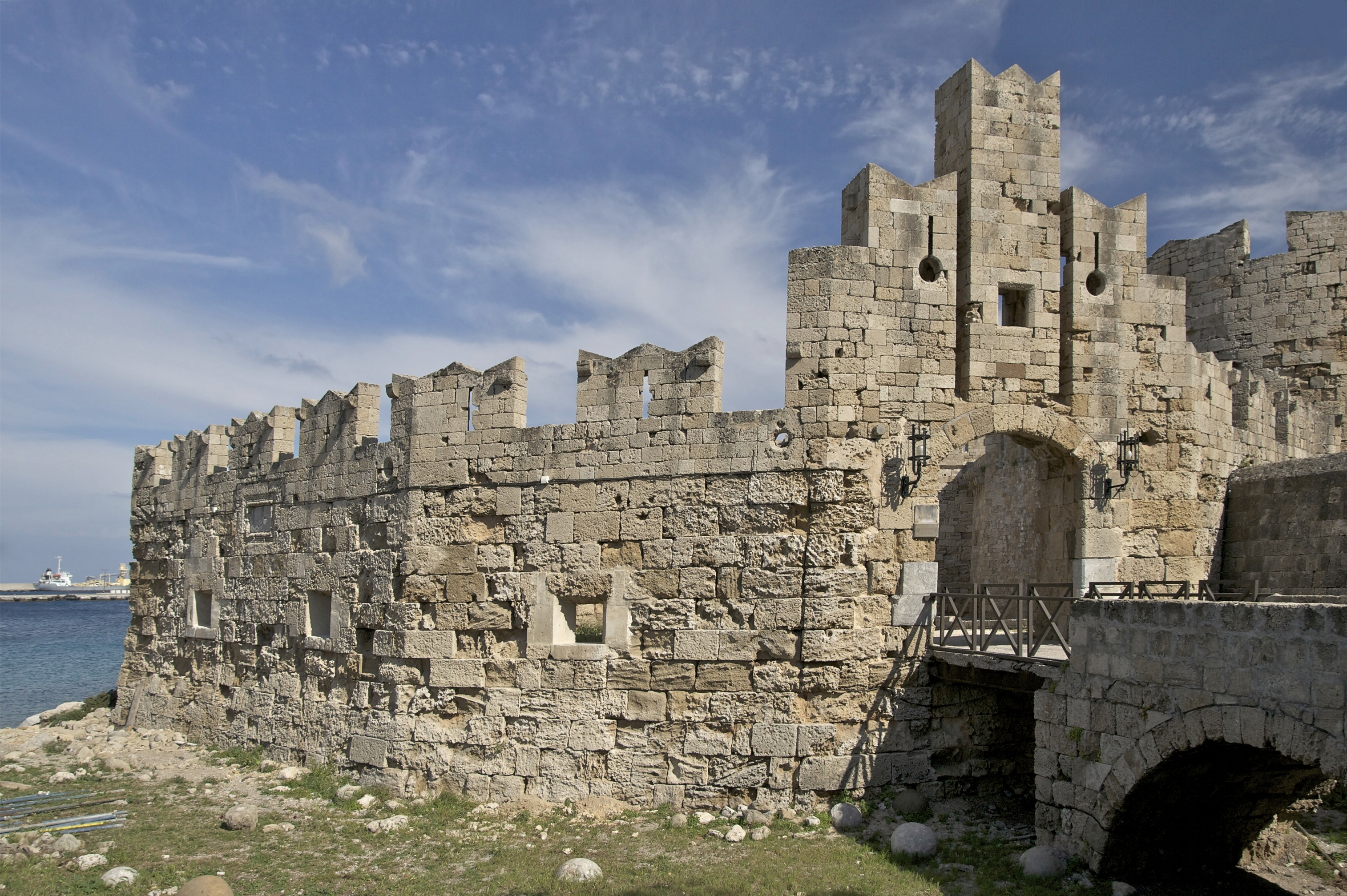
La Porta di San Paolo

Gate of Saint Paul. In greco: Πύλη Αγίου Παύλου – Pyli Aiou Pavlou.
Costruita nella metà del XV secolo consentiva l'accesso sia alla città fortificata che al porto di Kolona. La Porta di San Paolo fu quasi completamente distrutta durante la seconda guerra mondiale e venne ricostruita assieme alla Porta marina nel 1951.

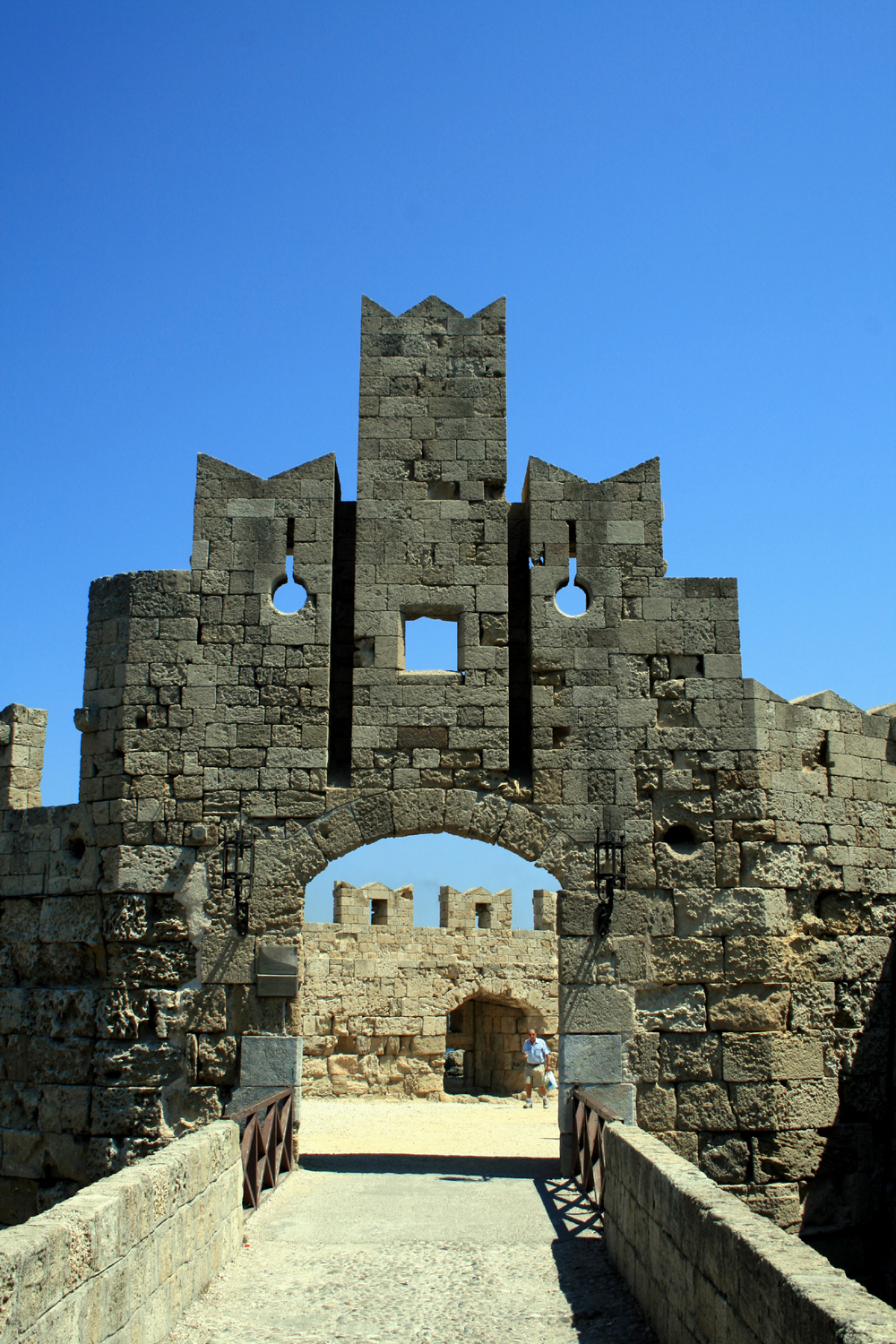
Porta di San Paolo
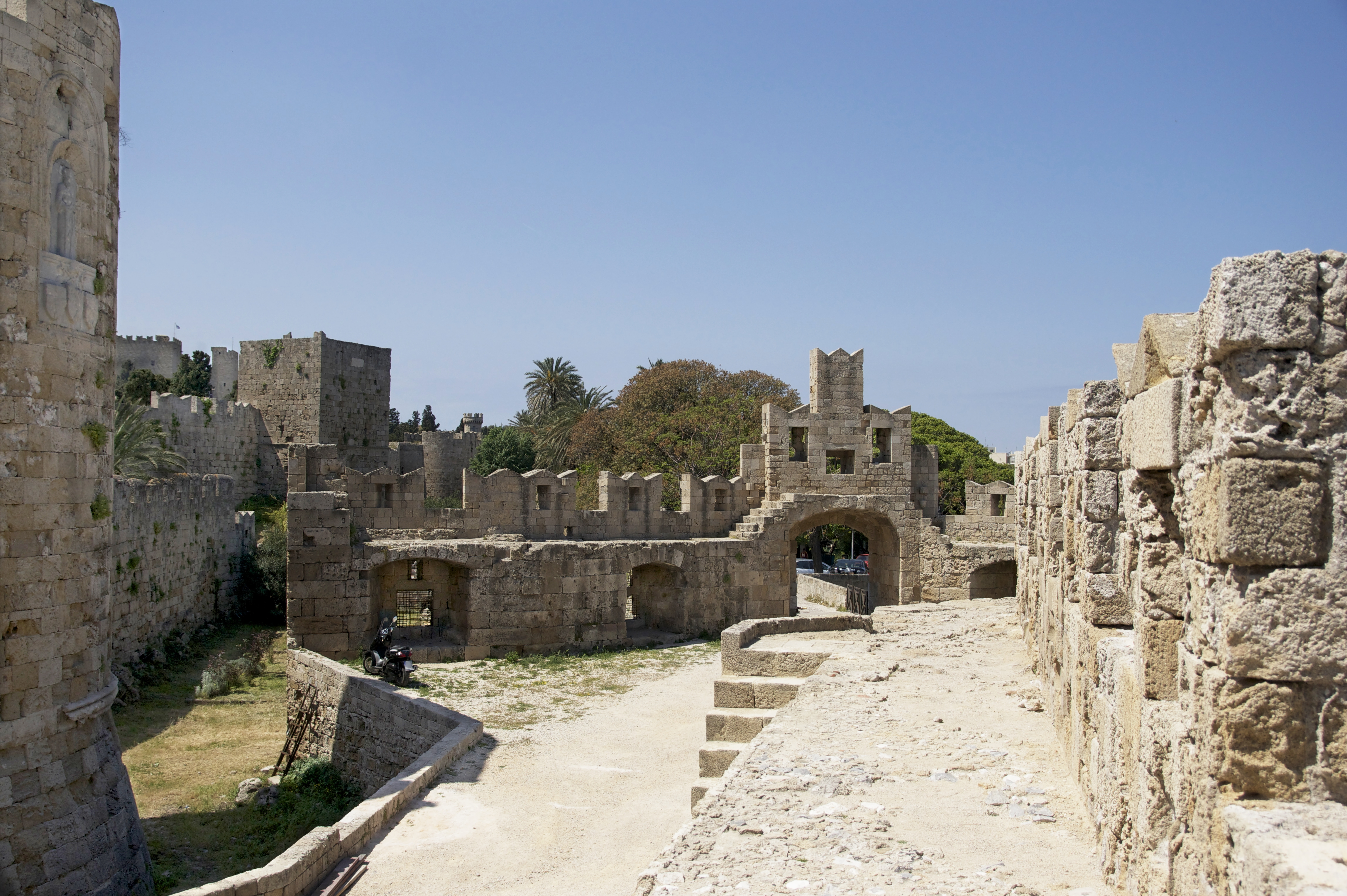
Veduta interna
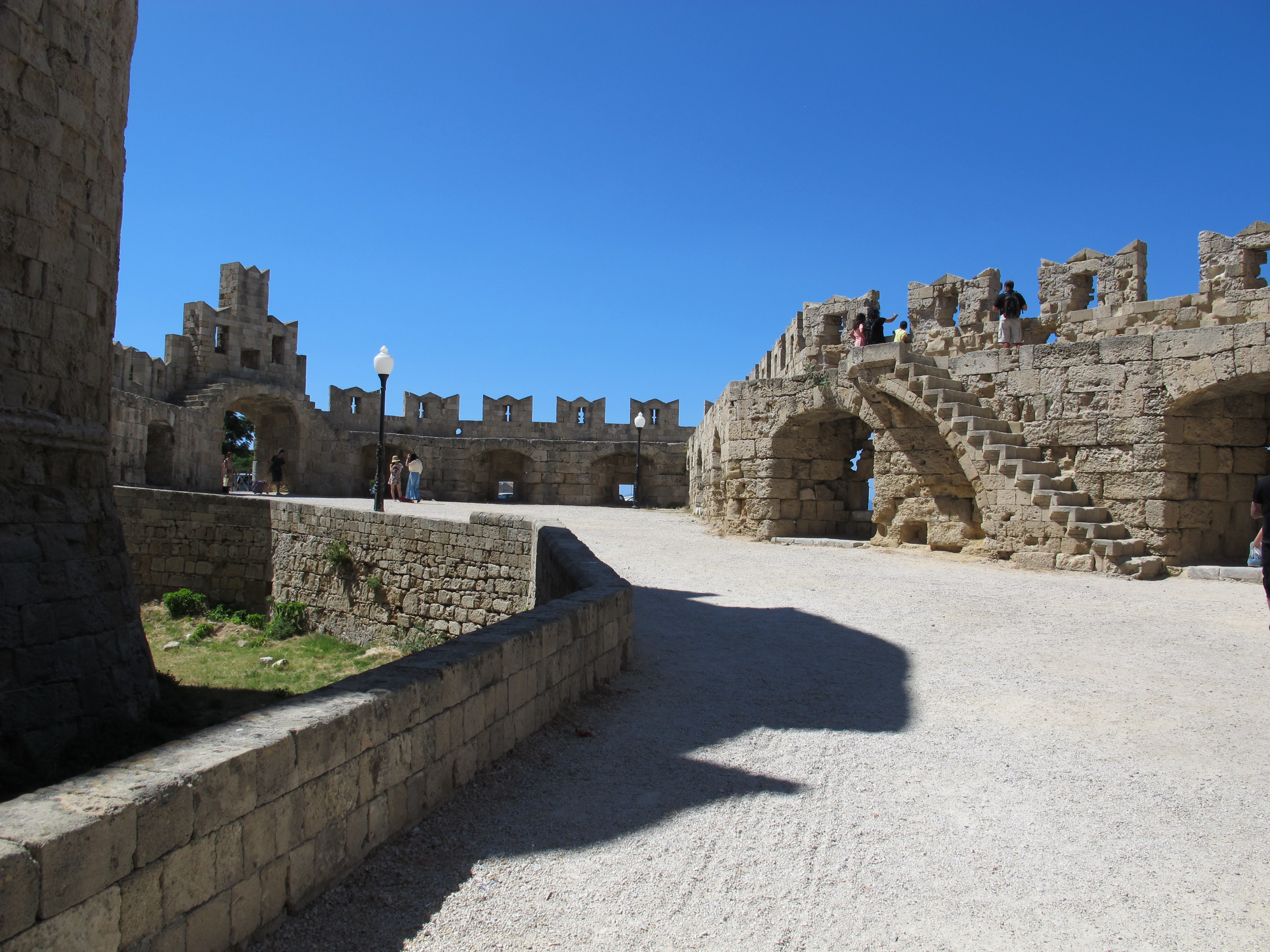
Veduta interna

### Porta della libertà

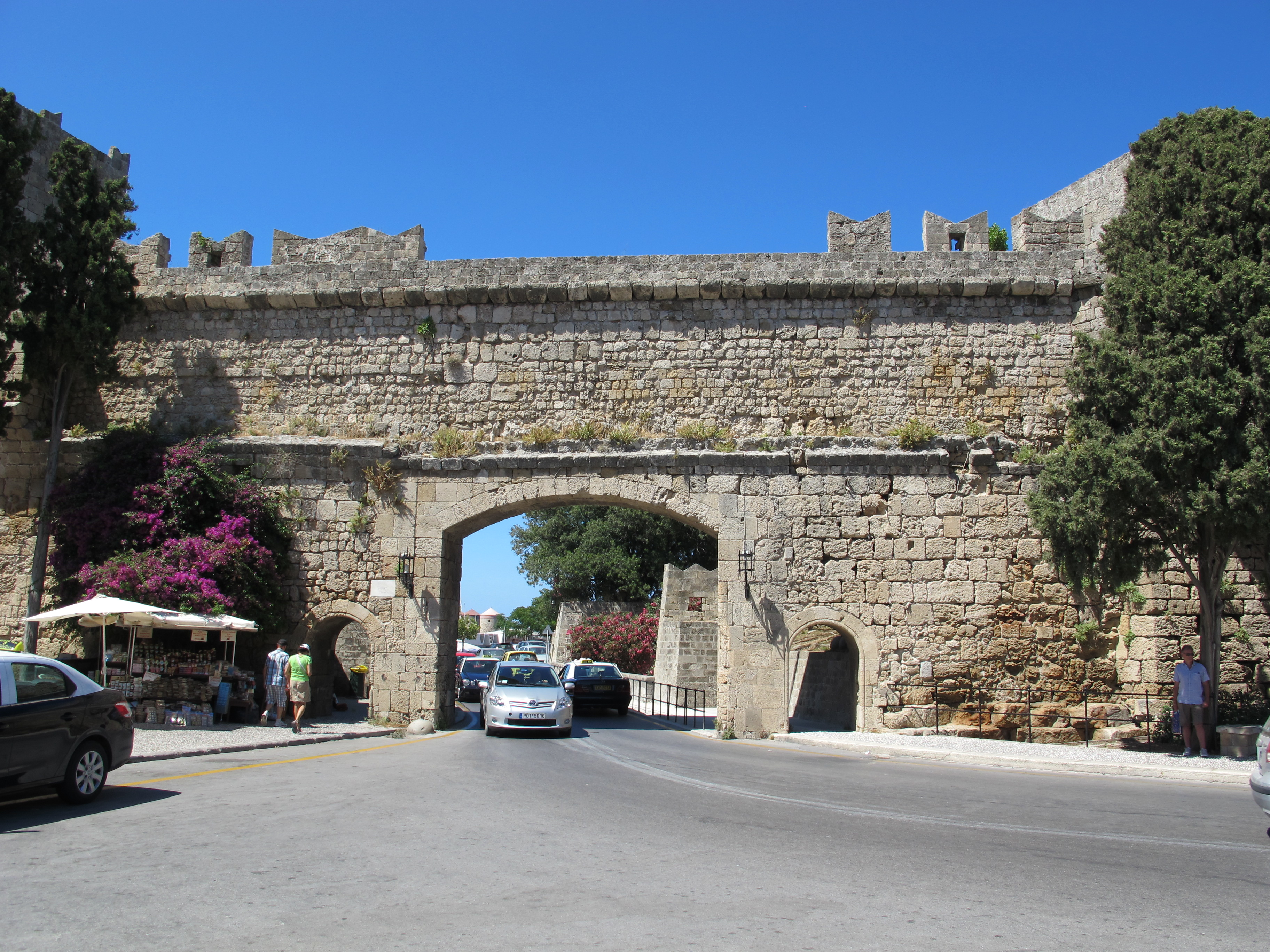
La porta della Libertà

La porta della Libertà (in greco: Πύλη Ελευθερίας – Pyli Eleftherias) fu aperta dagli italiani nel 1924 che le assegnarono il nome sentendosi liberatori dell'isola dai turchi. È la porta principale di accesso al porto di Kolona e di collegamento tra i porti di Kolona e Mandraki. Pur essendo moderna è costruita rispettando nelle grandi linee i canoni architettonici delle porte medioevali. La strada che l'attraversa prosegue attraverso la Porta dell'arsenale.

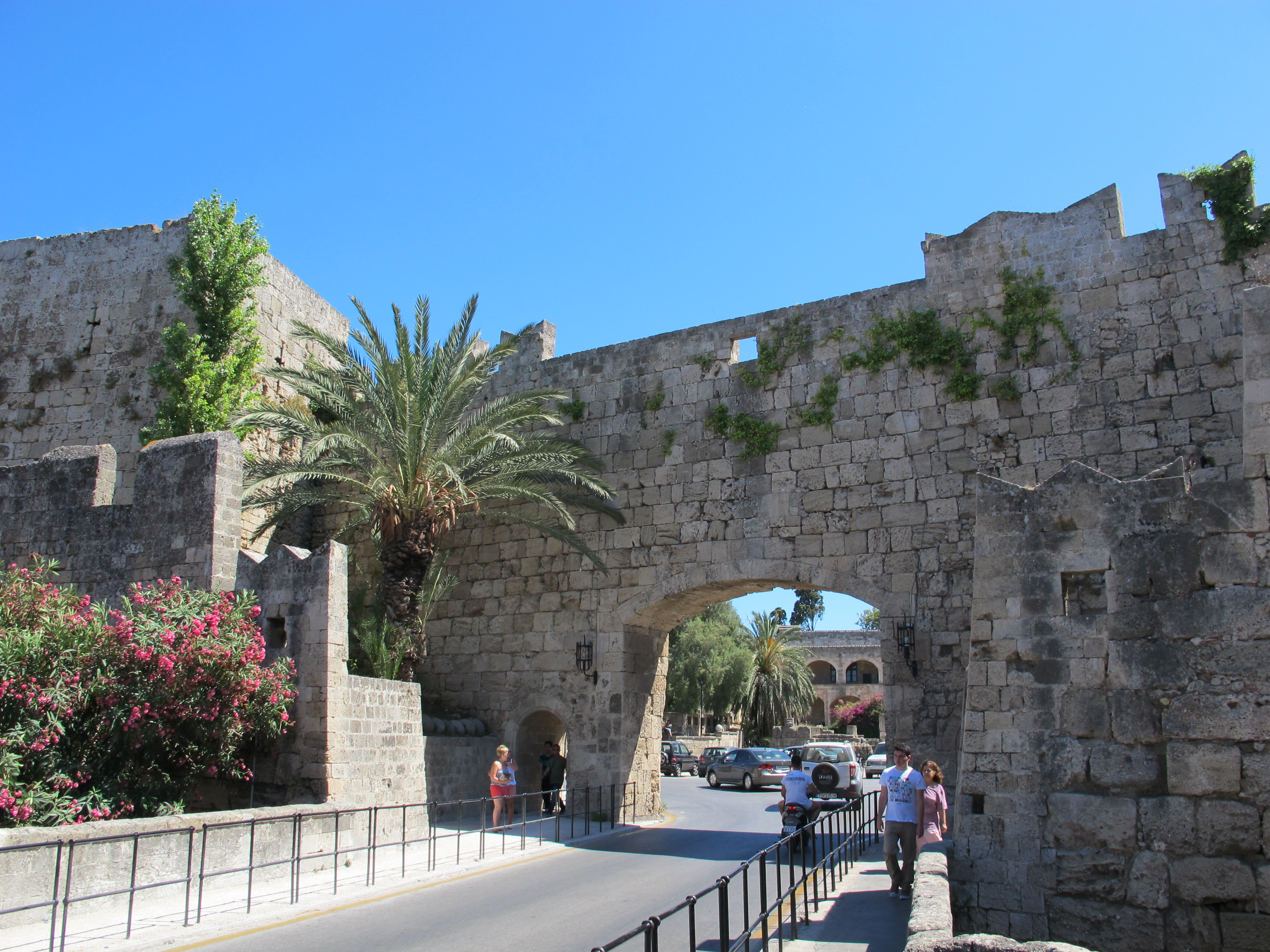
Veduta esterna
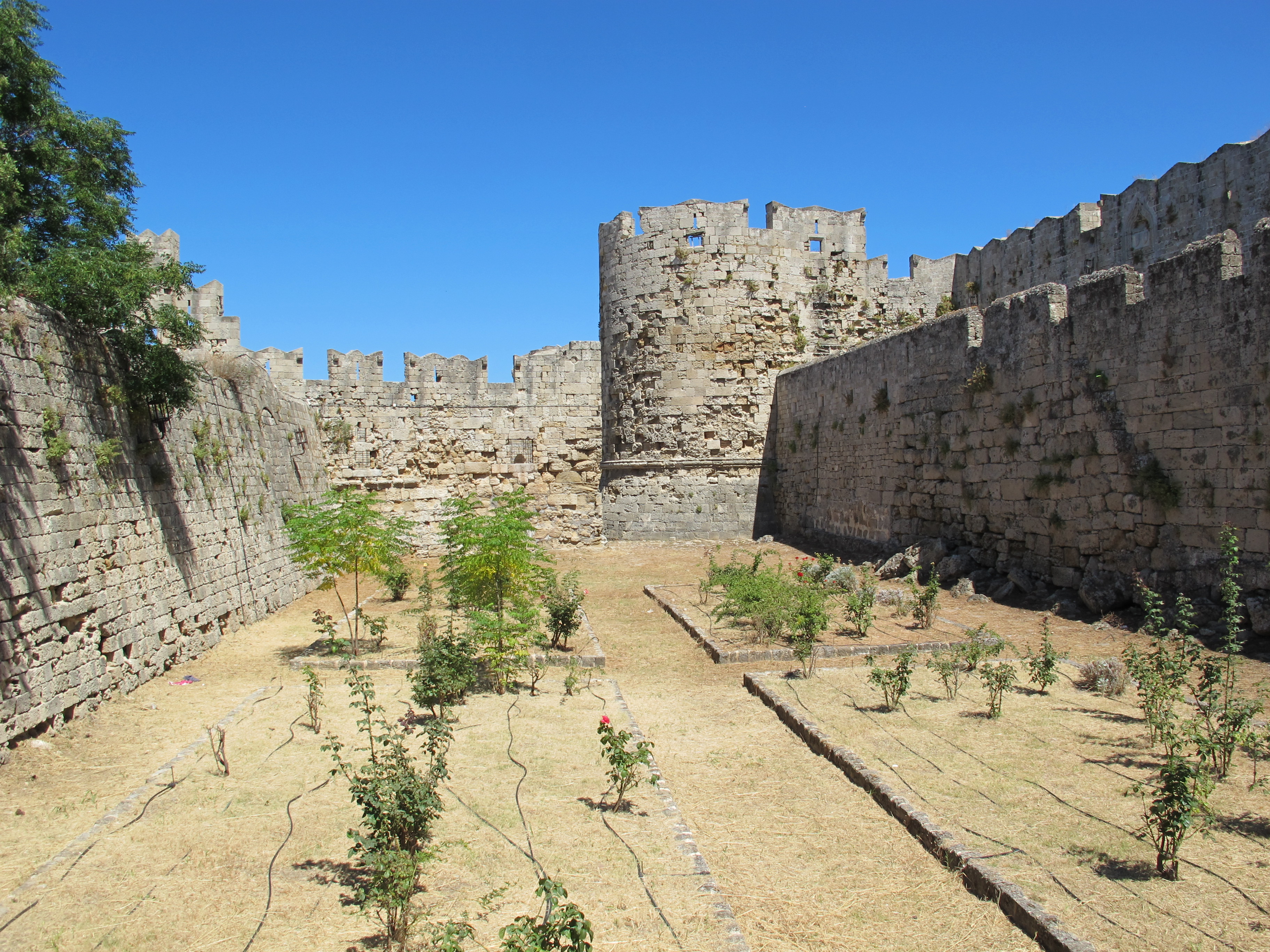
Fossato nei pressi della porta
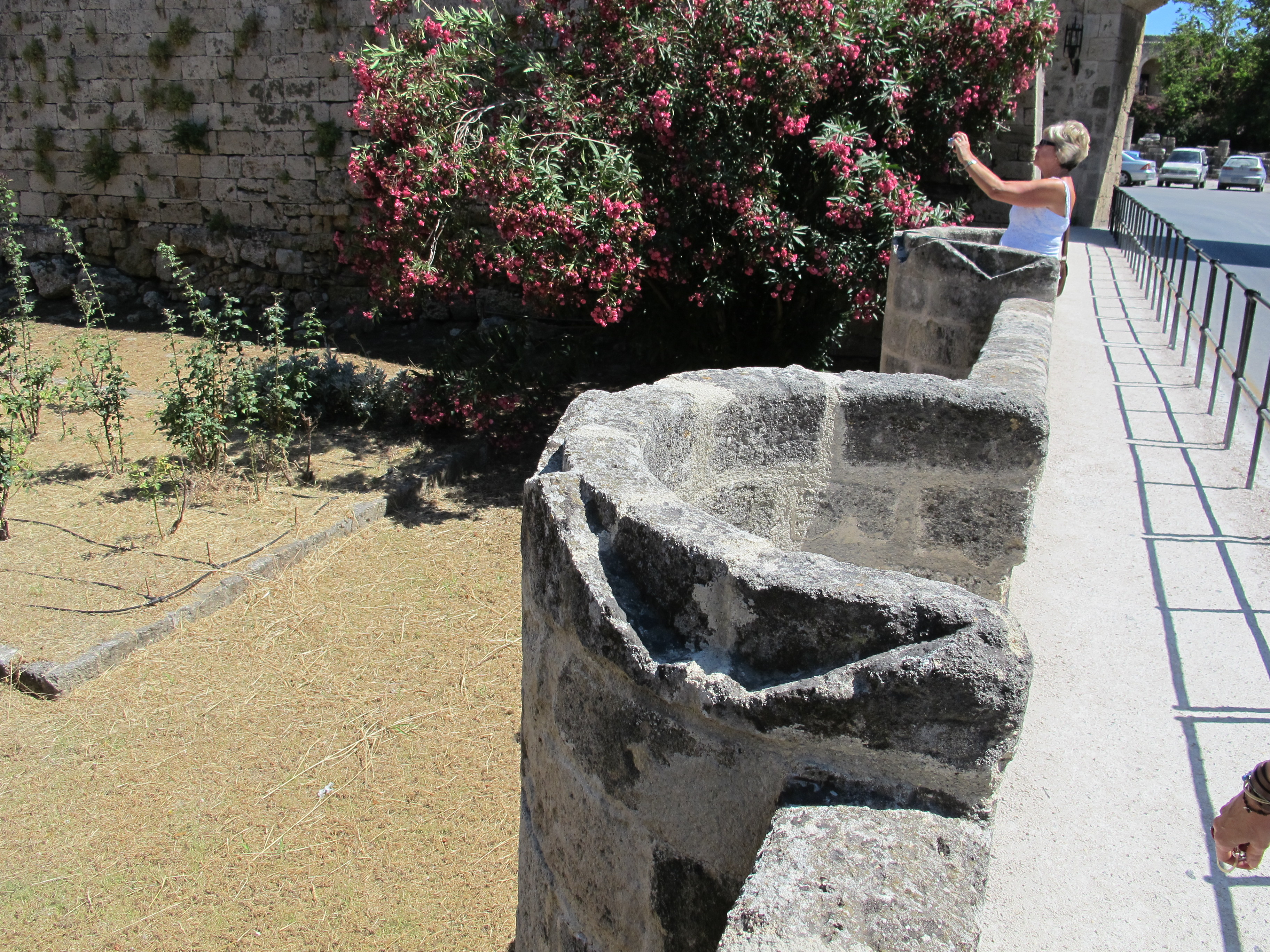
Sporgenze sul cavalcavia della porta

## I bastioni e le torri

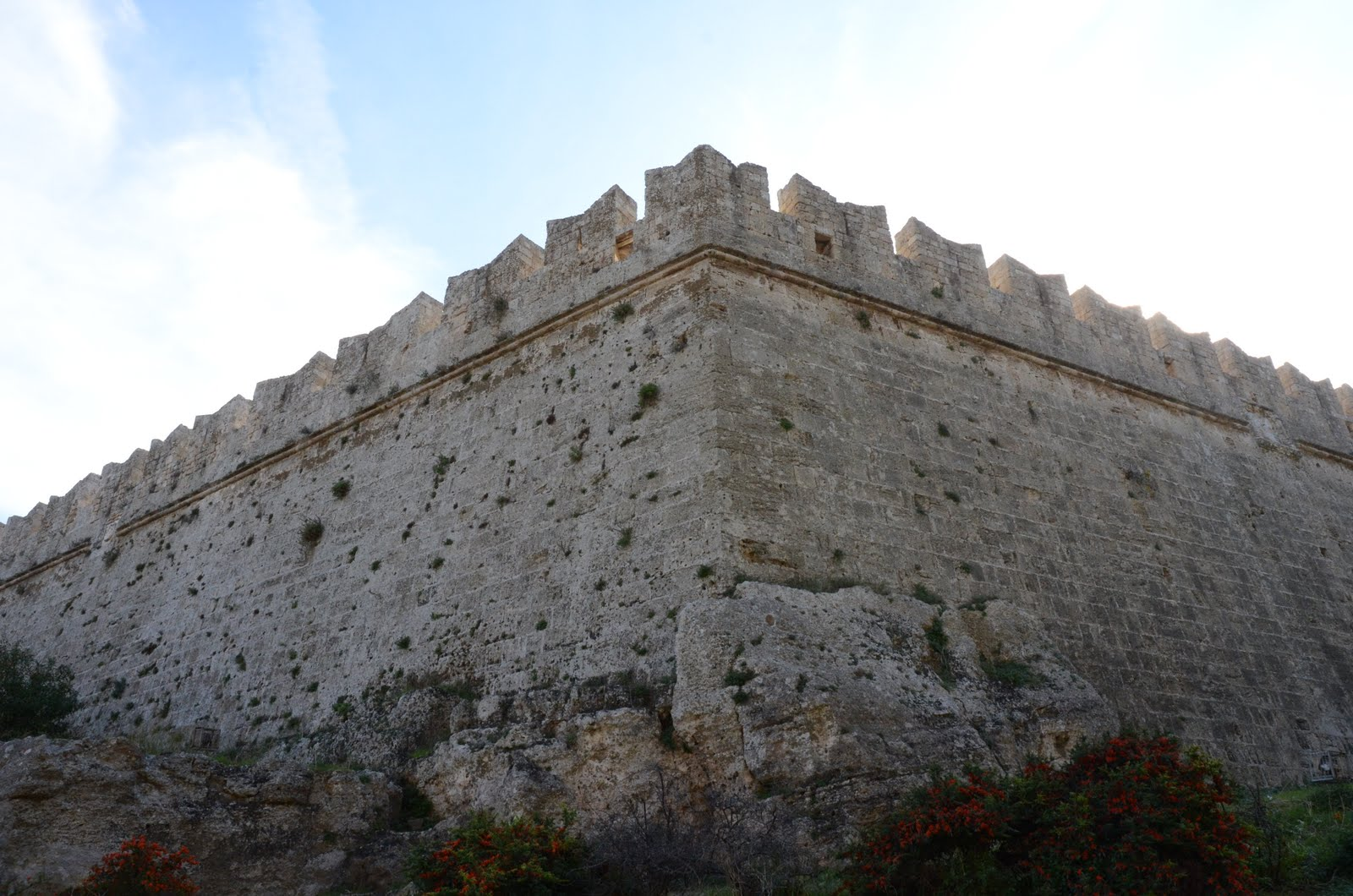
Il bastione di San Giorgio visto dal fossato

### Bastione di San Giorgio
Il bastione di San Giorgio, di forma pentagonale, è uno degli esempi di trasformazione di una porta in bastione tramite successive modifiche che ebbero luogo fino all'assedio finale del 1522. Con l'aggiunta del potente terrapieno di Spagna il bastione di San Giorgio rappresenta l'archetipo delle successive fortezza bastionata. La sua trasformazione finale fu progettata dall'architetto italiano Basilio della Scuola e porta l'insegna dell'ultimo Gran maestro Philippe de Villiers de L'Isle-Adam.

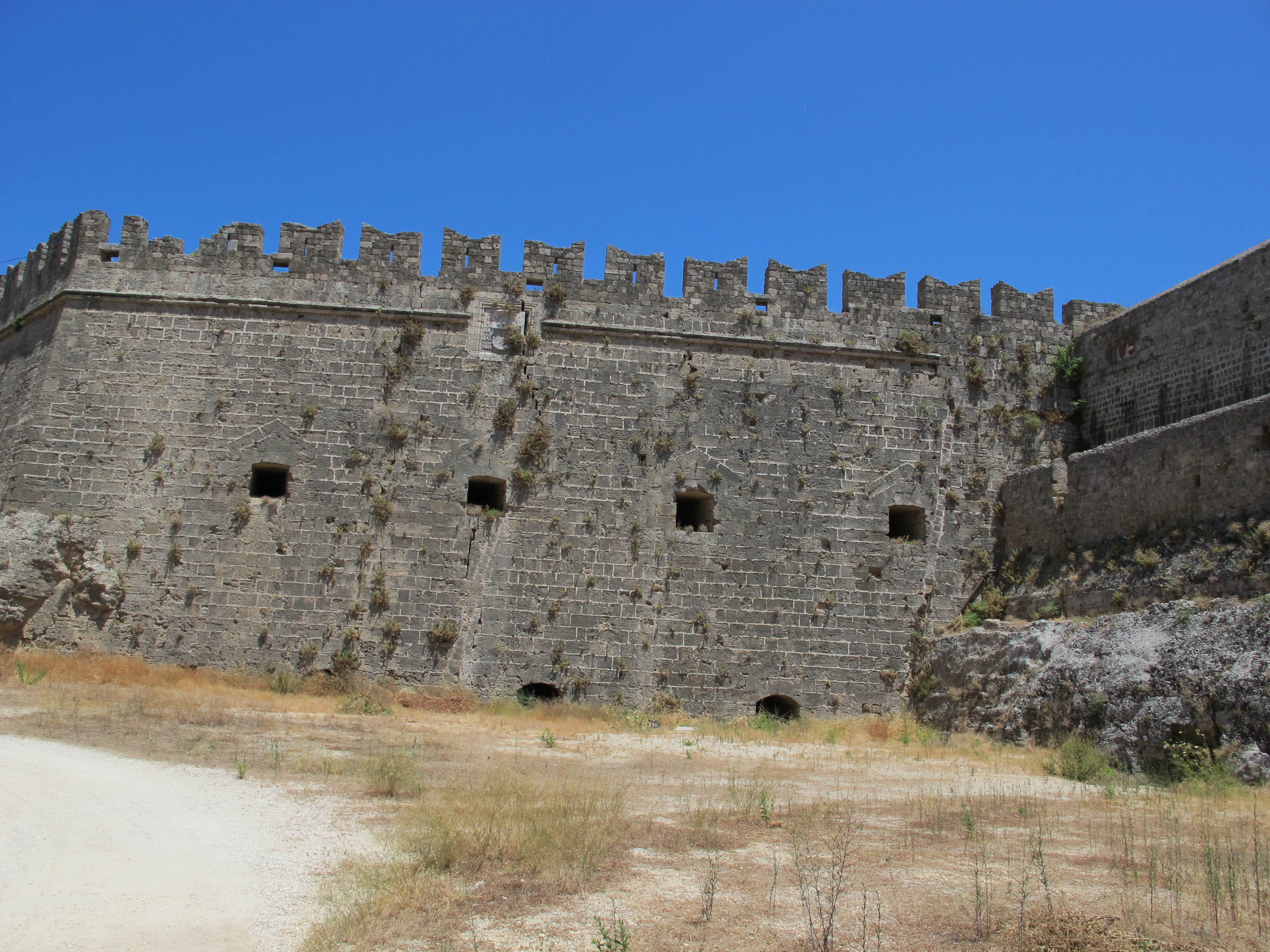
Veduta
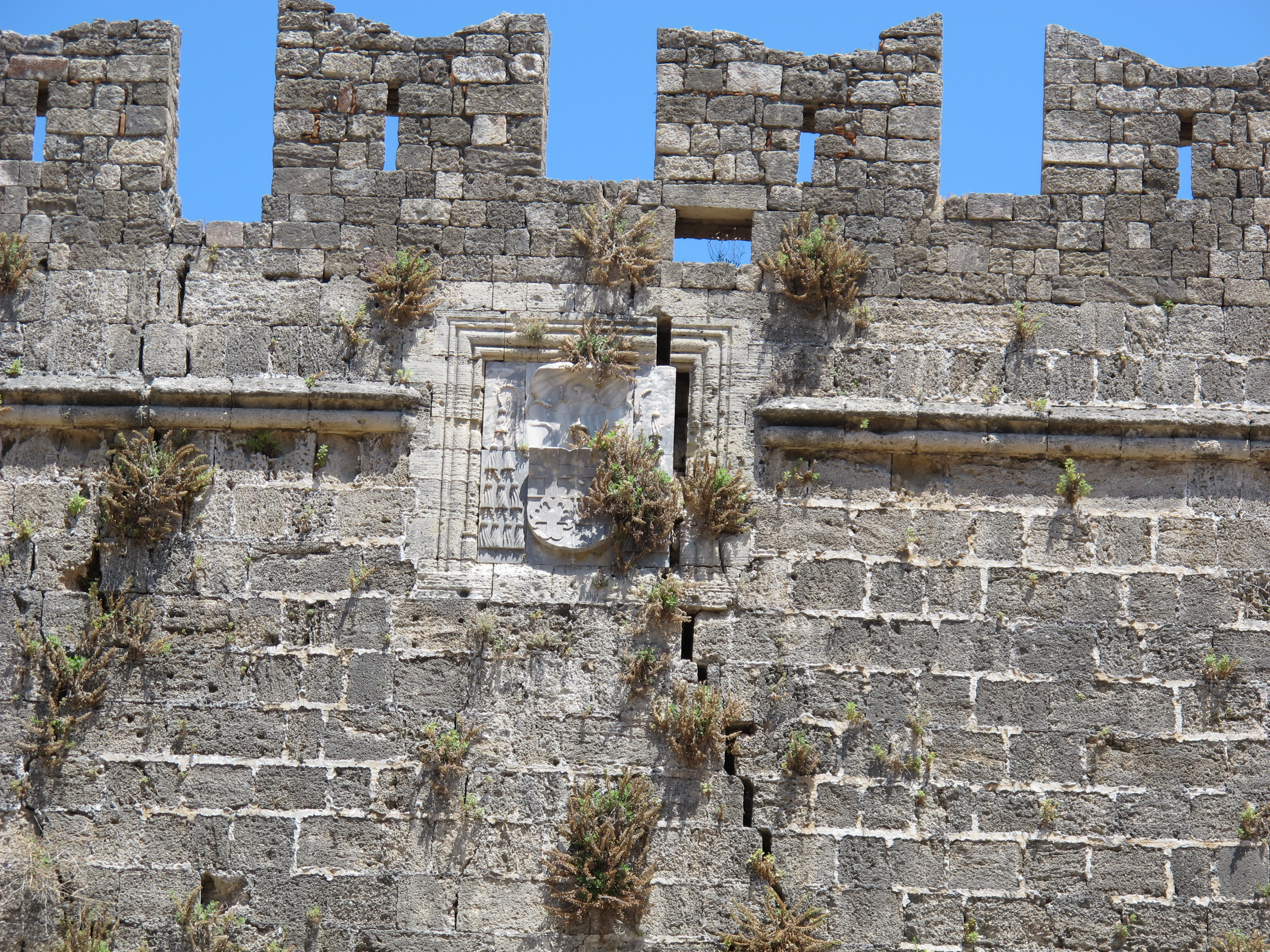
Stemma di Pierre d'Aubusson
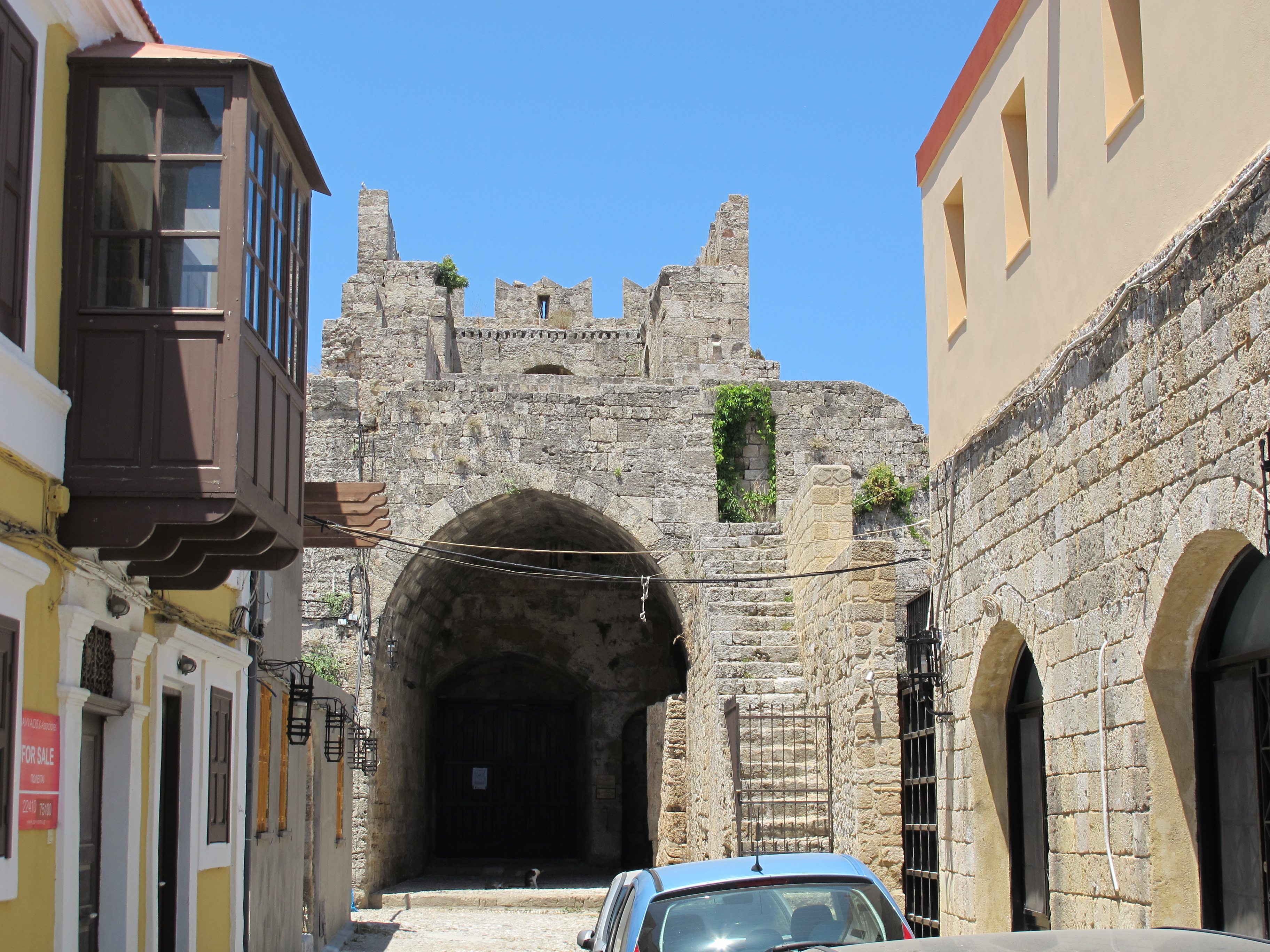
Veduta interna

### Bastione d'Italia

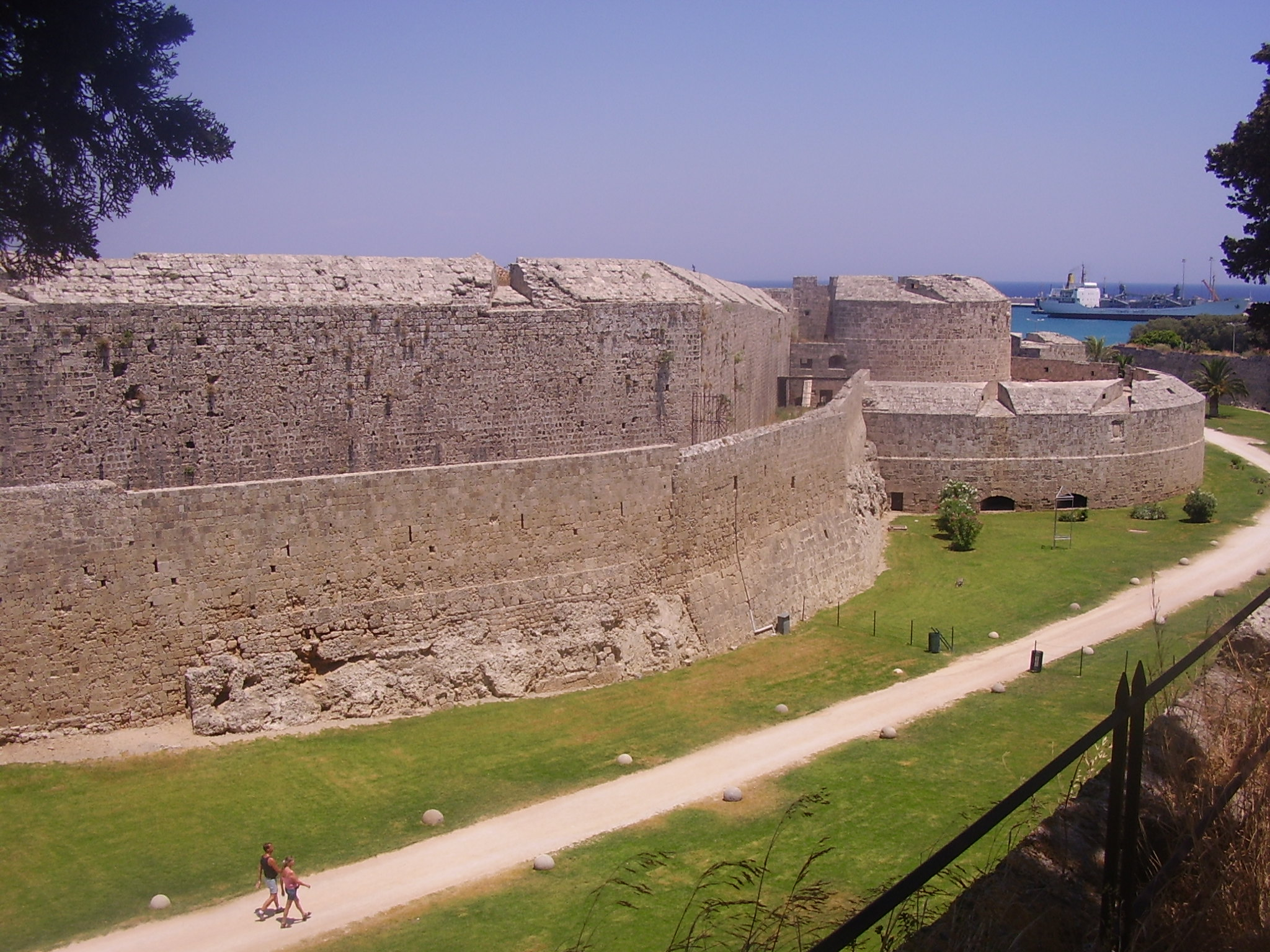
Rodi, Il Baluardo del Carretto e, in primo piano, la cortina angolata

Il bastione d'Italia o del Carretto fu il luogo nel quale le truppe di Maometto II fecero breccia nelle mura e vennero poi respinte nell'assedio del 1480. Venne fortificato e munito di passo di ronda con postazioni per cannone dal Gran Maestro Fabrizio del Carretto.

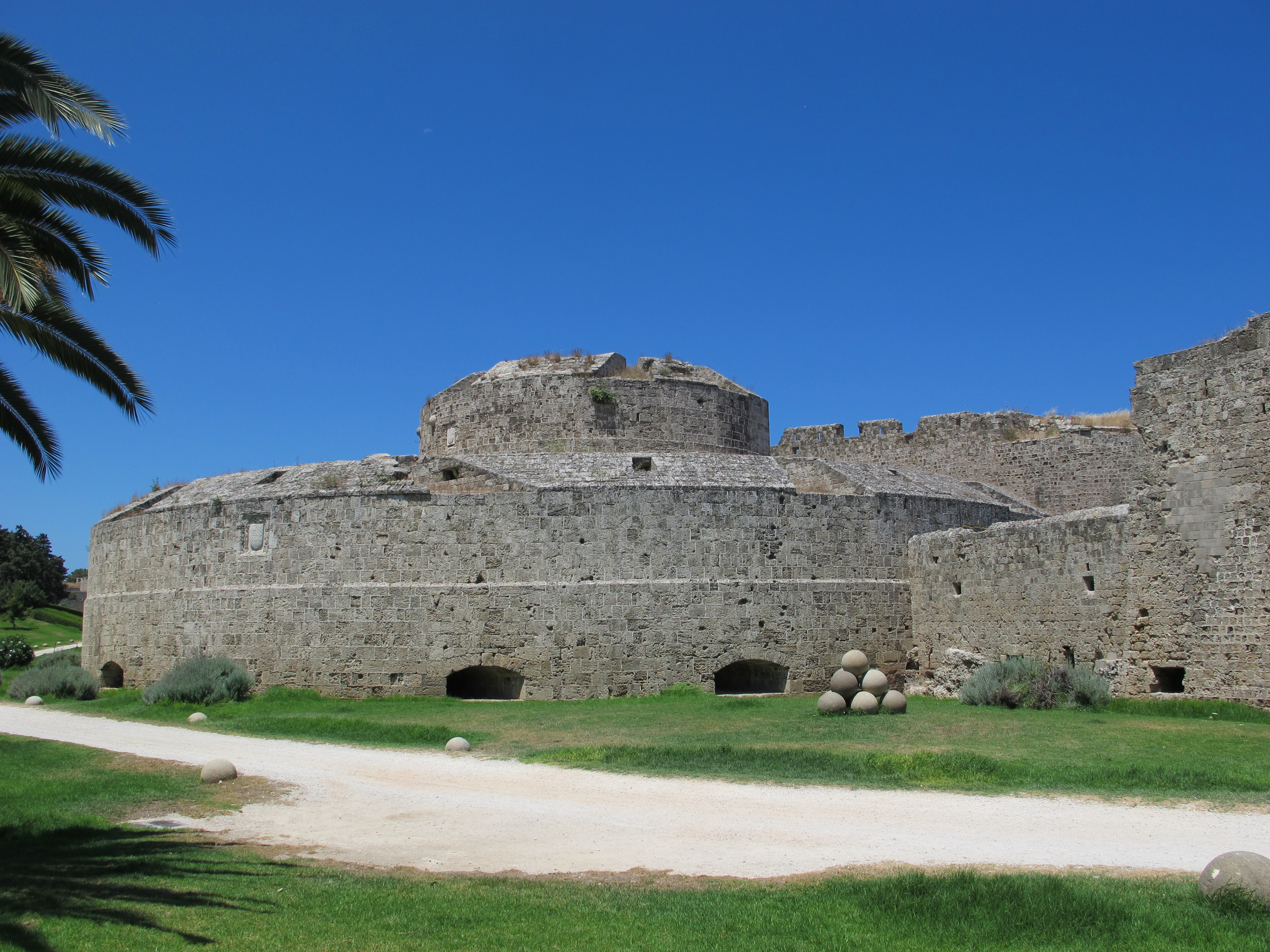
Veduta da destra
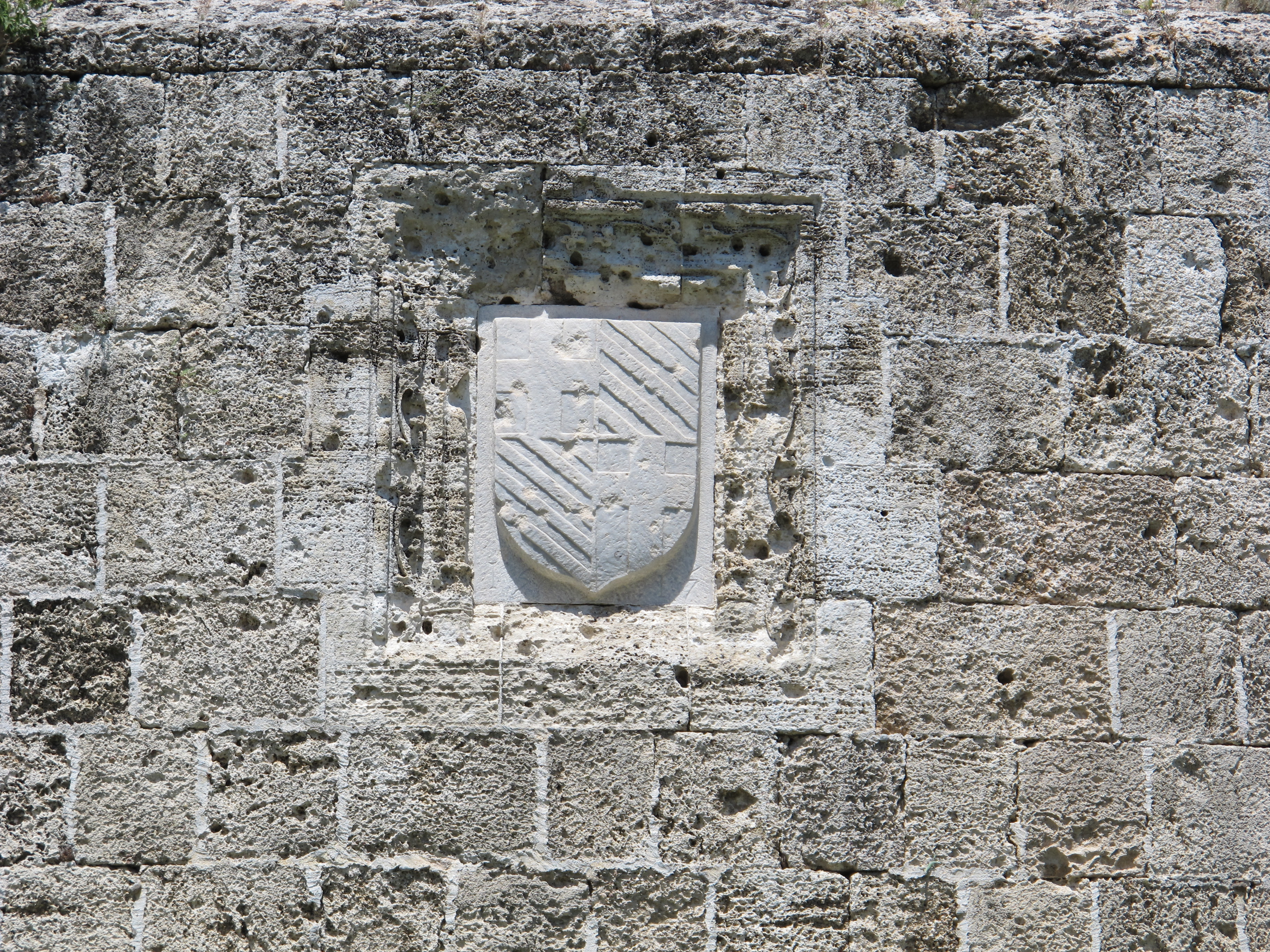
Uno degli stemmi Del Carretto
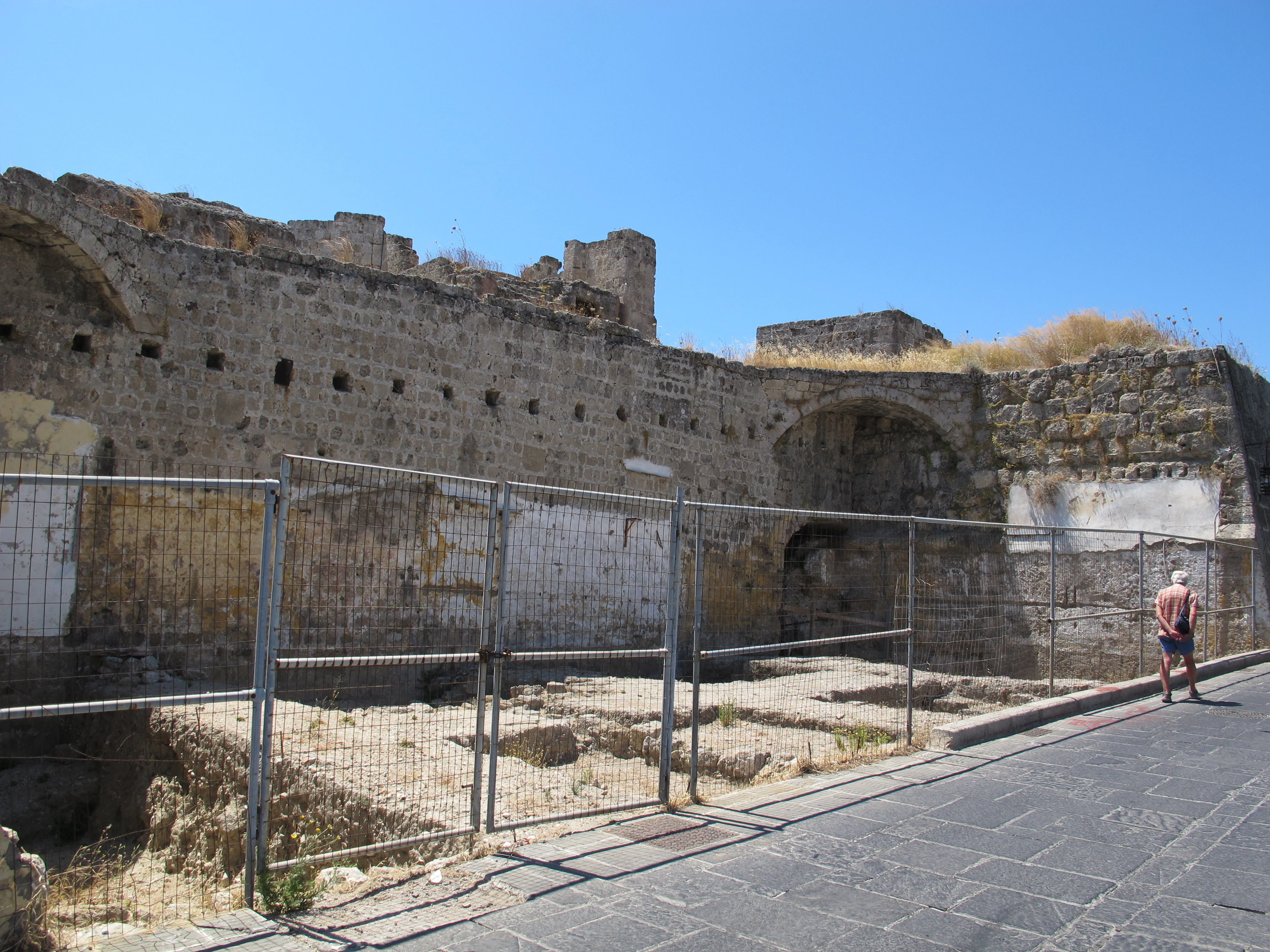
Interno

### Torre di Naillac

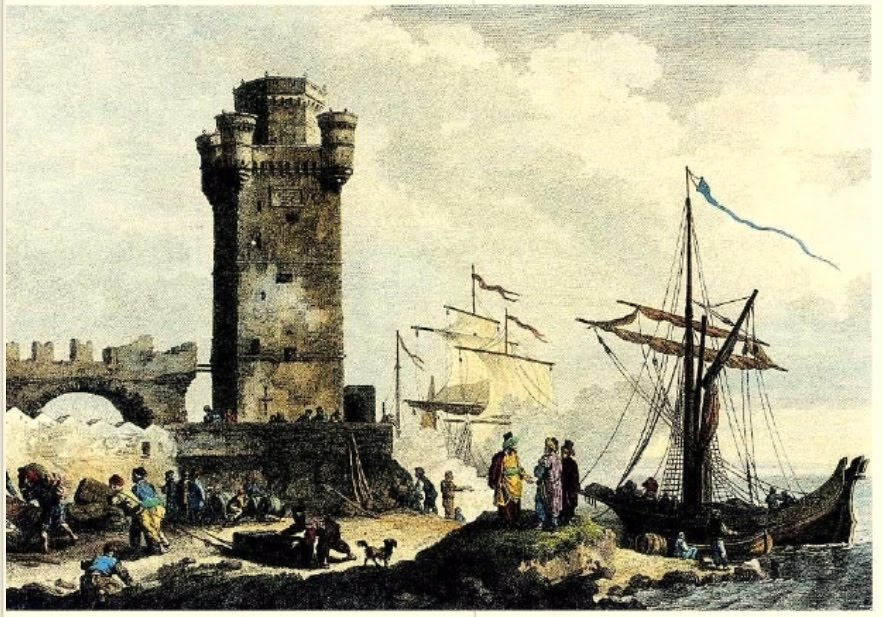
Rodi, La torre di Naillac (da una stampa della fine del Settecento)

Nota oggi come torre di Nayak (in greco Ναγιάκ) fu costruita tra 1396 ed il 1421 sul molo ad est della Porta di San Paolo che chiude il porto commerciale dal Gran Maestro Philibert de Naillac prima dello sviluppo del cannone. Aveva pianta quadrata come molte torri medievali e raggiungeva i 46 m di altezza. Era il punto finale della cinta muraria della città sul porto e fu usata come torre di avvistamento. Fu gravemente danneggiata dai terremoti nel XIX secolo e divenuta pericolante, fu demolita dall'amministrazione ottomana.

### Torre dei mulini
Nota anche come Torre di Francia o torre di Sant'Angelo, era una delle due torri di protezione del porto commerciale ("emporium" in greco Εμπόριον). Fu costruita sul molo naturale ad est del porto dal Gran Maestro d'Aubusson che mise su di essa lo stemma di Francia (da cui la torre prende uno dei suoi nomi). Sul molo erano originariamente presenti ben 13 mulini. Oggi ne resta uno solo.

### Torre e forte di San Nicola

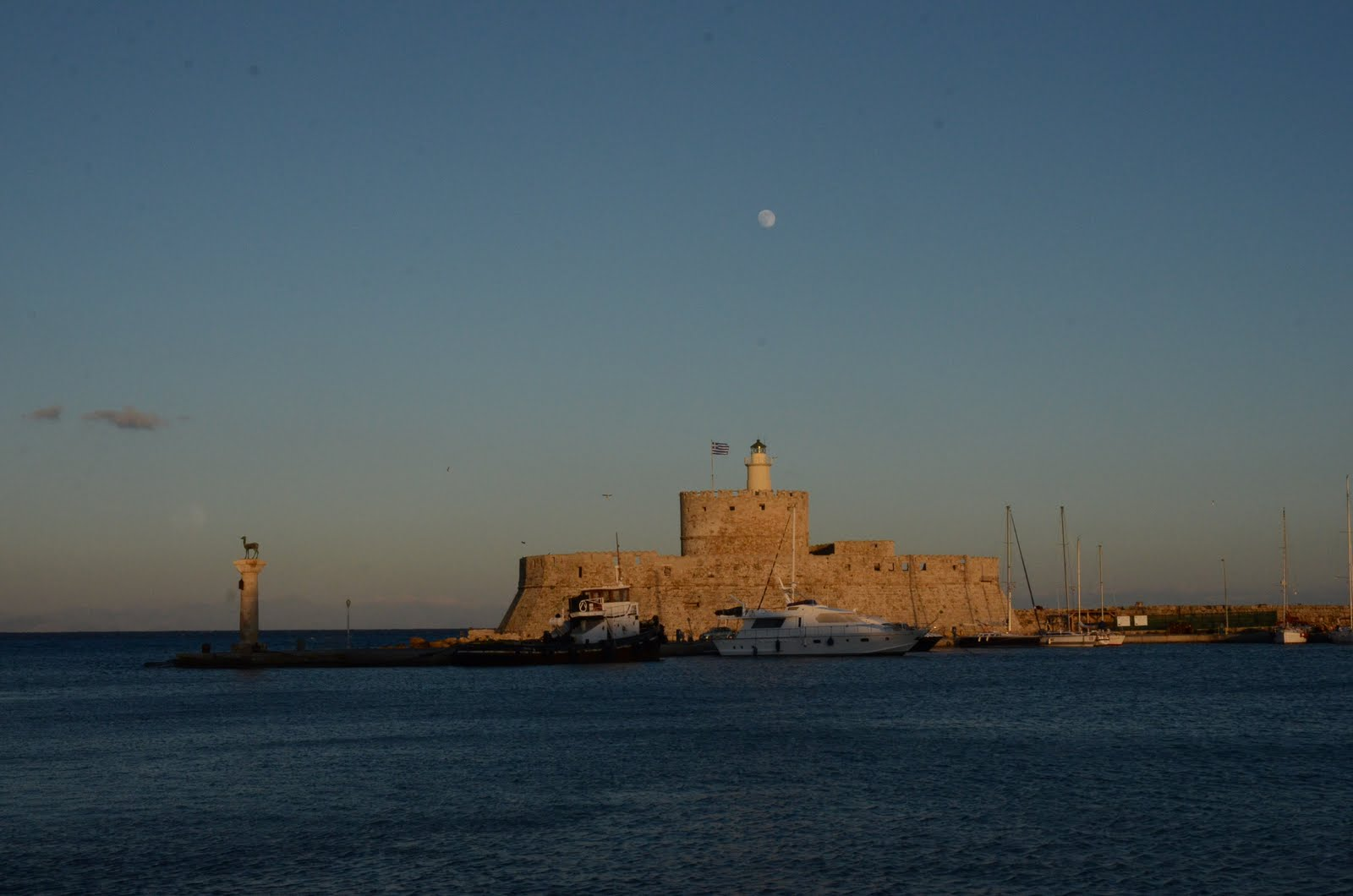
Rodi, il forte di San Nicola a difesa del porto del Mandracchio.

Il Mandracchio (Mandraki in greco Μανδράκι) ossia il porto militare era protetto da una torre costruita tra nel 1464 – 67 dal gran maestro Zacosta alla fine del molo naturale. Dopo l'assedio di Rodi del 1480 Gran Maestro d'Aubusson fece aggiungere un bastione attorno alla torre trasformandola in una fortezza di guardia sul mare.

### Terrapieno di Spagna

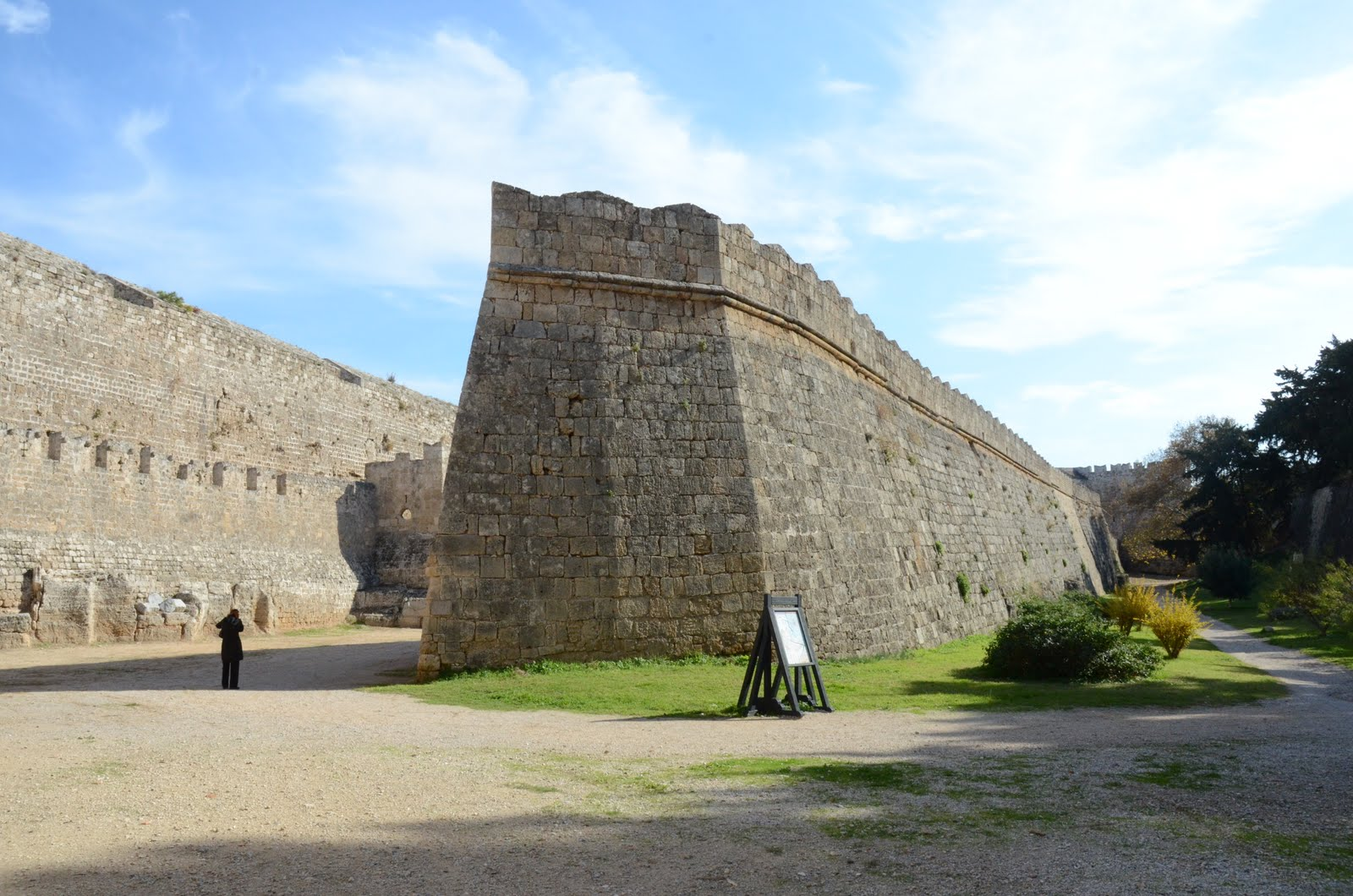
Il terrapieno di Spagna

Questo terrapieno, come gli altri due fu costruito dopo l'assedio del 1480 nel mezzo del fossato. Evitava che i cannoni avessero libero tiro sulle mura ed in caso di invasione del fossato Poteva essere raggiunto tramite passaggi sotterranei che potevano essere rapidamente fatti saltare in caso di ritirata. Nel 1522 gli ottomani cercarono di minare i terrapieni scavando tunnel sotto il fossato.
Il terrapieno di Spagna è posto nella zona sudovest delle mura a fianco della porta si Sant'Attanasio ed era affidato ai cavalieri della lingua di Spagna.

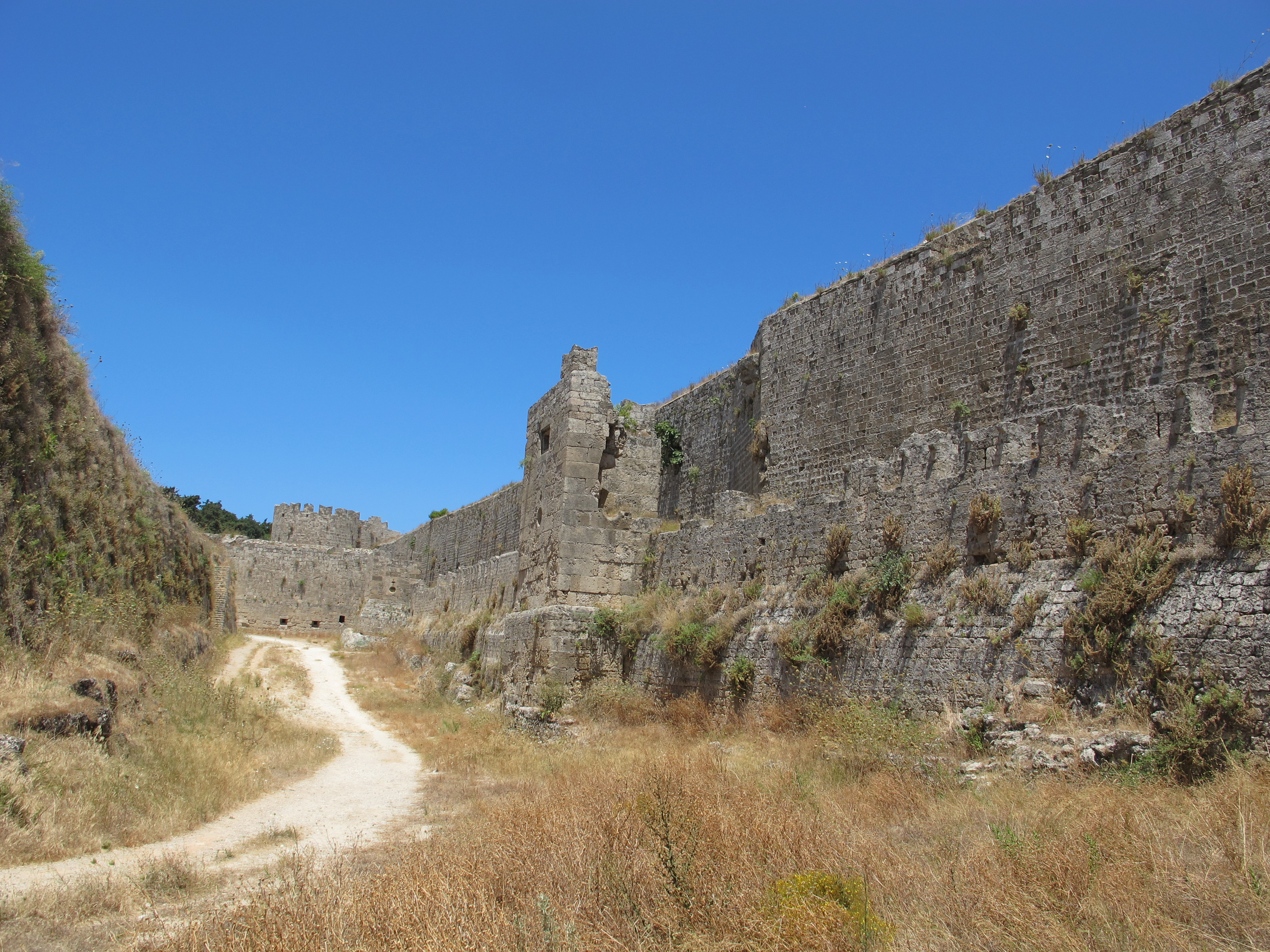
Fossato del terrapieno di Spagna
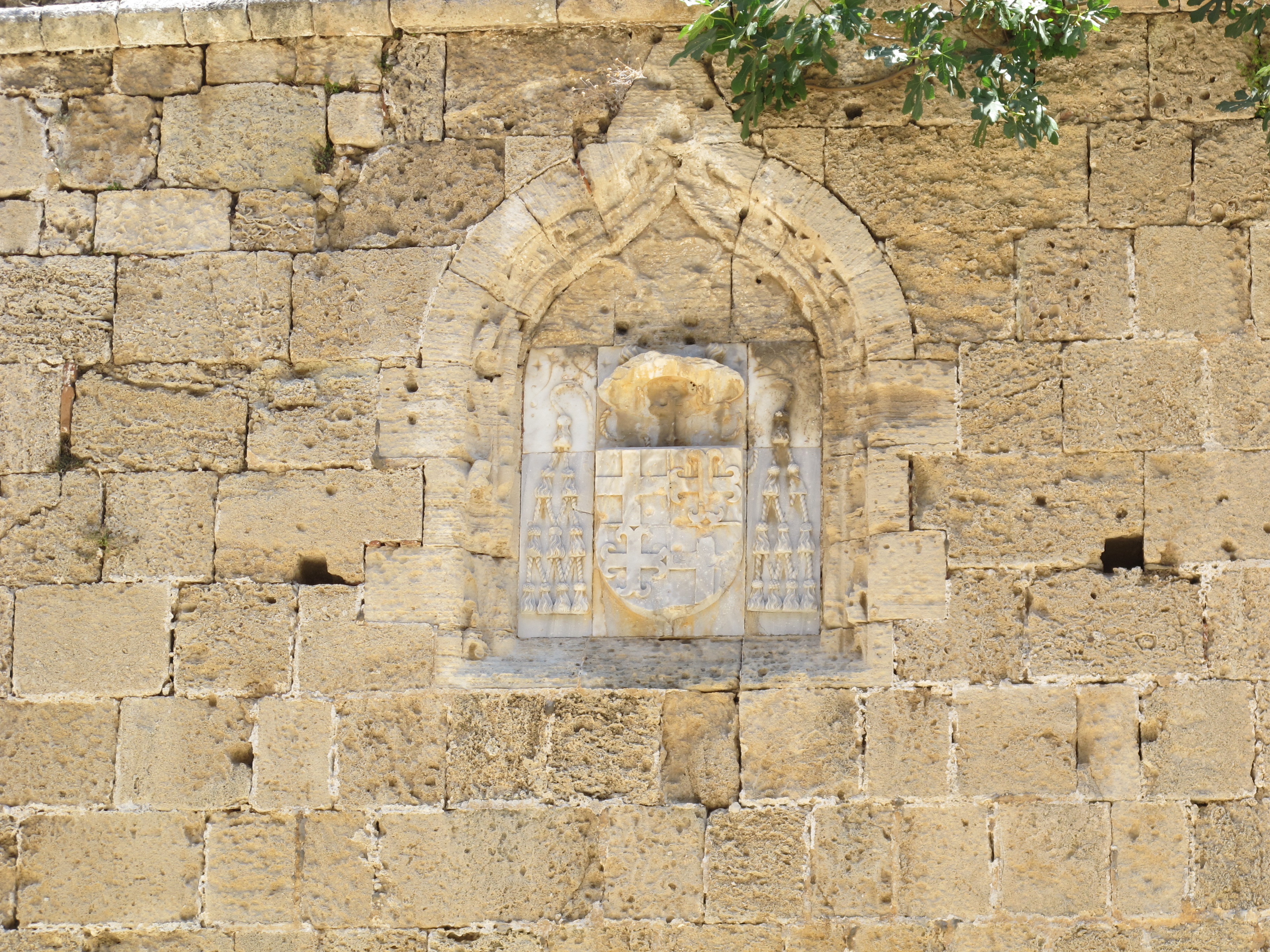
Stemma di Pierre d'Aubusson
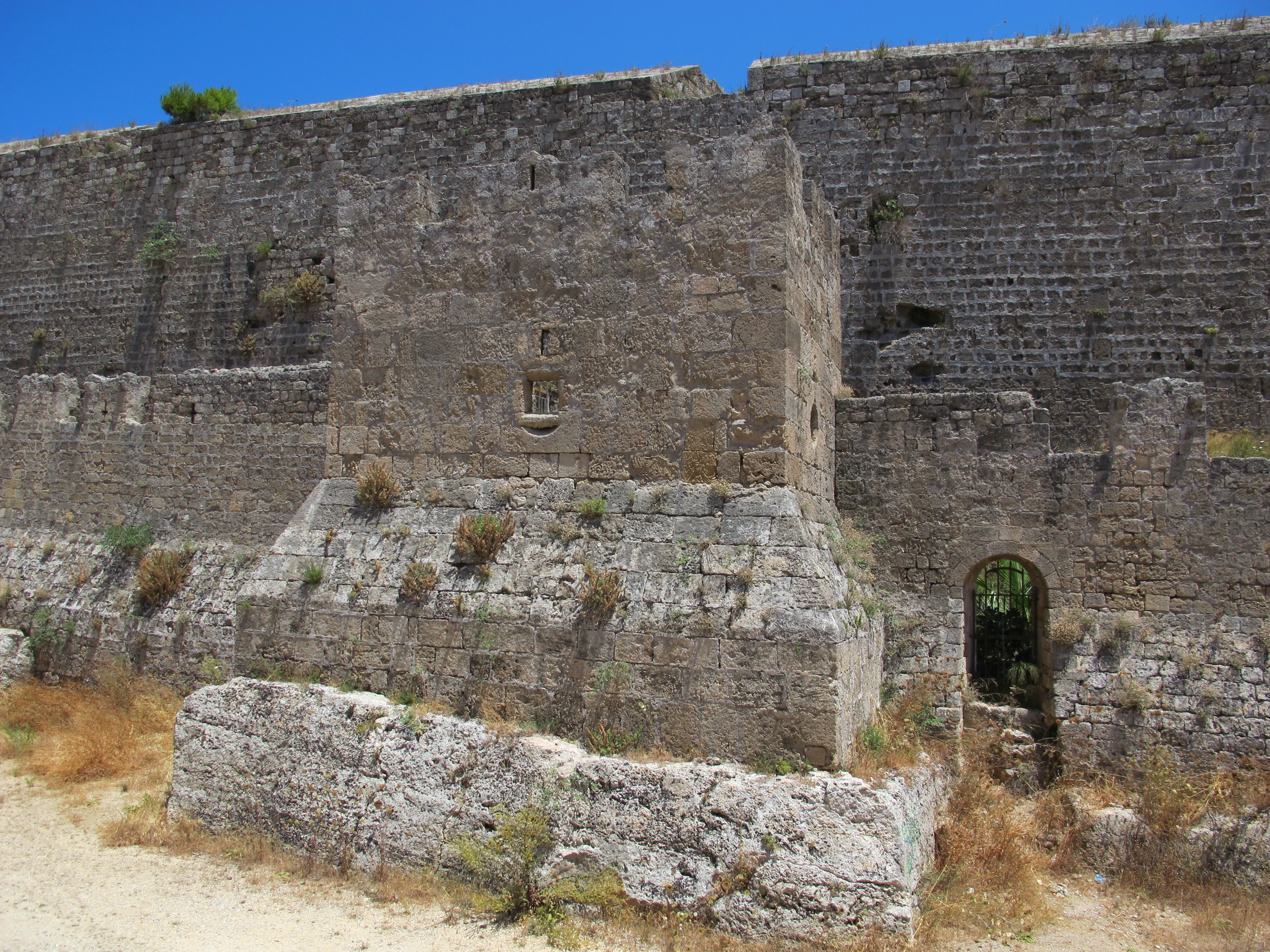
Terrapieno di Spagna

### Terrapieno d'Inghilterra

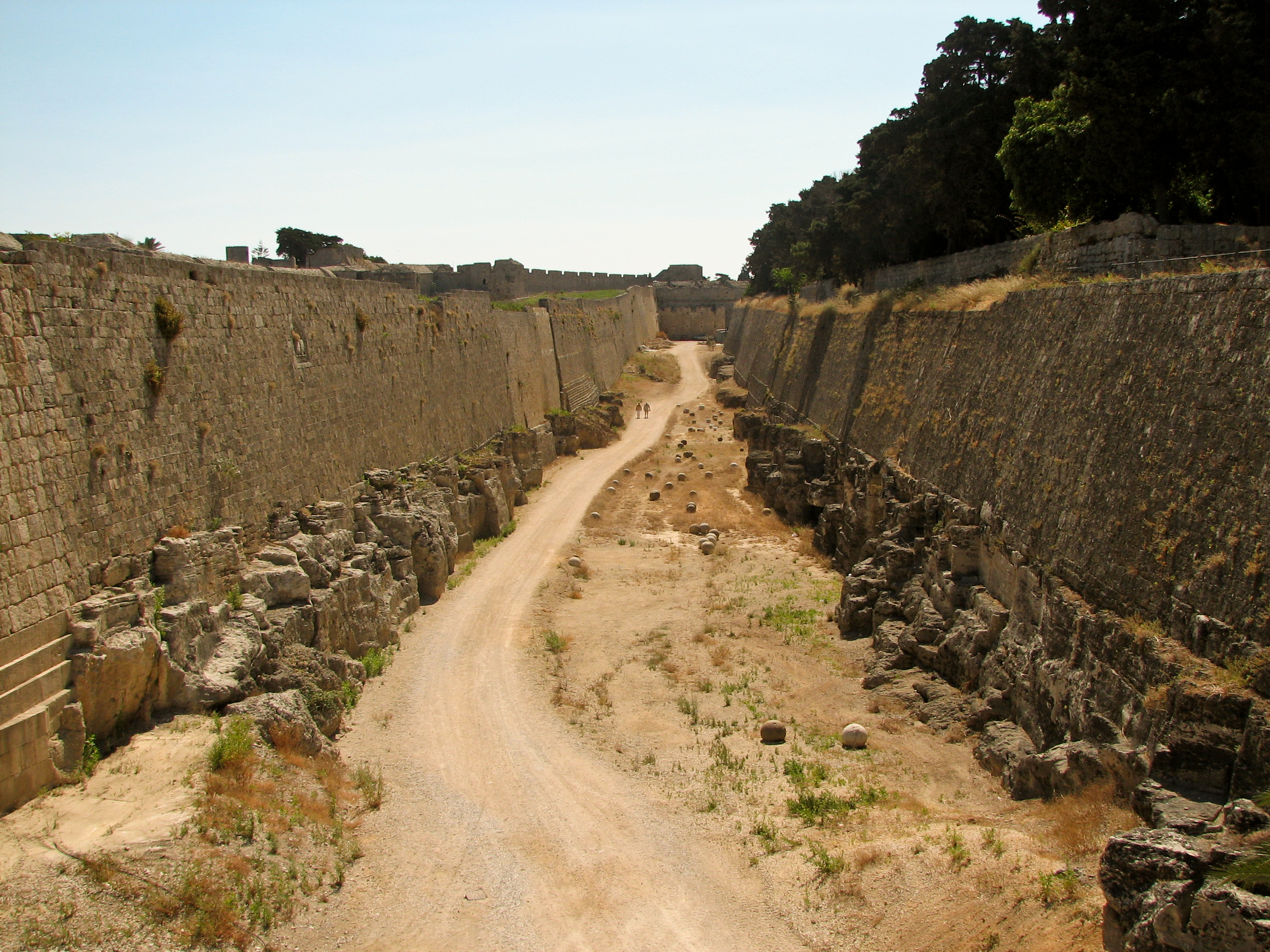
Rodi, il terrapieno d'Inghilterra

Posto nel lato sud delle mura tra le porte di Sant'Attanasio e di San Giovanni, il terrapieno d'Inghilterra era affidato ai cavalieri della lingua di Inghilterra.

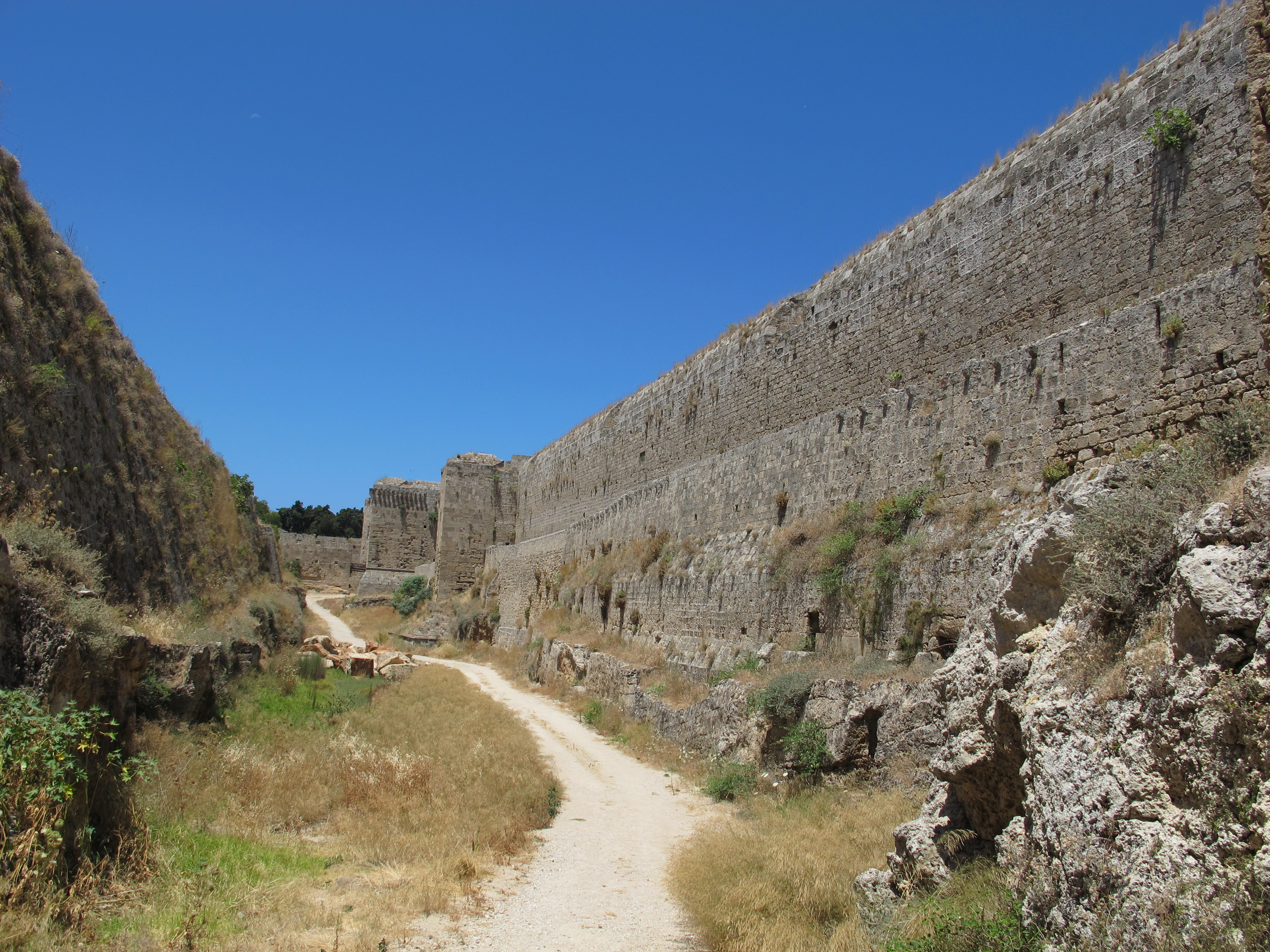
Veduta
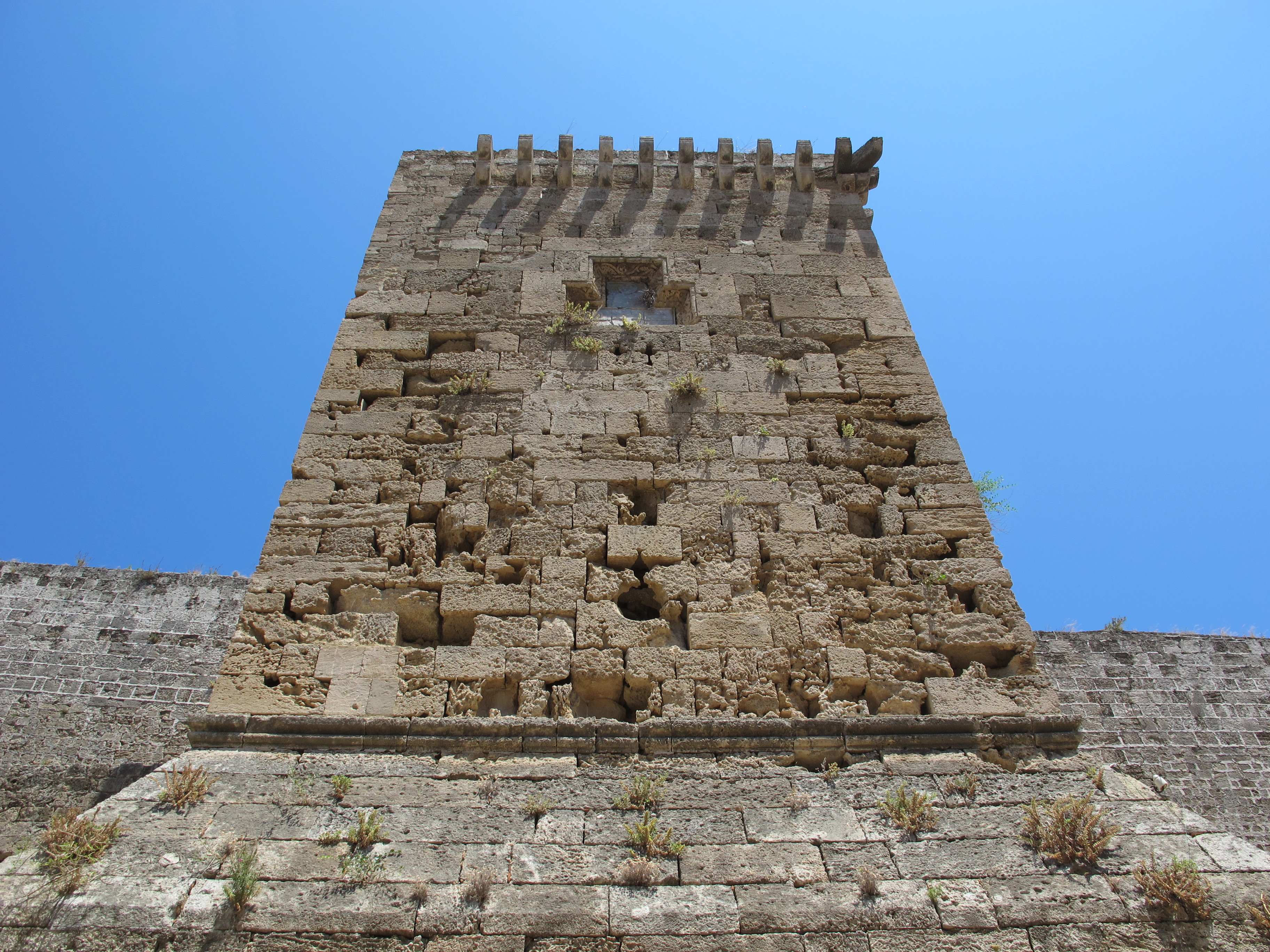
Torre
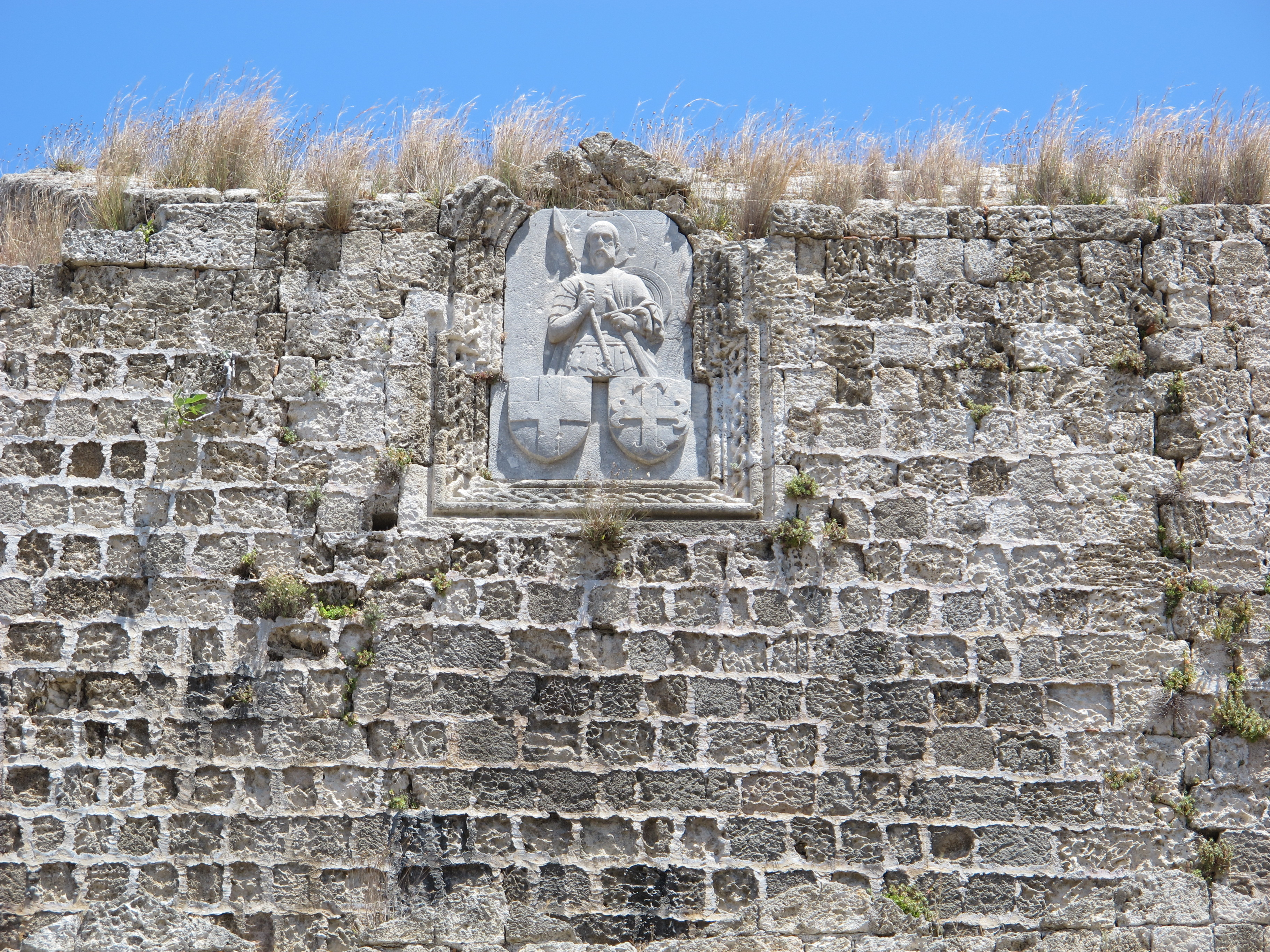
Stemma di Pierre d'Aubusson e rilievo

### Terrapieno d'Italia

Fossato d'Italia

Il terrapieno d'Italia, posto subito a nord del bastione d'Italia ed affidato ai cavalieri della lingua d'Italia è stato parzialmente demolito dall'amministrazione italiana per aprire la porta di Acandia.